# Història de l'estètica

El naixement de Venus, de Sandro Botticelli, exemple arquetípic de bellesa clàssica.

La història de l'estètica és una disciplina de les ciències socials que estudia l'evolució de les idees estètiques al llarg del temps. L'estètica és una branca de la filosofia que s'encarrega d'estudiar la manera com el raonament de l'ésser humà interpreta els estímuls sensorials que rep del món circumdant. Es podria dir, així com la lògica estudia el coneixement racional, que l'estètica és la ciència que estudia el coneixement sensible, el que adquirim a través dels sentits. Entre els diversos objectes d'estudi de l'estètica figuren la bellesa o els judicis de gust, així com les diverses maneres d'interpretar-los per part de l'ésser humà. Per tant, l'estètica està íntimament lligada a l'art, analitzant els diversos estils i períodes artístics segons els diversos components estètics que en ells s'hi troben. Sovint se sol denominar l'estètica com una «filosofia de l'art».
El terme estètica prové del grec αἴσθησις (aísthêsis), «sensació». Fou introduït pel filòsof alemany Alexander Gottlieb Baumgarten a la seva obra Reflexions filosòfiques sobre la poesia (1735), i més tard a la seva Aesthetica (1750). Així doncs, la Història de l'estètica, pròpiament dita, començaria amb Baumgarten el segle xviii, sobretot amb la sistematització d'aquesta disciplina realitzada per Immanuel Kant. Malgrat això, el concepte és extrapolable als estudis sobre el tema efectuats pels filòsofs anteriors, especialment des de la Grècia clàssica. Cal assenyalar, per exemple, que els antics grecs tenien una paraula equiparable a l'actual concepte d'estètica, que era Φιλοκαλία (filocalia), «amor a la bellesa». Es podria dir que a Grècia nasqué l'estètica com a concepte, mentre que amb Baumgarten es converteix en una ciència filosòfica.
L'estètica és una reflexió filosòfica que es fa sobre objectes artístics i naturals, i que produeix un «judici estètic». La percepció sensorial, un cop analitzada per la intel·ligència humana, produeix idees, que són abstraccions de la ment, i que poden ser objectives o subjectives. Les idees provoquen judicis, en relacionar elements sensorials; al seu cop, la relació de judicis és raonament. L'objectiu de l'estètica és analitzar els raonaments produïts per aquestes relacions de judicis. Les idees evolucionen amb el temps, adaptant-se als corrents culturals de cada època. Aquesta evolució serà per tant l'objecte d'estudi de la Història de l'estètica.
|  |

## Antiguitat clàssica

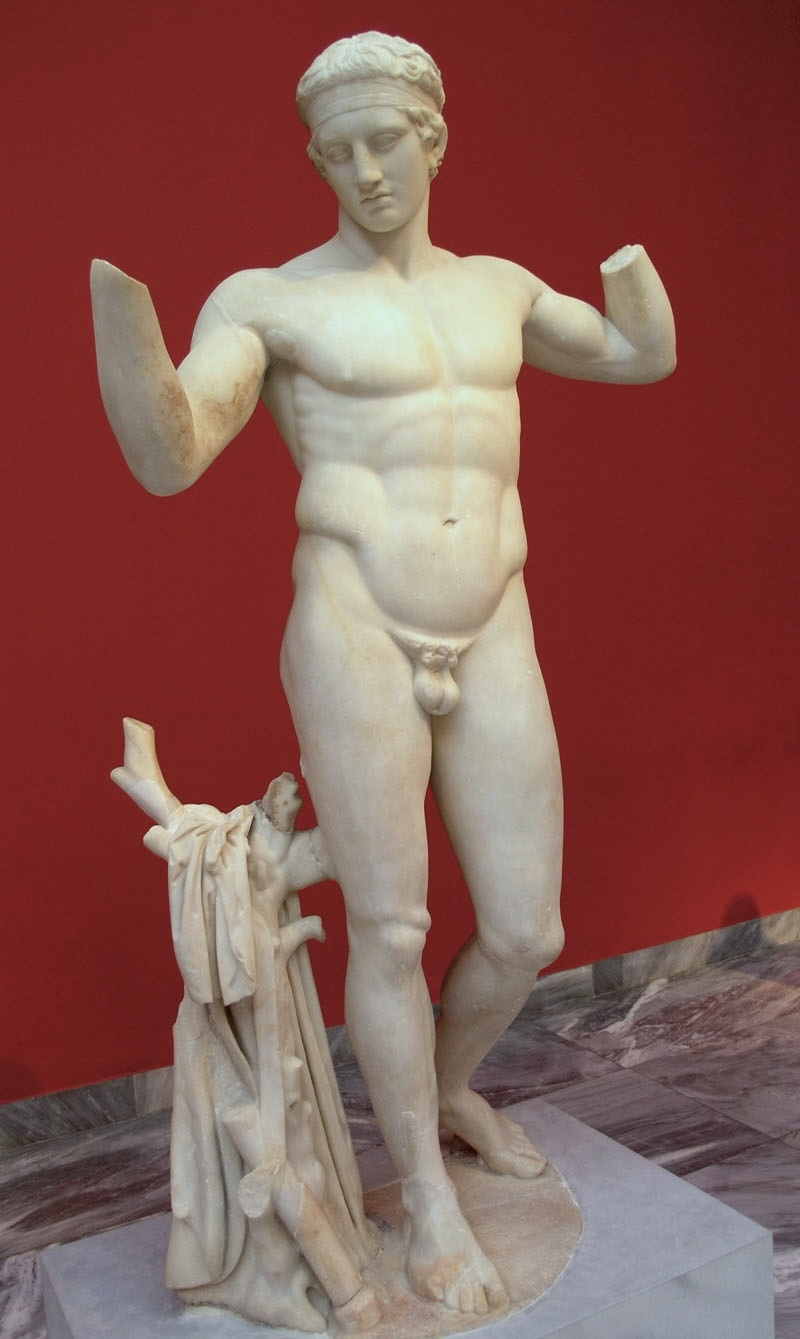
El Diadumen, de Policlet.

### Grècia
Per als grecs preclàssics –com es pot percebre en l'obra d'Homer–, la bellesa era tant la natural com la d'un objecte fet per l'home, si bé no tenia una definició clara i s'associava generalment amb altres qualitats: el bell (τò καλόν) és el que agrada, el que resulta plaent a la mirada de l'espectador. El pensament preclàssic era mitològic, interpretaven el món a través de mites, faules. El μύθος (mithos) permeté l'aparició d'altre tipus de pensament, el λόγος (lógos), més lògic i reflexiu, interpretant el món basant-se en conceptes físics, i donant lloc a la filosofia. Hesíode representa el pas entre aquest pensament mític i el lògic, explicant l'origen dels conceptes mitològics de manera racional. El primer a plantejar-se el món de forma racional fou Tales de Milet, que comença a fixar-se en la naturalesa, deduint les seves lleis. Posteriorment, Pitàgores comença a interpretar la naturalesa basant-se en relacions matemàtiques: al seu estudi de la música s'adona que depèn de proporcions matemàtiques, basant-se en la longitud de les cordes tensades als instruments musicals; partint d'aquí crea una teoria terapèutica de la música, la qual és capaç de restaurar l'harmonia de l'ànima de l'ésser humà.
Durant l'era de Pèricles, en el denominat període clàssic grec, l'art gaudeix d'una gran esplendor, generant un estil realista d'interpretar la realitat: els artistes es fixen en la naturalesa basant-se en unes proporcions i unes regles (κανών, cànon) que permeten la captació d'aquesta realitat per part de l'espectador, recorrent si cal a l'escorç. Es persegueix un concepte de bellesa basat en la realitat natural però idealitzat amb la incorporació d'una visió subjectiva que reflecteix l'harmonia de cos i ànima, equiparant bellesa amb bondat (καλοκαγαθία, kalokagathía).
Un dels primers filòsofs a ocupar-se de temes relacionats amb l'estètica –sobretot l'art i la poesia– fou Demòcrit, qui sota una actitud empírica estudià l'art de forma més descriptiva que conceptual, considerant-lo reflex de l'obra natural de l'home, basat en la naturalesa i amb un objectiu tendent al plaer. Més tard, els sofistes –com Protàgores i Gòrgies– consideren la bellesa com “allò que produeix plaer per mitjà de l'oïda i de la vista”, relativitzant el concepte de bellesa com quelcom diferent per a cada individu. Sòcrates opinà que l'art és la idealització de la naturalesa, i que quan representa a l'ésser humà no ho fa tan sols en cos sinó també en ànima, establint per primer cop el concepte de bellesa espiritual, contràriament al de bellesa física que havia defensat fins llavors la filosofia grega.

#### Plató

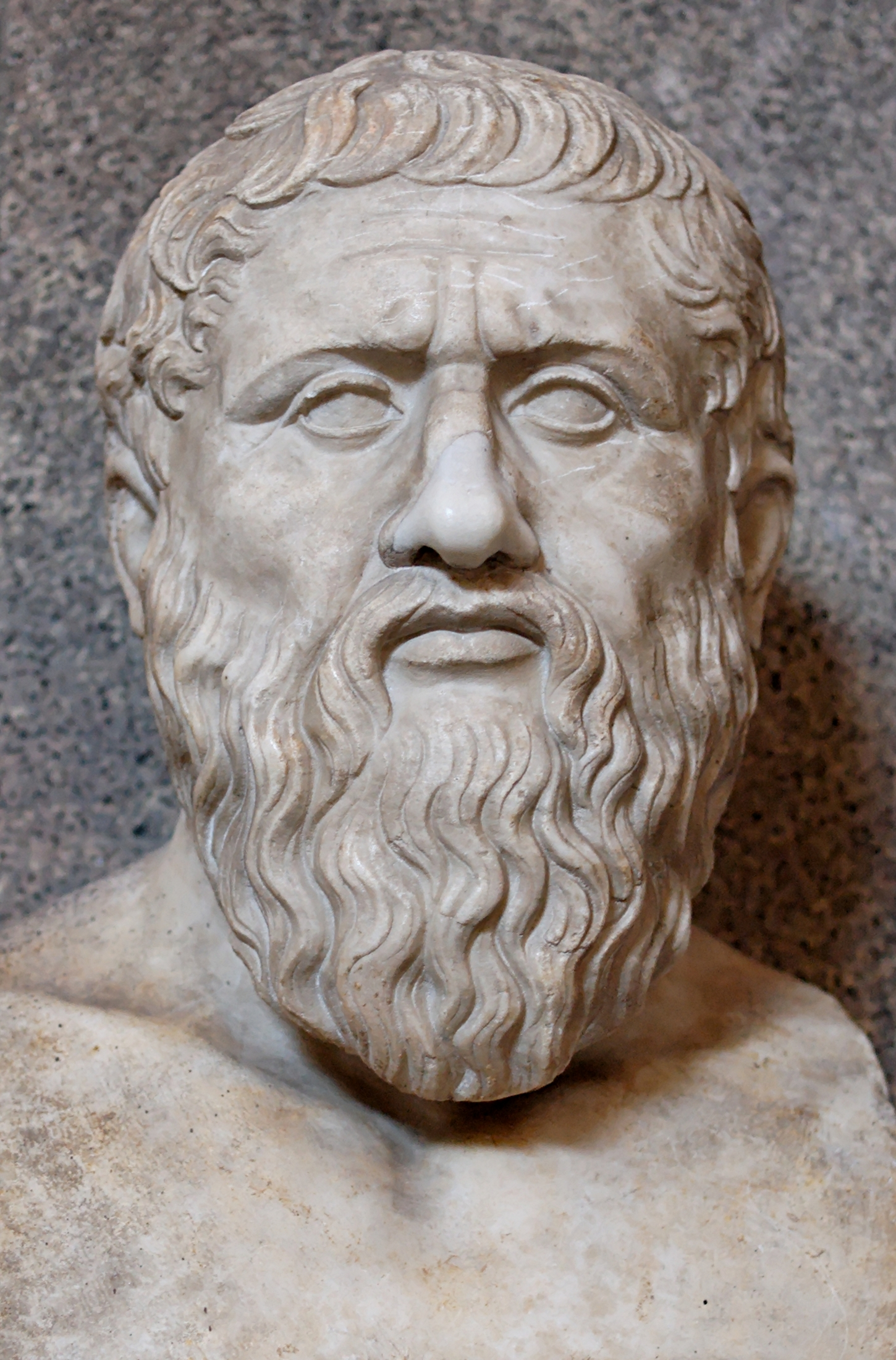
Plató.

Plató fou el primer que tractà sobre conceptes estètics com a centre de moltes de les seves reflexions, sobretot en temes relatius a l'art i la bellesa. Al Protàgores parlà de l'art com la capacitat de fer coses per mitjà de la intel·ligència, a través d'un aprenentatge. Per a Plató, l'art (τέχνη, téchnê) té un sentit general, és la capacitat creadora de l'ésser humà. Entenia l'art com «destresa» o «habilitat», tant en el terreny material com l'intel·lectual. Al Sofista distingí entre habilitats «adquisitives» i «productives», dividint al mateix temps aquestes darreres en productives d'objectes o d'imatges (εἴδωλα, eídôla). Introduí el concepte de mimesi (μίμησις), ja que per a ell les imatges són imitacions d'objectes reals, tot i que sense desempenyorar la mateixa funció que els seus originals. Aquestes imitacions poden ser «genuïnes» (εἰκών, eikón), si guarden les mateixes propietats que el seu model; o «aparents» (ϕάνταὓμα, phántasma), si tan sols s'assemblen a l'original. Malgrat això, el mateix Plató considerava aquesta diferència difícil de dilucidar, ja que tota imitació per força deu diferir del seu original en alguna cosa, ja que si fos idèntica ens trobaríem amb un objecte igual al representat. Per a Plató, totes les creacions artístiques són «conjectures» (εἰκασία, eikasía), ja que el seu caràcter imitatiu les allunya de la realitat de les formes, i els confereix fins i tot un sentit pejoratiu, ja que són «aparences enganyoses», ja que els artistes no representen les coses com són, sinó com semblen. Així, qualifica als artistes de «pseudoartífexs», ja que la seva habilitat no és autèntica.
La bellesa la tractà en diversos diàlegs: a Hípies major parlà de la bellesa dels cossos; a Fedre, de la bellesa de les ànimes; i a El banquet, de la bellesa en general.
- Hípies major: utilitzant un diàleg entre Hípies i Sòcrates, Plató cerca la bellesa perfecta, la «bellesa ideal platònica».[nota 7] Proporciona diverses definicions de bellesa, com la «conveniència», l'adequació a una finalitat, que fa que un objecte sembli bell; o la «utilitat», relacionant la bellesa amb el bé, amb la dimensió moral (la bellesa condueix al bé, en relació causa-efecte).[8]
- Fedre: en aquest text Plató explica de forma mítica l'origen de l'ésser humà, així com la seva teoria del coneixement basat en les «idees». Sòcrates conta a Fedre que l'ànima és com un carro tirat per dos cavalls, un mans i altre brau, dirigits per la raó. Aquesta ànima es troba originàriament en el món de les idees, però en encarnar-se en un cos les obliden en major o menor grau. Per a Plató, el coneixement és el record d'aquestes idees. La matèria és «ombra de les idees», que a través de l'estímul que ofereixen poden conduir-nos a elles, a través d'un procediment que identifica com “amor” (έρως, érôs). Així, l'amor per les coses belles pot conduir-nos a la idea de bellesa, a la bellesa perfecta, ideal.[9]
- El banquet: Plató manifesta que l'home té inclinació a buscar la perfecció, la bellesa, i que aquesta es pot aconseguir a través de l'amor, que és un camí de coneixement, una energia que ens orienta. Distingeix dues classes d'amor: el «popular», relacionat amb el cos, les formes i les accions; i el «celestial», associat a la virtut i l'intel·lecte. L'amor és la recerca de la bellesa –que relaciona amb la veritat–, primer la bellesa física (amor dels cossos), i després la bellesa espiritual (amor de les accions), arribant per fi a la bellesa ideal, a l'amor per la ciència. Es passa doncs del cos a la virtut, i d'aquí a l'essència. L'amor ideal –el denominat «amor platònic»– és infinit, no té temps ni forma.[10]

Es percep doncs una clara evolució: de la recerca d'una noció general de bellesa de l'Hípies, utilitzant el sistema socràtic de comparació, dedueix al Fedre que la bellesa està més enllà de la realitat que ens envolta; finalment, a El banquet, identifica la recerca de la bellesa amb la mateixa vida humana, essent l'amor la forma d'accés.
Plató fou l'origen de dues de les teories sobre la bellesa més defensades al llarg de l'esdevenir històric: la bellesa com «harmonia i proporció» i la bellesa com a «esplendor». Postula que la bellesa és independent del seu suport físic, així com que no depèn de la visió, que sovint ens enganya: la visió sensible és superada per la visió intel·lectual, que és la que prové de la filosofia. El concepte de bellesa de Plató és molt ampli, abastant tant la bellesa física com l'espiritual, la moral i cognoscitiva, la bellesa dels cossos, dels objectes artístics, tant com la de colors, sons, lleis, actituds morals, etc. Relaciona bellesa amb bondat, que per a ell són sinònims: el subtítol d'El banquet, que tracta amplament la bellesa, és Sobre el bé.
| «                               | Si és que hi ha quelcom pel que val la pena viure, és per contemplar la bellesa. | » |
| — Plató, El banquet 210 E-211 D |                                                                                  |   |

#### Aristòtil

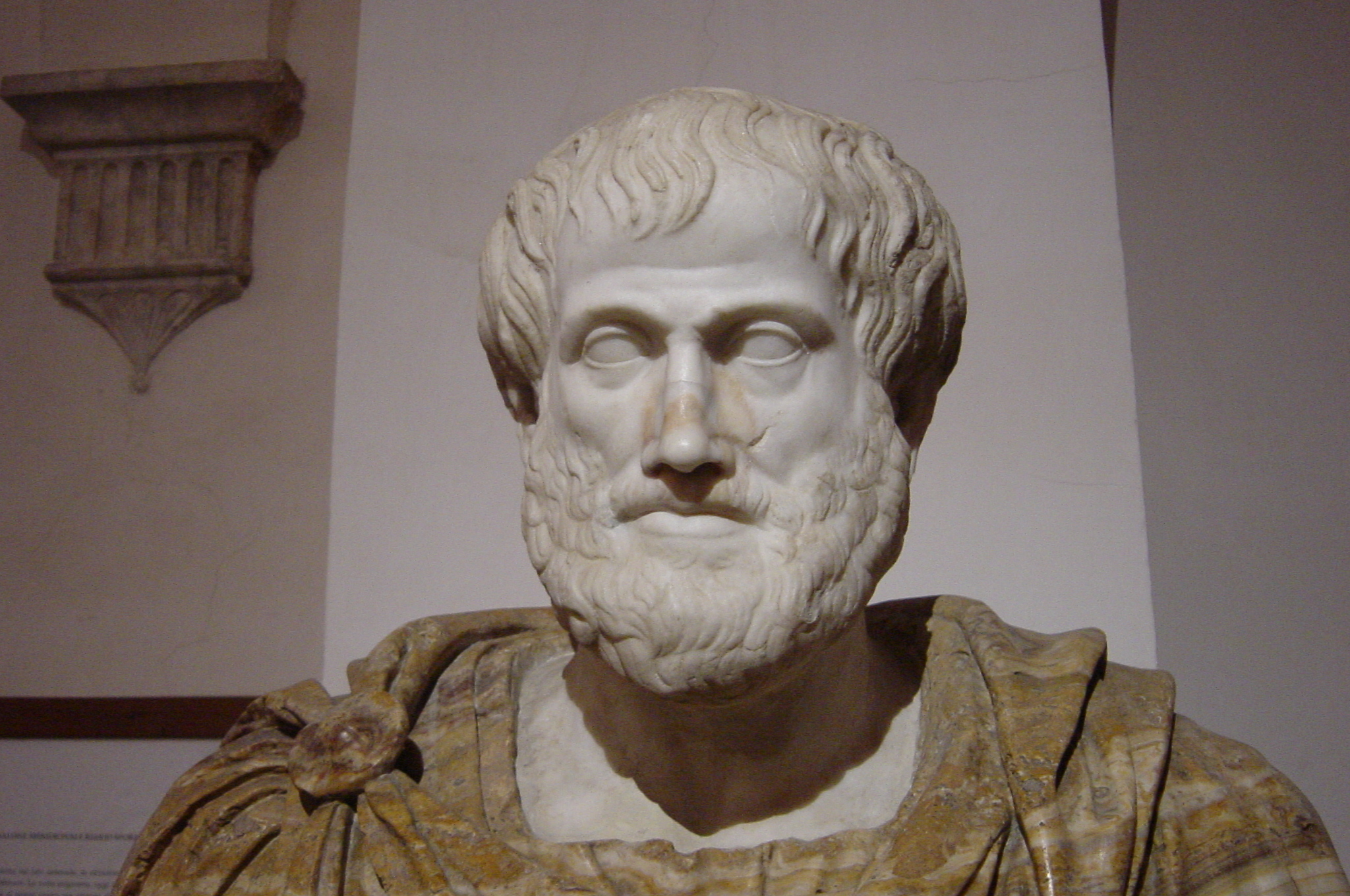
Aristòtil.

Així com Plató era un metafísic, Aristòtil se centra més en el terreny de la física, aplicant la lògica a l'estudi de la naturalesa i de l'ésser humà. La naturalesa té un «germen» que dona peu a la forma i el moviment, que són les bases de la naturalesa. En l'art (cultura) el germen és l'artista (l'home); així, distingeix «naturalesa», d'origen orgànic, de «cultura», d'origen psicològic. Crea un «sistema causal», buscant una causa material a l'origen de tot esdeveniment; després de la material ve una causa eficient o motriu i, finalment, una causa formal. Aristòtil distingeix tres classes de pensament: coneixement (θεωρία, theôría), acció (πρᾱξις, prâxis) i realització (ποίησις, poíêsis).
La teoria estètica d'Aristòtil, plasmada sobretot a la seva Poètica, provenia en bona part de l'obra de Plató, sobretot en el concepte de «mimesi». Per a Aristòtil, la bellesa consisteix en magnitud (μέγεθος, mégethos) i ordre (πάξις, páxis), qüestions purament físiques, i es troba en les proporcions perfectes, en la justa mida, en la simetria (συμμετρία). Al seu estudi de la tragèdia –lamentablement, la part de la comèdia s'ha perdut–, defineix aquesta basant-se en la mimesi (μίμησις), com a imitació d'una acció honrada i acabada, que implica certa magnitud, feta en un llenguatge refinat, realitzada per personatges que actuen i que opera una purificació de les emocions o catarsi (κάθαρσις, «purificació»).
La funció de l'art imitatiu és la d'acabar i perfeccionar els productes de la naturalesa; l'art humanitza la naturalesa, magnificant la realitat. Així doncs, la tragèdia és un procés estètic: de la mimesi, la imitació de la realitat, a la poíêsis, la producció creativa. És una operació moralitzadora, d'humanització de la realitat. La tragèdia separa la realitat de la ficció, però també recondueix la ficció a la realitat, per mitjà de la catarsi; el primer camí és estètic, mentre que el segon és ètic. Per Aristòtil, la poesia tràgica respon a lleis psicològiques, que denomina conducta «universal», ja que respon a criteris racionals de comportament de l'individu, concepte que establí les bases de la teoria artística —sobretot literària— fins a l'edat moderna.
El concepte de bellesa d'Aristòtil es desenvolupa més amplament a la Retòrica: és bell el que, per una banda, ens agrada i, per altra, el que és valuós per si mateix. És a dir, la bellesa ha de proporcionar plaer, i ha de tenir un valor intrínsec independentment de la seva finalitat. Per a Aristòtil, la bellesa és bona, encara que no tot el bo és bell; per altra banda, la bellesa és agradable, encara que no tot plaer és bell. Al seu cop, la bellesa ha de ser bona i agradable al mateix temps.
| «                       | De l'art procedeixen les coses quina forma està a l'ànima. | » |
| — Aristòtil, Metafísica |                                                            |   |

### Escoles hel·lenístiques

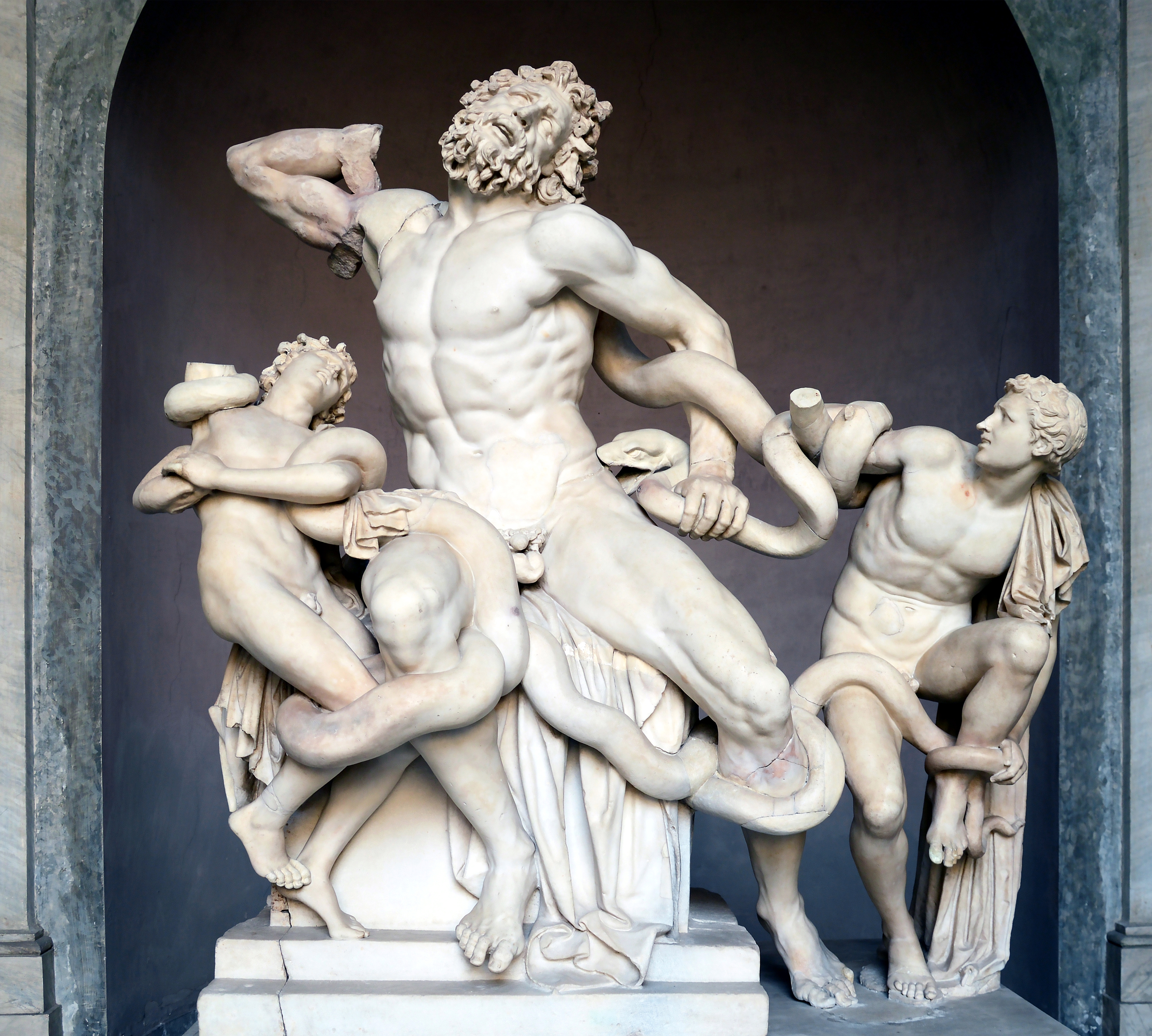
Laocoont i els seus fills, d'Agesandre, Polidor i Atenodor de Rodes.

El període hel·lenístic suposa una certa decadència cultural. La filosofia deixa d'estudiar el món per a centrar-se en l'home, passant d'una filosofia metafísica a una de contingut netament moral. Sovint la filosofia s'encamina en aquesta època a elaborar formes de vida, actituds existencials generalment lligades a moviments religiosos, creant corrents sincrètics en què se sintetitza la religió amb la vida de l'home. En l'art, s'introdueix un sentit de vida, de moviment, un sentiment tràgic (πάθος, pathos), que produeix obres recarregades, dinàmiques, que a través de l'exageració de les formes deixen traslluir fortes emocions. Sorgeix també el concepte de «gràcia», de delicadesa de les formes.
- Estoïcisme: aquesta doctrina se centra en els problemes de l'home, defensant com a millor solució davant la vida la recerca de l'equilibri interior, que s'aconsegueix a través de l'«autarquia», l'autosuficiència. El bé més preat per a l'home és la felicitat, que troben a l'exercici de la virtut, en la figura de l'home moderat, que domina les seves passions.[22] Els filòsofs estoics s'ocuparen essencialment de qüestions relacionades amb la lògica i la semàntica, però també tractaren la poesia, principalment Zenó de Citium i Crisip. Per als estoics, la bellesa és la relació entre un objecte i la naturalesa, és a dir, l'harmonia entre ells («analogia estoica»). Relacionen la bellesa amb la moral, amb viure la vida de forma correcta i decorosa, practicant la virtut. Així, la poesia pot ser un vehicle per a l'elevació espiritual, que pot comportar tant un plaer racional com irracional, interpretant la poesia com una al·legoria de la filosofia.[23] Els estoics veien la bellesa com una presència innata al món, tant en la seva totalitat com en les seves parts constitutives, en els objectes i en els éssers vius. Sostenen que «la naturalesa és el major artista», així com «la naturalesa ama la bellesa». Creuen igualment que la lletjor serveix per a realçar la bellesa mitjançant el contrast. Distingeixen entre bellesa absoluta, que ve de la proporció (συμμετρία), i bellesa relativa, definida en termes com «convenient» o «adequat» (πρέπον, prépon, en llatí decorum). Tanmateix, introdueixen un nou concepte en la psicologia de la bellesa: així com fins llavors es distingia entre idees i sentits, els estoics plantegen una nova categoria basada en la imaginació, la «fantasia» (φαντασία).[24]
- Epicureisme: formulat per Epicur, aquesta doctrina equipara el bé amb el plaer, creant una filosofia hedonista en què l'home deu cercar únicament la seva felicitat –si bé Epicur parlava més de plaers espirituals que materials–.[25] Els filòsofs epicuris reflexionaren poc sobre qüestions estètiques, essent la principal aportació la de Filòdem de Gàdara: a Sobre la música sosté que aquesta és incapaç de provocar emocions en l'ésser humà, o de produir algun tipus de transformació en l'ordre moral; per altra banda, a Sobre els poemes, afirma que la bondat poètica (τò ποιετικόν αγαθόν) és la unitat de forma i contingut, rebutjant qualsevol contingut moral que la poesia pretengui tenir.[26]
- Escepticisme: aquest corrent se centra en la desconfiança per la veritat, que consideren inaprehensible per a l'home. Així, afirmen la impossibilitat del coneixement, abstenint-se de tot judici (ἐποχή, epokhé): si sobre la bellesa i l'art hi ha una gran diversitat de judicis, és impossible saber quin d'ells és cert. Tenen una opinió negativa de l'art, la música i la literatura, que per a ells no aporten cap benefici, podent ser fins i tot perjudicials, ja que la seva naturalesa fictícia pot confondre a l'home. Així, la bellesa no té una naturalesa objectiva i, encara que pot proporcionar plaer, aquest és tan sols una suggestió sense valor pràctic. Un dels seus principals representants fou Sext Empíric.[27]
- Neoplatonisme: creat per Plotí, aquesta filosofia afirma que la bellesa és interior, pertany a l'ànima: l'art és una representació exterior de l'esperit, raó per la qual la bellesa està en el subjecte. A Sobre la bellesa, Plotí refuta la idea aristotèlica de la bellesa com a simetria, segons la qual la bellesa es troba en el conjunt; essent així, les parts simples d'aquest conjunt no serien belles, i per això diverses parts no belles en si no podrien fer un tot bell. Seguint el concepte de l'Hípies major de Plató, afirma que la bellesa està en la vida, no en les formes, i es tradueix per expressió, mirada, intensitat, quelcom que s'amaga darrere de les formes, i que identifica com l'«ànima» (ψυχή).[28] Amb Plotí comença l'«estètica de la llum» –que es desenvoluparà durant el gòtic–: la bellesa prové d'una forma i la presència d'una llum incorpòria que il·lumina l'obscuritat de la matèria («metàfora solar», el sol com a metàfora de la bellesa ideal). Per això el foc és l'únic que té bellesa en si mateix, perquè no té forma, és la «idea» entre els elements. Plotí assimila el món de les idees de Plató en un «U» (τò ἕν, to hen), que és com un focus de llum, que emana en la terra, produint la realitat segons tres estadis o hipòstasis (ὑπόστᾰσις): intel·lecte, ànima i cos.[29] L'ànima és el mitjancer entre el cos i l'intel·lecte, que és el que més participa de la bellesa, en trobar-se més a prop de la llum. Així, la bellesa no es troba en la forma, sinó en el seu «resplendor»: totes les coses, totes les formes, tenen llum, que és on radica la bellesa. L'artista ja no ha d'imitar a la naturalesa, ja que la bellesa es troba en l'intel·lecte, en forma d'idea; treballant amb matèria, ha de passar aquesta idea a la matèria. Així, l'artista ja no treballa racionalment, sinó per inspiració, ascendint a l'intel·lecte, que és on es troben les idees.[30]

| «                        | En veritat no hi ha bellesa més autèntica que la saviesa que trobem i amem en algun individu, prescindint de què el seu rostre pugui ser lleig i sense mirar per a res la seva aparença, cerquem la seva bellesa interior. | » |
| — Plotí, Ennèades, V, 8. | |   |

### Roma

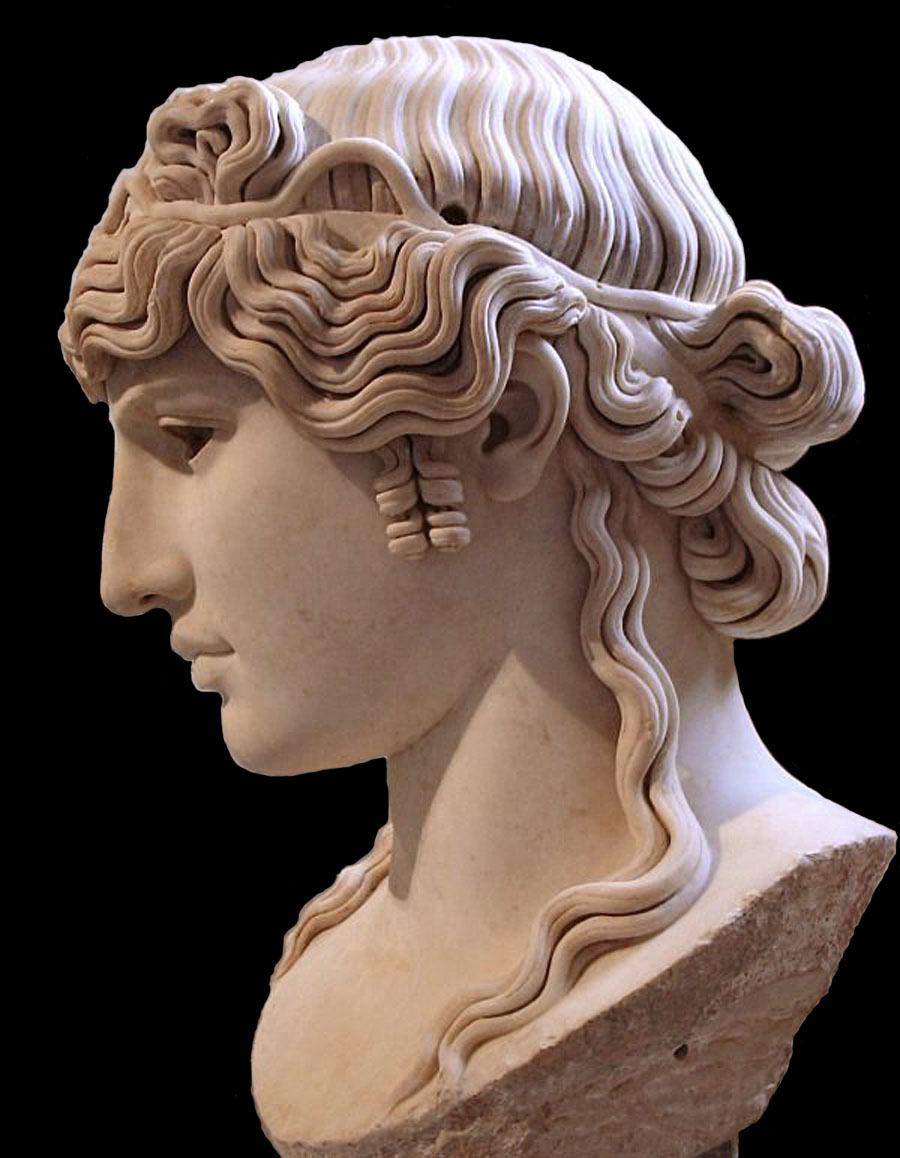
Bust d'Antínous, Col·lecció Borghese, Frascati.

L'estètica romana és hereva de la grega, si bé no és molt desenvolupada pels autors romans, almenys fins a l'arribada del cristianisme. Les principals aportacions venen del terreny de la literatura: Horaci tracta en la seva poesia temes com l'elogi de la vida tranquil·la (beatus ille) i la invitació a gaudir de la vida (carpe diem). A Art Poètica assenyala les regles de la poesia, que està sotmesa a un control racional. Lucreci és autor de Sobre la naturalesa de les coses (De rerum natura), on reflecteix la seva visió atea del món, influït per l'epicureisme i l'atomisme de Demòcrit. Opina que la naturalesa està composta d'àtoms i de buit, i que l'ànima és material i no sobreviu al cos. Intenta alliberar a l'home de la por a la mort i als déus, que segons ell causen la infelicitat humana. Plutarc aporta una concepció intel·lectualista del plaer estètic: l'art és coneixement. A la seva obra Vides paral·leles, sèrie de biografies comparades de personatges grecs i romans, introdueix la descripció psicològica de l'individu, analitzant les seves virtuts i defectes, així com la influència del caràcter sobre la vida de l'home.
Ciceró rebé la influència estoica, desenvolupant una filosofia propera a l'eclecticisme. Defensa la bellesa basant-se en conceptes postulats anteriorment, com ordre (ordo) i proporció (convenientia partium), però introdueix la noció d'«aspecte» (aspectus), concepte que fa que la bellesa commogui, atregui. Així, distingeix l'aparença, la bellesa sensorial (pulchrum), purament estètica, de la bellesa espiritual (decorum), present als caràcters, els costums i les accions, d'índole moral. A més, basant-se en Plató, establí altres dos tipus de bellesa: «dignitat» (dignitas) i «gràcia» (venustas), atorgant a la primera un caràcter masculí i a la segona un de femení. Per a Ciceró, l'art és imitació de la realitat, si bé no arriba a captar la seva essència: «la veritat venç a la imitació» (vincit imitationem veritas). Per altra banda, considerava que la captació de l'art prové tant de l'artista com de l'espectador, posseint l'home un sentit especial (sensus) de la bellesa i l'art. Ciceró fou el primer a estudiar l'art des d'aspectes sociològics i evolutius.
Vitruvi escrigué el tractat sobre arquitectura més antic que es conserva, De Architectura. La seva descripció de les formes arquitectòniques de l'antiguitat grecollatina influí poderosament en el Renaixement, essent al seu cop una important font documental per les informacions que aporta sobre la pintura i l'escultura gregues i romanes. El famós dibuix de Leonardo da Vinci sobre les proporcions de l'home –l'Home de Vitruvi– està basat en les indicacions donades en aquesta obra. Segons Vitruvi, l'artista deu posseir tres qualitats essencials: capacitats innates (natura), coneixement (doctrina) i experiència (usus). Tanmateix, l'obra artística deu tenir solidesa (firmitas), utilitat (utilitas) i bellesa (venustas). Entén la bellesa com un concepte ampli que comprèn tant el goig visual provinent de la proporció i el color, com el que proporciona la finalitat, la conveniència i la utilitat. La bellesa pot ser veritable i objectiva, tenint el seu origen en les lleis de la natura, que l'home interpreta en la creació artística.
Cal assenyalar que Galè introduí en el segle ii una classificació de les arts que arribà fins a l'era moderna, dividides en «arts liberals» i «arts vulgars», segons si tenien un origen intel·lectual o manual. Entre les liberals es trobaven: la gramàtica, la retòrica i la dialèctica –que formaven el "trivium"–, i l'aritmètica, la geometria, l'astronomia i la música –que formaven el "quadrivium"–; les vulgars incloïen l'arquitectura, l'escultura i la pintura, però també altres activitats que avui considerem artesania.
Amb Pseudo-Longí –a la seva obra "Sobre el sublim"– apareix una nova categoria estètica, el sublim (ὕψος, ýpsos), que tindrà un gran desenvolupament durant el romanticisme. Per a Longí, una obra d'art bella persuadeix, convenç, es dirigeix a la raó, encara que podem discrepar; en canvi, una obra sublim té grandesa, no depèn de la forma, prescindeix d'opinions, es dirigeix més a l'interior, a una actitud psicològica. Així, és igual de bona per a tothom, no depèn de les variacions temporals del gust. El sublim es relaciona amb la bellesa perquè sobrepassa els seus límits: la bellesa és contenció (magnitud i ordre aristotèlics), el sublim és incontinent; la bellesa guarda les formes, el sublim les perd; el que és bell convenç i agrada, el que és sublim involucra i sorprèn; la bellesa està en els objectes a la vista, al sublim l'objecte desapareix. El sublim correspon segons Longí a l'últim estadi de l'amor platònic, en què no es veu la bellesa, sinó que se submergeix en ella, està en un «oceà de bellesa».

## Edat mitjana

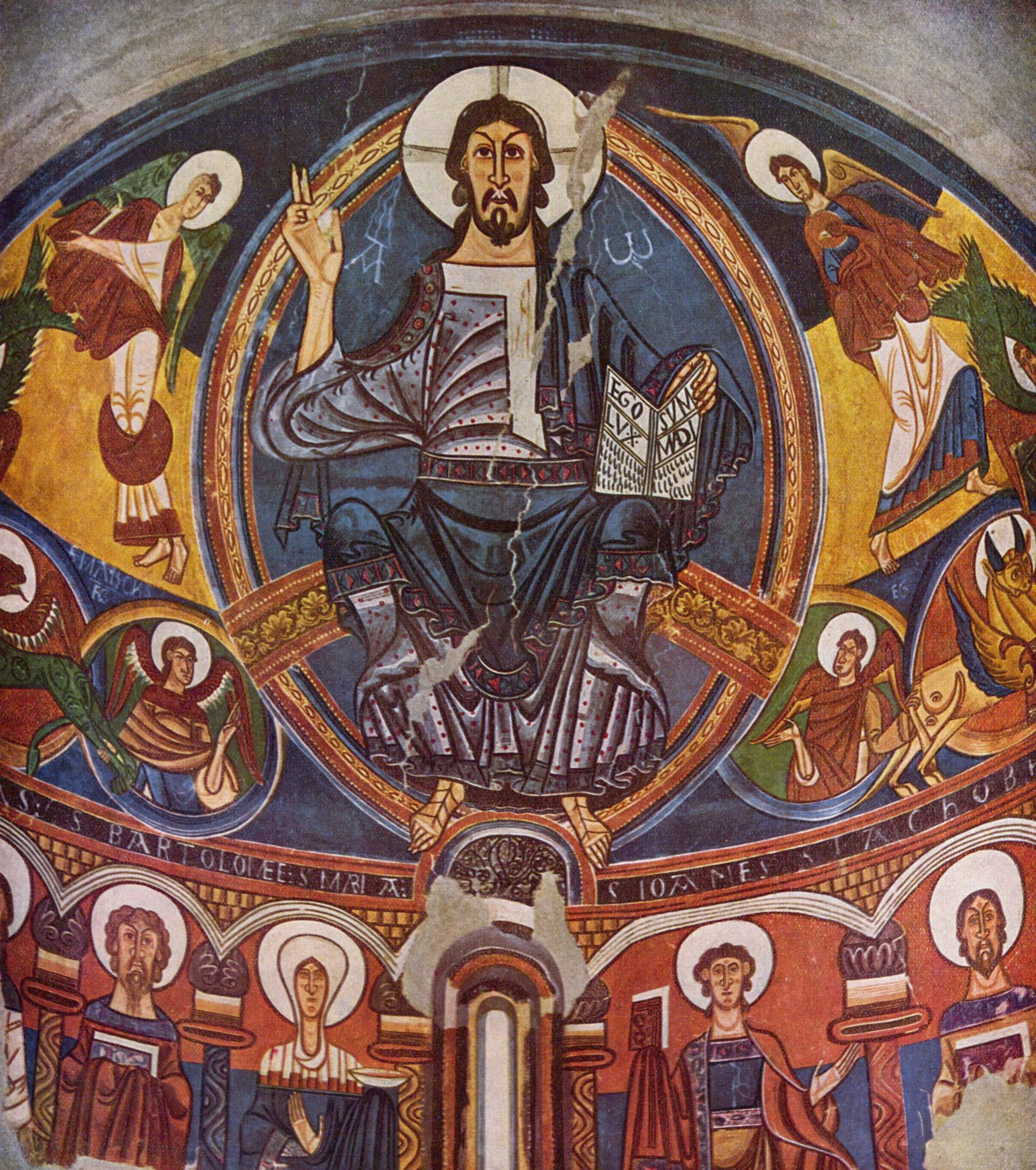
Pantocràtor de Sant Climent de Taüll, MNAC. L'art medieval perd realisme per a aportar una major expressivitat i simbolisme a la imatge.

L'estètica medieval és principalment teològica: la bellesa està al servei de la revelació, serveix per a expressar les veritats cristianes. L'art medieval es veu influït per la immaterialitat de Plotí: la bellesa està en l'expressió, no en les formes, és una estètica subjectiva. Les figures artístiques perden corporeïtat, es perd interès per la realitat, les proporcions, la perspectiva. En canvi, s'accentua l'expressió, sobretot en la mirada; els personatges se simbolitzen més que es representen. L'art té una funció social, pràctica, didàctica. L'artista –o més aviat artesà– no és creatiu, realitzant una tasca que tradueix conceptes col·lectius i no individuals. És un art simbòlic, on tots els seus components (espai, color, iconografia) tenen un significat, generalment religiós. Fou en aquesta època quan es va relacionar per primer cop l'art amb la bellesa, sintetitzat en l'expressió ars pulchra («art bell») present a l'obra goliàrdica Carmina Cantabrigensia (segle xii). Per altra banda, en un intent d'al·legorització de la realitat inspirat en la tradició mítica grega i en la interpretació rabínica jueva, els Pares de l'Església i els teòlegs cristians –des d'Orígenes fins a Ambròs de Milà, Joan Cassià i Joan Escot Eriúgena– desenvoluparen un concepte simbòlic de la naturalesa, que tindrà gran rellevància en el desenvolupament posterior de l'estètica basant-se en la interpretació semiòtica de la realitat.
A la Bíblia, malgrat el seu caràcter eminentment religiós, hi ha algunes reflexions sobre estètica: al Gènesi es diu que «veié Déu tot el que havia fet [el món] i heus aquí que era bo en gran manera» (Gènesi, 1:31). Aquest «bo» tenia en hebreu un sentit més ètic, però en la seva traducció al grec s'emprà el terme καλός (kalós, «bell»), en el sentit de la kalokagathía, que identificava bondat i bellesa; encara que posteriorment en la Vulgata latina es feu una traducció més literal (bonum en lloc de pulchrum), restà fixada en la mentalitat cristiana la idea de la bellesa intrínseca del món com obra del Creador. Al Llibre de la Saviesa s'exposa la bellesa de la creació com a prova de l'existència de Déu, al mateix temps que s'identifica la bellesa de la natura i l'art amb «qualitats divines». També es relata que Déu creà el món «segons mesura, nombre i pes» (omnia in mensura et numero et pondere), donant origen a una teoria matemàtica de la bellesa que tindria gran rellevància durant tota l'edat mitjana. Algunes altres referències a conceptes estètics apareixen a l'Eclesiastés i el Cantar dels Cantars, traslluint una concepció més purament semítica que relativitza la bellesa i la subordina a postulats morals; així, als Proverbis de Salomó es diu que «falsos són els encants i vana la bellesa» (fallax gratia et vana est pulchritudo, Pr 31:30). Així doncs, tant la bellesa com vanitat o entesa com a expressió de la creació de Déu estaran presents en tota la teologia cristiana.
El primer cristianisme es nodreix de la filosofia neoplatònica (Plotí, Porfiri, Iàmblic, Procle), on el món de les idees de Plató o l'U de Plotí s'identifiquen amb Déu. La filosofia –o, més pròpiament, teologia– cristiana és doncs sintètica, assimilant tota la tradició grecoromana: en el terreny estètic, adopten la bellesa espiritual de Plató, la bellesa moral estoica, la concepció artística aristotèlica, la retòrica ciceroniana, la poesia horaciana i l'arquitectura vitruviana. Es pot apreciar a l'obra d'autors com Orígenes, Lactanci, Tertul·lià i Pseudo-Dionís: per a Orígenes, l'art ve de Déu, que és el «suprem artista»: Déu és la bellesa suprema, pel que la recerca de Déu és un camí estètic; Tertul·lià afirma que la naturalesa és creació de Déu, i la cultura del diable, pel que l'art és una expressió del mal; Lactanci intenta demostrar que el lleig és en realitat bell, en funció de la seva utilitat.
Per al Pseudo-Dionís la bellesa està als «atributs metafísics de la transcendència», és a dir, està fora de l'objecte. L'obra de Dionís és la cristal·lització del pensament de Plató adaptat a l'època: la llum és el bé –seguint el model hipostàtic de Plotí–, és la mesura de l'ésser i del temps. La invisibilitat de Déu es fa sensible per a les coses terrestres a través de la llum, essent la llum intel·ligible –el bé– el principi transcendent de la unitat. Així, la bellesa és la participació amb la unitat. La bellesa essencial de Dionís és la de Plató (El banquet), la bellesa absoluta que depèn de la raó. Assimila la bellesa amb Déu, pel que en el món tan sols hi ha una bellesa aparent, la bellesa de les coses és reflex de la bellesa divina. Pren de Plotí el concepte d'una bellesa que és propietat de l'absolut, fonent bellesa i bondat en una bellesa «supraexistencial» (̉οπερούσιον καλός). Tanmateix, pren igualment el concepte plotinià d'emanació per a afirmar que la bellesa terrestre emana de la divina. Quant a l'art, per a Dionís el seu únic objectiu és apropar-se a la bellesa perfecta. L'estètica dionisiana exercí una enorme influència en el concepte cristià de bellesa, així com en la representació artística.
| «                                     | El bell transcendental es denomina bellesa per la formosor que pròpiament comunica a cada ésser com a causa de tota harmonia i esplendor, il·luminant en ells porcions de bellesa a la manera del raig brillant que emana de la seva font, la llum. | » |
| — Pseudo-Dionís, De divinis nominibus | |   |

Sant Basili assumí el concepte dualista grec de la bellesa: per una banda, aquesta és la proporció del conjunt; per altra, seguint a Plotí, és la propietat de les coses simples, present en qualitats com la llum i la brillantor. Afirma que hi ha dues classes de bellesa, una humana i altra divina, essent la primera superficial i subjectiva i la segona primordial i objectiva. Introdueix el concepte de pankalia (πανκαλία), segons el qual el món és bell, ja que en ser creació de Déu reflecteix la bellesa divina. Tot i així, no s'ha d'entendre com que tot el visible segui bell i agradi per igual a tothom, sinó que tot és bell en quant compleix una finalitat.
Sant Agustí diu que la bellesa física és símbol de la bellesa divina, i exalta la bellesa moral sobre la sensible. Enfront de l'estètica subjectiva de Plotí proposa una bellesa racional, material. A Sobre la bellesa i la conveniència (De pulcro et apto), reflecteix una estètica sensualista de caràcter estoic. Perdut aquest llibre, el 384 escriu Confessions, on confessa que la lectura de Sobre la bellesa de Plotí li feu convertir-se al cristianisme. Agustí se sent contínuament atret per les formes de les coses que li envolten, veu en el món una bellesa contínua en les formes, que és desitjable, atraient i que, després de la seva conversió, tindrà una funció significativa. Fa una teologia estètica, reflectint en tots els seus llibres el seu concepte de bellesa, dins d'una estètica semàntica: la forma té un significat, els objectes naturals es converteixen en signes per a la nostra percepció. Per a Agustí la bellesa és «unitat», coherència de les parts entre si, harmonia del conjunt.
| «                                 | ¿Potser estimem quelcom fora de lo bell?. | » |
| — Sant Agustí, Confessions IV, 13 |                                           |   |

Boeci exposà a De institutione musica una teoria neopitagòrica de la música, on reflecteix un concepte de bellesa formal, basada en la proporció i el nombre. Aquest concepte ho extrapolà a l'art en general, com harmonia del conjunt, basat en senzilles relacions numèriques, essent més bell l'objecte que presenti una major senzillesa proporcional. Atorga així un valor superficial a la bellesa, arribant a afirmar que l'admiració per la bellesa és feblesa dels sentits. Dividí les arts en ars i artificium, classificació similar a la d'arts liberals i vulgars, però en una accepció que quasi excloïa les formes manuals del camp de l'art, depenent aquest tan sols de la ment. Cassiodor també defensà el caràcter matemàtic de la bellesa, afirmant que la bellesa corporal ve de l'ànima que li infon vida (sui corpus vivicatrix). Quant a l'art destaca el seu aspecte productiu, conforme a regles, assenyalant tres objectius principals de l'art: ensenyar (doceat), commoure (moveat) i complaure (delectet).
Alcuí de York, ministre de ciències i arts de Carlemany, distingí entre bellesa formal (pulchra species) i bellesa eterna (pulchritudo aeterna), essent la primera l'amor per les coses agradables, tant en el seu aspecte visual com de la resta de sentits, i la segona el reflex de la bellesa divina, que proporciona felicitat espiritual. Joan Escot Eriúgena tractà de l'actitud estètica, que contraposa a l'actitud pràctica, essent la primera més elevada espiritualment. Aquesta actitud és desinteressada, contemplativa, evocadora de l'ordre diví. El seu concepte de bellesa, d'influència agustiniana i dionisiana, és espiritualista, consistent en una harmonia universal que es concreta en la unitat de les coses. La bellesa és manifestació de Déu, una teofania, Déu es dona a conèixer a través de la bellesa, que és atribut de tot el que és perfecte i diví, és inefable i inexpressable.

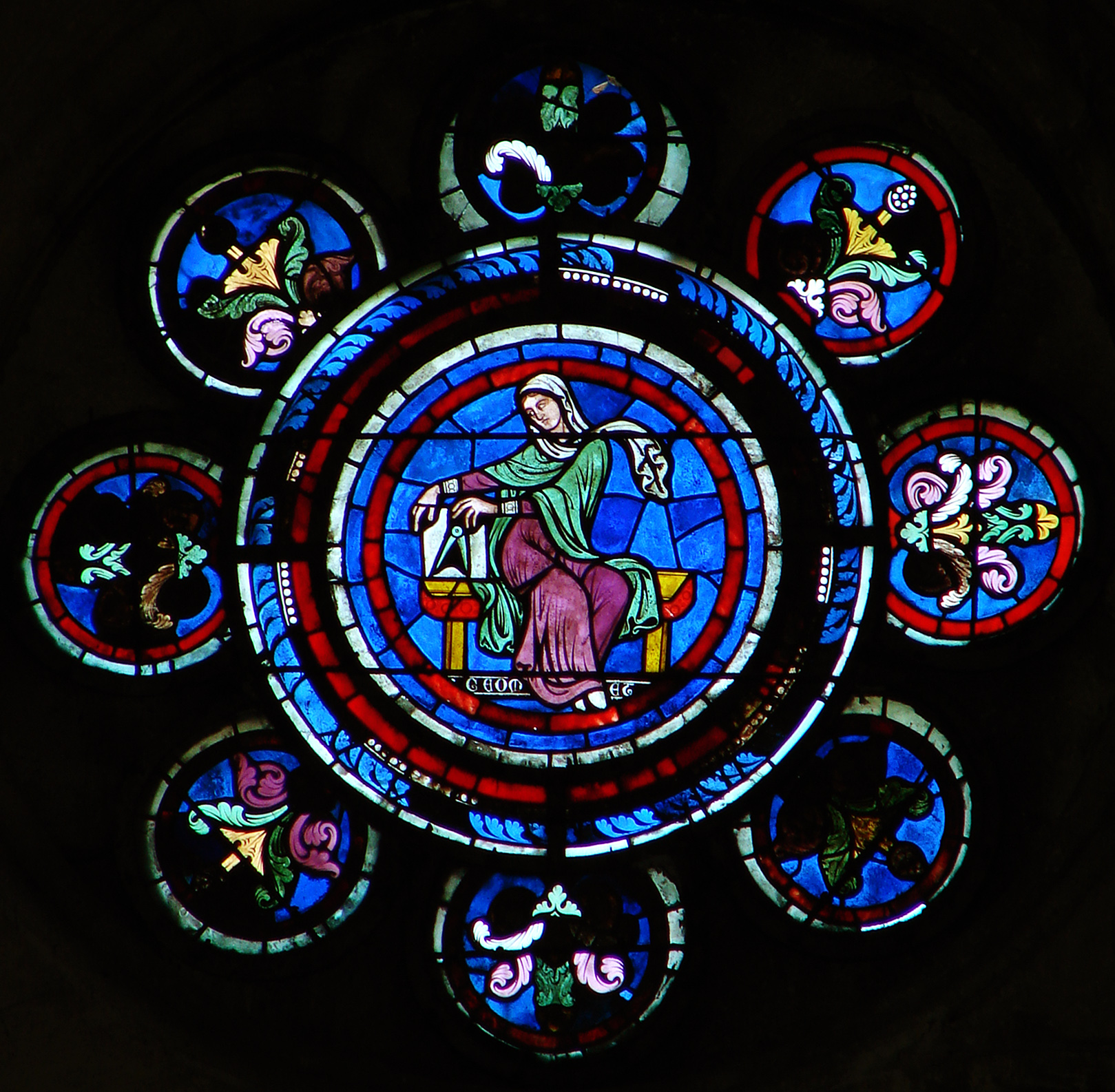
La geometria, vitrall del rosetó del transsepte nord de la catedral de Laon.

Durant la baixa edat mitjana, i paral·lelament a l'art gòtic, sorgeix la denominada «estètica de la llum»: la llum és símbol de divinitat, el que es reflecteix en les noves catedrals gòtiques, més lluminoses, amb amples finestrals que inunden l'espai interior, que és indefinit, sense límits, com concrecin d'una bellesa absoluta, infinita. Tanmateix, s'atorga gran importància a la bellesa del color, que adquireix en l'edat mitjana un significat simbòlic, expressant cada color un distint atribut o qualitat, humana o divina. Robert Grosseteste parla del caràcter matemàtic de la bellesa, identificant-la amb la llum metafísica, i distingint tres tipus de llum: lux (Déu), radium (raigs de llum) i lumen (l'aire ple de llum); el lumen reflecteix en els objectes, pel que aquests resplendeixen (splendor). Afirma que «la llum és la bellesa i ornament de tota creació visible», així com que embelleix les coses i mostra la seva formosor. Roger Bacon racionalitza l'estètica de la llum, opinant que la incidència de la llum en els objectes produeix línies, angles i figures elementals. Hug de Sant Víctor distingeix entre bellesa visible i invisible: la primera, present en la forma, és percebuda pels sentits (imaginatio), mentre que la segona es troba en l'essència i és captada per la intel·ligència (intelligentia); la bellesa invisible és la bellesa suprema, que tan sols capta la ment intuïtiva.
| «                                                | ¿Hi ha quelcom més bell que la llum que, tot i no tenir color en si mateixa, malgrat tot fa aparèixer els colors de totes les coses il·luminant-les? | » |
| — Hug de Sant Víctor, Eruditio didascalica, XII. | |   |

El període baixmedieval fou el de la filosofia escolàstica, que pretenia l'estudi de Déu des d'uns postulats més racionalistes —pel que es basaren principalment en la filosofia aristotèlica—, però sense renunciar a la fe. Els escolàstics partiren de la teoria formalista agustiniana i de la bellesa contemplativa victoriana (d'Hug de Sant Víctor), i se centraren en qüestions més semàntiques i estructurals de la bellesa: definició i essència de la bellesa, postura de l'ésser humà davant el bell, etc. Guillem d'Auvergne establí que «és bell el que agrada per si mateix» (per se ipsum placet), així com que «és bell el que delecta a la ment» (animum delectat) i «el que l'atrau» (ad amorem sui allicit). Els escolàstics plantejaren el caràcter objectiu i condicional de la bellesa, plantejant una relació entre objecte i subjecte: perquè un objecte ens agradi, deu posseir unes qualitats que atreguin. També recolliren la idea de bellesa com a proporció entre les parts provinent de Sant Agustí: en un text franciscà del segle xiii, la Summa Alexandri (pel seu autor, Alexandre d'Hales), s'especifica que «és bell el que té mesura, forma i ordre» (pulchra est res, quando tenet modum et speciem et ordinem).
Sant Bonaventura estableix que la percepció és l'afinitat entre els sentits i els objectes, que proporciona acció, força i forma: l'acció dona salut (radione salubritatis), la força dona bondat (suavitas) i la forma dona bellesa (preciositas). S'estableix així una «proporció d'adequació», que és canviant, subjectiva. En contraposició, proposa una «proporció d'igualtat», que seria un últim estadi, intel·ligible, de la bellesa, comparable a la unitat de Sant Agustí. A Itinerari de la ment a Déu (Itinerarium mentis ad Deum) diu que aquesta igualtat no varia, sinó que fa abstracció de les circumstàncies de lloc, temps i moviment. Per a Bonaventura, la llum és la cosa més agradable (maxime delectabilis): la llum és la «forma substancial» dels cossos, essent per tant el principi bàsic de la bellesa.
Albert Magne recollí dues teories tradicionals sobre la bellesa, la de la proporció aristotèlica i la de la resplendor neoplatònica, sintetitzant-les basant-se en la teoria hilemorfista d'Aristòtil (la matèria va unida a la forma): així uneix proporció i resplendor, resultant que la bellesa es produeix quan la matèria trasllueix la seva essència. Defineix així la bellesa com la resplendor de la forma en les diverses parts de la matèria. El seu deixeble Ulric d'Estrasburg desenvolupà aquesta teoria dividint la bellesa en corpòria i espiritual, al mateix temps que hi troba dues qualitats distintes: la bellesa essencial, inherent a les coses, i l'accidental, aliena a elles.
Sant Tomàs d'Aquino recull la tesi d'Albert Magne de la bellesa com a esplendor de la forma (splendor formae). Opina que la percepció de la bellesa és una mena de coneixement, exposant la seva teoria a la seva obra magna, la Summa Theologica (1265-1273): Tomàs troba una relació entre el subjecte i l'objecte (percepció). L'objecte es manifesta com a forma, i el subjecte percep gràcies a la sensibilitat; entre forma i sensibilitat hi ha una afinitat estructural. Per a Tomàs bellesa i bondat són el mateix, encara que la bellesa es dirigeix a l'intel·lecte i la bondat als sentits. El bo és material, el bell immaterial; el bo fa desitjar, el bell no té desig de possessió. Distingeix en la bellesa tres qualitats: integritat (integritas), que és l'estabilitat estructural de l'objecte –un objecte trencat o incomplet no pot ser bell–; harmonia (consonantia), és a dir, la correcta proporció de les parts d'un objecte; i claredat (claritas), relacionant la bellesa amb la llum com a símbol de veritat, seguint la tradició neoplatònica.
| «                                                        | Lo bell consisteix en la deguda proporció, perquè els sentits es delecten amb les coses ben proporcionades. | » |
| — Sant Tomàs d'Aquino, Summa Theologica I q. 5 a 4 ad 1. | |   |

En darrer lloc, caldria citar a Dante Alighieri, que a la seva gran obra, La Divina Comèdia —junt amb altres tractats, com Il convivio i De vulgari eloquentia—, expressà diversos conceptes estètics, molt propers a l'estètica escolàstica, però amb algun element innovador. De Sant Tomàs agafà el seu concepte de la bellesa com consonantia i claritas, junt amb la idea d'una bellesa espiritual a part de la sensorial, i que la bellesa perfecta tan sols es troba en Déu. Però a la bellesa entesa com un correcte ordenament de les parts (risulta dalle membra in quanto sono debidamente ordinate) afegí un element metafísic: l'amor. L'amor és un poder còsmic, que condueix a la divinitat. Per Dante, l'amor és la font de la bellesa, igual a la natura que en l'art. L'artista deu crear la seva obra inspirat per l'amor. L'art representa a la natura, que és obra de Déu, pel que té un caràcter inefable: l'art és «quasi net de Déu» (si che vostr' arte a Dio quasi è nepote). Així, en relacionar art i bellesa, Dante obrí el camí a l'estètica renaixentista, allunyada de postulats teològics.

## Edat moderna

La Gioconda, de Leonardo da Vinci.

### Renaixement
La cultura renaixentista suposa el retorn al racionalisme, a l'estudi de la natura, la investigació empírica, amb especial influència de la filosofia clàssica grecoromana. La teologia passa a un segon pla i l'objecte d'estudi del filòsof torna a ser l'home (humanisme). Tanmateix, ressorgeixen els sentiments nacionalistes, i el llatí deixa de ser la llengua universal per a donar pas a les llengües vernacles. L'esperit renaixentista és de vegades contradictori: la bellesa oscil·la entre una concepció realista d'imitació de la natura i una visió ideal de perfecció sobrenatural, essent el món visible el camí per a ascendir a una dimensió suprasensible.
Es produeix una gran renovació de l'art, que torna a estar inspirat en la realitat, imitant la natura. Un dels primers teòrics de l'art renaixentista fou Cennino Cennini: a la seva obra Il libro dell'arte (1400) assentà les bases de la concepció artística del Renaixement, defensant l'art com una activitat intel·lectual creadora, i no com un simple treball manual. Per a Cennini el millor mètode per a l'artista és retratar de la natura (ritrarre de natura), defensant la llibertat de l'artista, que deu treballar «com li agradi, segons la seva voluntat» (come gli piace, secondo sua volontà). També introduí el concepte de «disseny» (disegno), l'impuls creador de l'artista, que forja una idea mental de la seva obra abans de realitzar-la materialment, concepte de vital importància des de llavors per a l'art modern.
Sorgeixen en aquest context diversos tractats teòrics sobre l'art, com els de Leon Battista Alberti (De Pictura, 1436-1439; De re aedificatoria, 1450; i De Statua, 1460), o Els Comentaris (1447) de Lorenzo Ghiberti. Alberti rep la influència aristotèlica, pretenent aportar una base científica a l'art. Defineix la bellesa com a concinnitas (concinitat, ordenació simètrica), la perfecció és la unitat de les parts amb el tot. També parla de decorum, el tractament de l'artista per a adequar els objectes i temes artístics a un sentit mesurat, perfeccionista. Ghiberti fou el primer a periodificar la història de l'art, distingint antiguitat clàssica, període medieval i el que denomina «renàixer de les arts» (Renaixement). Per a Ghiberti la pintura és raonament, i depèn de la visió, en una relació espiritual; però la visió és subjectiva, pel que el judici és arbitrari.
El Renaixement posà especial èmfasi en la imitació de la natura, el que aconsegueix a través de la perspectiva o d'estudis de proporcions, com els realitzats per Luca Pacioli sobre la secció àuria: a De Divina Proportione (1509) parla del nombre auri –representat per la lletra grega φ (fi)–, el qual posseeix diverses propietats com relació o proporció, que es troben tant a algunes figures geomètriques com a la natura, en elements tals com caragoles, nervadures dels fulls d'alguns arbres, la grossària de les branques, etc. Tanmateix, atribueix un caràcter estètic especial als objectes que segueixen la raó àuria, així com els atorga una importància mística.

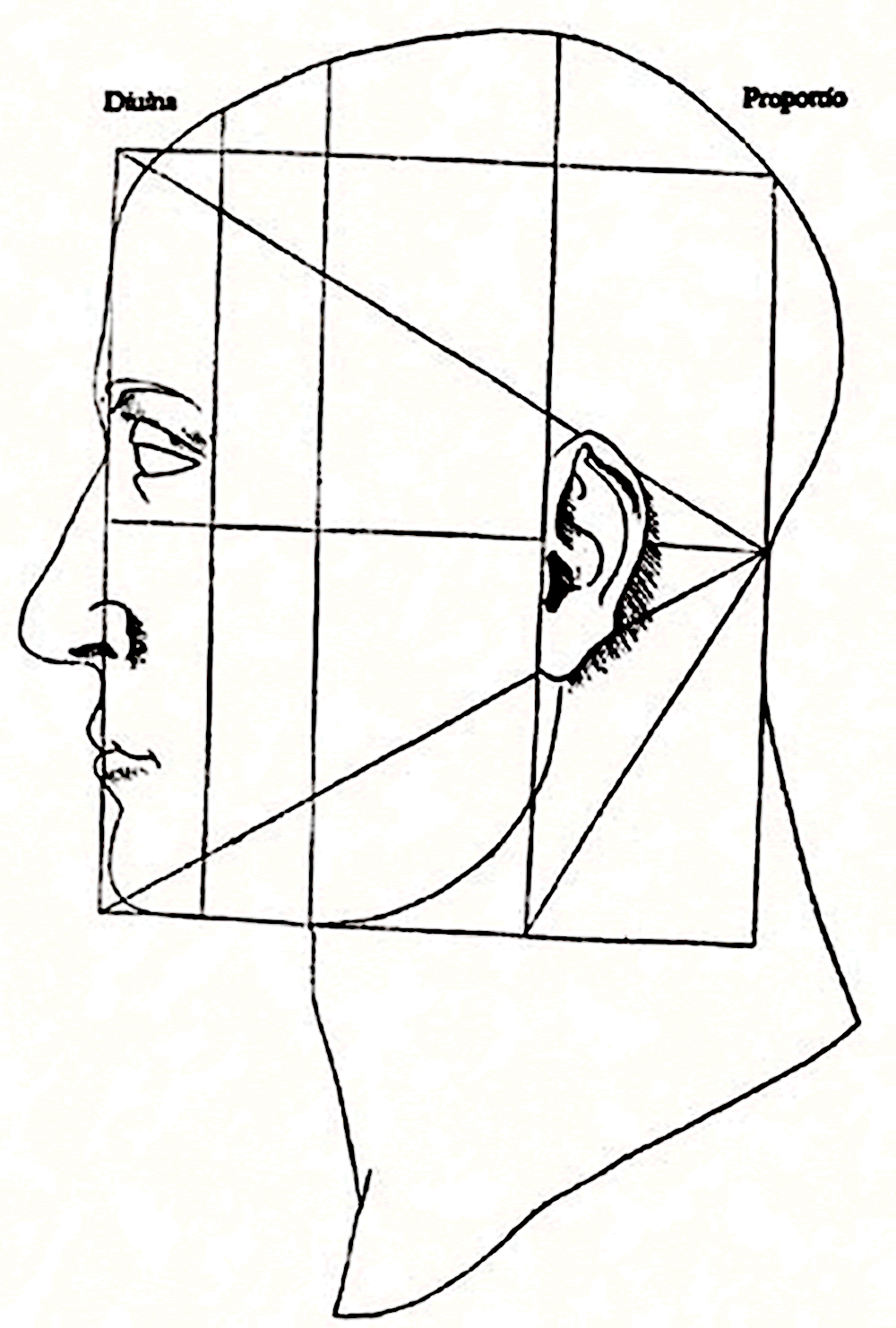
Exemple canònic per a representar el cap humà d'acord amb La Divina Proporció de Luca Pacioli.

En altre camp d'investigació, Leonardo Da Vinci es preocupa essencialment de la simple percepció, l'observació de la natura. Cerca la vida en la pintura, la qual troba en el color, en la llum del cromatisme. Per a Leonardo serà més important el color que la línia, i amb aquest crea les seves composicions, creant els contorns amb una transició de tons (sfumato). A Tractat de la pintura (1651) exposa la seva teoria de l'art, el qual necessita l'aportació de la imaginació, de la fantasia. La pintura és la suma de la llum i la foscor (clarobscur), el que dona moviment, vida. Segons Leonardo, la tenebra és el cos i la llum l'esperit, essent la barreja d'ambdós la vida.
Nicolau de Cusa tractà l'estètica a les seves obres De mente, De ludo globi i Tota pulchra, on recull el concepte platònic de bellesa com a qualitat ideal, no material, essent la idea la que forma el «resplendor de la bellesa» (resplendentia pulchri). Per a Cusa, l'art consisteix a compondre el conjunt de la matèria (congregat omnia), atorgant unitat a la pluralitat (unitas in pluritate).
El 1462 es fundà l'Acadèmia de Florència, on sorgí una important escola de caràcter neoplatònic, amb autors com Marsilio Ficino, Giovanni Pico della Mirandola i Angelo Poliziano. El més rellevant al camp de l'estètica fou Ficino, autor de De Amore, un comentari a El banquet de Plató, on reflexiona sobre la bellesa i l'art. Per a Ficino, Déu és el més gran artista (artifex), mentre que l'home tan sols capta el reflex de la bellesa, que és l'acord de la idea amb la matèria. Distingeix dues classes de bellesa: la claritas, procedent de Déu, és el reflex de la llum divina en les coses (la bellesa de la natura); la concinnitas procedeix de l'home, i es basa en l'harmonia, en la relació de les parts amb el conjunt. Malgrat això, tot i que distingeix dues belleses, una corporal (de les formes) i altra incorpòria (de les virtuts), ambdues se subordinen a la percepció mental, ja que fins i tot la bellesa formal és percebuda per la vista i elaborada per la ment, resultant igualment incorpòria. Per a Ficino, la perfecció interior crea l'exterior, pel que la bellesa és una imatge espiritual (simulacrum spirituale). Tanmateix, distingia entre «bellesa com a tal» (pulchritudo) i «coses belles» (res pluchrae), afirmant que els cossos poden ser coses belles, però no bellesa en si mateixa, ja que estan subjectes als canvis del temps. També opinava que la bellesa tan sols és accessible als «savis» (cognoscentes), que són els únics capaços de jutjar-la (iudicium pulchritudinis), ja que posseeixen una idea innata del bell. En darrer lloc, a Theologia platonica (1474), Ficino recollí tota la tradició estètica neoplatònica i agustiniana i formula una nova teoria basada en el Fedó platònic, la de la «contemplació»: en aquesta es produeix una escissió del cos amb l'ànima, ascendent aquesta cap al món de les idees que descriví Plató. Aquí l'ànima pot aprehendre de forma immediata la sensació de la bellesa.
| «                                                 | Quan parlem d'«amor», enteneu-lo com l'anhel de bellesa. De fet, aquesta és la definició de l'amor en tots els filòsofs. | » |
| — Marsilio Ficino, Commentarium in Convivium I, 4 | |   |

Hereu de l'estètica ficiniana fou Lleó Hebreu, un jueu espanyol exiliat a Itàlia, autor de Diàlegs de l'amor (1535). Lleó va continuar amb la tesi neoplatònica de l'atracció espiritual de la bellesa, afirmant que l'amor és l'actitud natural de l'ésser humà envers la bellesa. També parlà de la «gràcia» —que fixà com a categoria estètica—, que és la que atrau cap a la bellesa, sent en essència una barreja de bellesa i bondat. En darrer lloc, Agostino Nifo publicà el 1531 el seu tractat Del bell (De pulchro), on realitzà un estudi històric dels principals conceptes estètics des dels sofistes fins als neoplatònics, essent un dels primers textos realitzats sobre història de l'estètica. Nifo era filòsof i metge, i va formular una teoria sobre l'amor i la bellesa de caràcter més científic, basant-se en criteris fisiològics.

### Manierisme

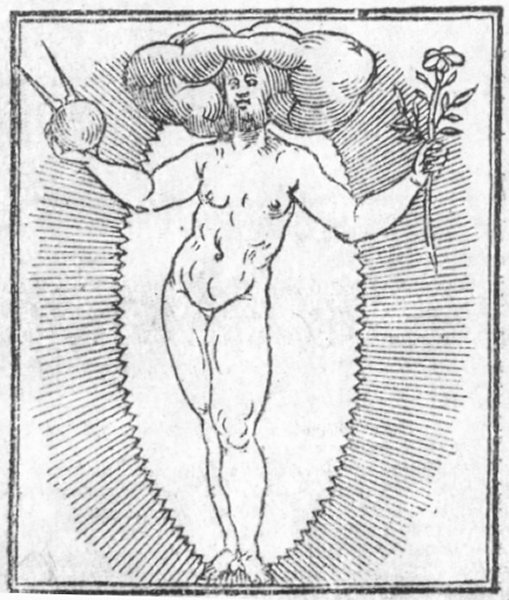
Al·legoria de la Bellesa, de Cesare Ripa. La Bellesa és una dona nua amb el cap ocult entre núvols (símbol d'allò subjectiu de la bellesa); en la mà dreta porta un globus i un compàs (la bellesa com a mesura i proporció), i en l'esquerra una flor de lis (la bellesa com a temptadora de l'ànima, igual que el perfum d'una flor).

Amb el manierisme es podria dir que comença l'art modern: les coses no es representen tal com són, sinó tal com les veu l'artista. La bellesa es relativitza, es passa de la bellesa única renaixentista, basada en la ciència, a les múltiples belleses del manierisme, derivades de la natura. Per als manieristes, la bellesa clàssica és buida, sense ànima, contraposant una bellesa espiritual, onírica, subjectiva, no reglamentada –resumida en la fórmula non so ché («no sé què») de Petrarca–. Apareix en l'art un nou component d'imaginació, reflectint tant el fantàstic com el grotesc, com es pot percebre a l'obra de Brueghel o Arcimboldo. És una època d'escepticisme, de relativisme, de desorientació originada per les noves teories astronòmiques (Copèrnic, Kepler), on l'home ja no és el centre de l'univers. A França, Michel de Montaigne relativitza la veritat, que resulta inassolible; a Espanya, Francisco Sánchez dubta del coneixement humà, mentre que Baltasar Gracián afirma que «l'única cosa que tenim clara és el buit».
Giorgio Vasari, a Vida dels més excel·lents arquitectes, pintors i escultors italians des de Cimabue fins als nostres temps (1542–1550), inaugurà l'era de la història de l'art com a historiografia, posant especial èmfasi en la progressió i el desenvolupament de l'art. Miquel Àngel fou el principal exponent d'un nou concepte de la relació entre l'art i la bellesa: així com fins llavors s'havia defensat que l'objectiu de l'art era imitar la natura, essent la bellesa el seu resultat, Miquel Àngel planteja el contrari, que l'únic objectiu de l'art és la bellesa, i la imitació de la natura tan sols és un mitjà per a arribar a ella.
Un dels principals innovadors al camp de l'estètica fou Gerolamo Cardano, escriptor, filòsof i metge, autor de De subtilitate (1550), que entre altres temes tractà l'art i la bellesa. Cardano elaborà una teoria que relacionava bellesa amb coneixement: a l'ésser humà li resulta bell allò que coneix, allò que percep amb la vista i l'oïda, o que capta amb la ment. Per a Cardano, les coses senzilles són més belles, ja que són més fàcils de percebre; les coses complexes, en ser de més difícil captació, poden arribar a desagradar. Tot i així, quan les coses difícils de captar pels sentits o la raó —que ell denominava subtilitas— són aprehendides per l'ésser humà, poden proporcionar un plaer fins i tot major que les coses senzilles. I així com la bellesa és més gran com més perceptible, la «subtilitat» també incrementa quan és més difícil de captar. El subtil es relaciona amb la raresa, la dificultat, l'ocult, complex, prohibit i inassequible, que seran les bases de l'art manierista.
Per altra banda, Giordano Bruno prefigurà en les seves teories algunes de les idees modernes sobre art i bellesa: la creació és infinita, no hi ha centre ni límits –ni Déu ni l'home–, tot és moviment, dinamisme. Per a Bruno hi ha tants arts com artistes, sorgint la idea d'originalitat de l'artista. L'art no té normes, no s'aprèn, sinó que ve de la inspiració. Recollint l'antic concepte de bellesa com a proporció de les parts, opina que la bellesa no prové de Déu, ja que aquest és unicitat. En canvi, troba la bellesa en la natura i en les obres humanes, especialment l'art, la funció del qual és multiplicar la bellesa. Afirma que la bellesa eleva els sentiments de l'home, convertint-lo en poeta i heroi. Creu que la bellesa no és única, sinó múltiple (multiplex), que és indefinida i indescriptible, i que és relativa, no hi ha una bellesa absoluta. També creu que depèn de l'estat d'ànim, i que pot suscitar diversos sentiments des de l'atracció i la complaença fins a l'amor.
| «                                                | Nihil absolutum pulchrum, sed ad aliquim pulchrum (Res és absolutament bell, sinó que tot és bell en relació amb alguna cosa). | » |
| — Giordano Bruno, De vinculis in genere III, 637 | |   |

### Barroc i racionalisme

Les tres Gràcies, de Peter Paul Rubens.

El barroc és hereu de l'escepticisme manierista, que es veurà reflectit als autors de l'època en un sentiment de fatalitat, de dramatisme. L'art es torna més artificial, més recarregat, decoratiu, ornamentat, destacant els efectes òptics, l'il·lusionisme. La bellesa cerca noves vies d'expressió, cobrant rellevància els efectes sorprenents, i sorgint nous conceptes estètics com «enginy», «perspicàcia» o «agudesa». Es posa èmfasi en la conducta personal, l'aspecte exterior, reflectint una actitud altiva, elegant, refinada, exagerada, que prendrà el nom de préciosité'v. Cobra més importància el teatre, fidel reflex d'aquest dramatisme i de l'artificiositat de l'art, destacant el teatre isabelí anglès (Shakespeare, Ben Jonson, Robert Greene, John Ford) i els «corrals de comèdia» espanyols (Lope de Vega, Calderón), mentre que a Itàlia neix la Commedia dell'Arte, teatre itinerant amb personatges prototípics com Arlequí, Colombina, Pagliaccio, Pantalone, etc.
William Shakespeare presenta a la seva obra diversos conceptes relacionats amb l'art i la bellesa: afirma que la bellesa és el sentit de la vista, essent «l'ull el jutge del bell» (Treballs d'amor perduts). Sosté que la natura és el principal model per a l'art: «l'art és en si natura» (Conte d'hivern), és a dir, l'art, com la natura, crea vida. Però a més, l'art pot superar la natura, ja que té un component addicional, la imaginació: «l'art ensenya a la natura» (Timó d'Atenes). Pel seu espiritualisme i emotivitat, així com la seva preponderància atorgada a la imaginació, s'ha considerat a Shakespeare precursor de l'estètica romàntica.
| «                                | ¡Oh, quant més bella sembla la bellesa amb el dolç ornament que li dona la veritat!. | » |
| — William Shakespeare, Sonet LIV |                                                                                      |   |

Francis Bacon intentà a De dignitate et argumentis scientiarum (1623) classificar les ciències i les lletres segons tres productes de l'intel·lecte: raó, memòria i imaginació; de la raó vindria la ciència, de la memòria la història i de la imaginació la poesia. Malgrat això, va relacionar les arts amb els béns corporals, dels que hi ha quatre: salut, bellesa, força i plaer; de la salut s'ocupa la medicina, de la bellesa la cosmètica, de la força l'atletisme i del plaer les «arts hedonístiques» (artes voluptuarie). Aquestes darreres s'organitzen segons els sentits: la pintura amb la vista i la música amb l'oïda. Formulà una teoria historiosòfica sobre la relació de la societat amb l'art: en societats joves predominen les arts marcials, en les madures les lliberals i en les decadents les hedonístiques. També tractà sobre la bellesa, que per a ell no té regles, no se circumscriu a cànons o proporcions: «no hi ha cap bellesa superior que no posseeixi alguna raresa en les proporcions».
Giovanni Pietro Bellori exposà a La idea del Pittore, dello Scultore e dell'Architetto, scelta delle bellezze naturali superiore alla natura (1672) una teoria classicista de l'art que, tot i així, li atorgava una autonomia i una importància de tal magnitud que assentava en certa manera les bases per al concepte modern de l'art. Bellori es fonamentava en conceptes anteriors de la bellesa, entesa com a ordre i proporció; però partint d'aquí afirmà que la bellesa de l'art és superior a la de la natura, i que el principi de l'art no consisteix en la imitació, sinó en el reflex de la «idea». Aquesta idea no és única sinó múltiple, hi ha una idea per a cada ens i objecte creat; i és evolutiva, corresponent a cada era un ideal distint de bellesa. Per a Bellori, les idees provenen del Creador, i els artistes «en imitar a aquell primer artífex es formen al temps en el seu intel·lecte un model de bellesa superior, de tal mena que en mirar-lo esmenen la natura».
A França el segle xvii representa el «segle de la raó», filòsofs i escriptors com Descartes, Jean Racine, Molière i Malherbe representen una recerca de la racionalització del pensament. A l'escepticisme manierista succeeix un racionalisme d'arrel científica, que assentà les bases de la filosofia moderna. Descartes, a Discurs del mètode (1637), intenta trobar una nova via de raonament, partint de premisses clares i començant de zero quan el camí es desvia –com ocorria amb el relativisme manierista–. Parteix del dubte com a mètode filosòfic, del que desprèn l'existència de l'individu: el meu dubte sóc jo dubtant, és a dir, pensant; per tant, «penso, llavors existeixo» (cogito, ergo sum). Per a Descartes l'art està fora del coneixement, pel que és dubtós, obscur. Encara que no elaborà cap teoria estètica, l'obra epistemològica de Descartes i la seva recerca d'un mètode filosòfic seran les bases de l'estètica neoclàssica.
La filosofia cartesiana junt amb la pervivència del cientisme aristotèlic posaran les bases d'una estètica basada en la raó i en les normes de la natura, el que es percep als diversos tractats sobre art de l'època: Racine defensa la inspiració, trobar solucions noves a l'obra d'art; Charles Perrault divideix la bellesa en clàssica i arbitrària o artificial (inventatio); Charles Batteux, a Les belles arts reduïdes a un únic principi (1746), estableix la concepció actual de belles arts, separades de les ciències, amb un principi d'imitació (imitatio).
Per altra banda, filòsofs jansenistes com Pierre Nicole van remarcar el caràcter subjectiu de la bellesa: a Delectus Epigrammaticus (1659) afirmà que «la subjectivitat i disparitat de judicis es deu al fet que estan basats en “primeres impressions”, quin criteri del bell és el plaer». Malgrat això, percep un caràcter general en aquestes impressions, concloent que la raó deu poder superar l'arbitrarietat d'aquests judicis inicials. Blaise Pascal exposà als seus Pensaments (1670) la impossibilitat de descriure la bellesa, manifestant tot i així que la delectança que provoca sí que és constatable com un fenomen universal. Per Pascal, l'ésser humà té al seu interior un «model» (modèle) de bellesa, i li semblarà bell tot el que s'ajusti a aquest model. Per un moralista com Nicolas de Malebranche la bellesa es troba a l'ànima, afirmant que «hauries de saber que a la teva ànima es troba tota la bellesa que perceps al món». Baruch Spinoza creia que la bellesa no era una qualitat de l'objecte, sinó un efecte del subjecte que ho percep, manifestant en una carta de 1665 que «no atribueixo a la natura ni bellesa ni lletjor, ni ordre ni desordre, perquè tan sols remetent-nos a la nostra imaginació es pot dir que les coses són belles o lletges, ordenades o desordenades».
A Alemanya, Gottfried Wilhelm Leibniz cercà a Nous assajos sobre l'enteniment humà (1701-1709) una síntesi entre el racionalisme i l'empirisme, entre la raó i la sensació. Afirmava que l'home no té coneixements racionals de la bellesa, el que no exclou que existeixi algun tipus de coneixement del bell, ja que el coneixement té dicersos graus. El coneixement del que és bell es basa en el gust, el qual pot emetre judicis axiològics —percebem si quelcom és bell o no—, però sense poder emetre una raó per això —sabem que quelcom és bell, però no perquè. Per Leibniz, «el gust és quelcom semblant a l'instint». Opinava que la bellesa no depèn de la forma —entesa com a estatisme—, sinó que està immersa en un flux, en un dinamisme, és la unitat dins de la varietat. Relacionà la bellesa amb la virtut i la perfecció, essent la contemplació estètica una fase d'un moviment harmonitzador al que està subjecte tot aquell que és imperfecte i tendeix a la perfecció.

### Empirisme

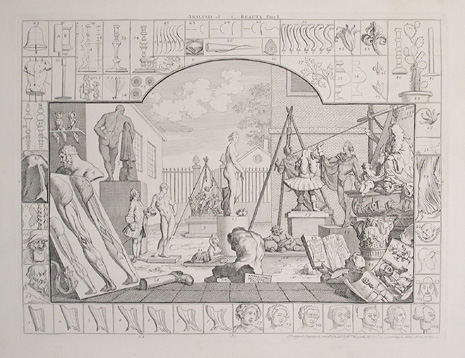
Anàlisi de la bellesa, de William Hogarth.

L'empirisme, desenvolupat principalment al Regne Unit, s'oposà al racionalisme francès, posant èmfasi en les sensacions, en l'experiència sensible, desenvolupant notablement la psicologia de l'art. Els empiristes defensen la subjectivitat del gust, que deu deslliurar-se de regles externes per a ser eficaçment percebut per l'individu, que és el que interpreta els judicis estètics segons els seus propis paràmetres d'opinió. Segons les seves tesis, la bellesa no és inherent a les coses, sinó que es troba en la ment de l'espectador, que l'interpreta de forma totalment personal, assentant així les bases del relativisme estètic.
Thomas Hobbes analitzà al seu Leviathan (1651) la imaginació com un «sentit decadent», que és el que persisteix en la memòria en desaparèixer els estímuls sensorials externs. Aquesta «imaginació simple» dona pas a una «imaginació composta», que és la relació d'imatges simples que creen noves imatges al nostre cervell. Per a Hobbes, la bellesa és «tot allò que amb el seu aspecte ens promet el bé».
La teoria de Hobbes sobre l'associació d'imatges fou desenvolupada per David Hume, qui opina que aquestes sensacions comporten representacions creades per l'ésser humà, creant les idees. A Del criteri del gust (a Quatre Dissertacions, 1757) intenta trobar estàndards o patrons objectius de gust, i es troba que els judicis estètics estan condicionats per factors subjectius, determinats per la cultura, edat i temperament de l'individu. Per a Hume, la bellesa és una experiència agradable, produïda per la imatge que ens fem d'aquesta. Al seu Tractat de la naturalesa humana (1739-1740) fa una estètica utilitarista, ja que la bellesa és un mitjà, la finalitat del qual seria el plaer, la satisfacció.
| «                                                  | La bellesa no és una qualitat de les coses mateixes: existeix tan sols en la ment del que les contempla i cada ment percep una bellesa distinta. Pot fins i tot succeir que algú percebi lletjor on un altre experimenta una sensació de bellesa; i cadascú hauria de conformar-se amb la seva sensació sense pretendre regular la dels altres. | » |
| — David Hume, Assajos morals, polítics i literaris | |   |

Joseph Addison, a Els plaers de la imaginació (1712), introdueix el gust per coses que estimulen la imaginació, lligat a l'estètica del sublim. Distingeix tres qualitats estètiques principals: grandesa (sublimitat), singularitat (novetat) i bellesa. També crea una nova categoria, el pintoresc, aquell estímul visual que aporta una sensació tal de perfecció que pensem que hauria de ser immortalitzat en un quadre. Addison relaciona la bellesa amb la passió, deslligant-la de la raó: la bellesa ens afecta de forma immediata i instantània, com un cop, actuant de forma més ràpida que la raó, pel que és més poderosa. Pren el concepte del sublim esbossat pel Pseudo-Longí al segle iii –a través del Tractat del sublim o de les meravelles en l'oratòria de Nicolas Boileau-Despréaux–, i ho eleva de categoria retòrica a general, traslladant-lo del llenguatge a la imatge.
Francis Hutcheson, a Indagació sobre l'origen de les nostres idees sobre la bellesa i la virtut (1725), descriu la bellesa com una facultat capaç de suscitar idees del bell partint de qualitats físiques que les provoquen. La bellesa no prové de judicis intel·lectuals o reflexius, sinó que la percebem quan presenta una «barreja adequada d'uniformitat i varietat». El concepte d'harmonia està en la naturalesa del subjecte, que és el que aprecia el que és uniforme en la varietat.
El comte de Shaftesbury, de l'escola neoplatònica de Cambridge, identifica ètica i estètica, afirmant que bo i bell són un mateix concepte. A Característiques dels homes, els costums, les opinions, les èpoques (1732) defineix l'apreciació de la bellesa com un sentit innat a l'ésser humà, que li produeix plaer en la seva relació amb el món. La bellesa és el primer pas de l'amor –com en Ficino–, en un procés gradual, teleològic, que va de la bellesa material a l'espiritual. Manifesta que la sensibilitat és estimulada per la imaginació, parlant d'«entusiasme», que és un estat exaltat que eleva l'esperit, propio dels genis. Planteja un tipus de gust basat en aquesta sensibilitat entusiasta, que és innata, natural, encara que es pot educar. Per a Shaftesbury el gust és una «aristocràcia del sentit», una discriminació de les sensacions. Identifica el gust amb la consciència moral, per a millorar l'esperit humà, el que condueix igualment al benestar social, ja que produeix una concordança entre els sentits i la raó. A l'art, l'important és l'equilibri, el conjunt unitari –seguint el concepte de concinnitas d'Alberti–, relacionant art i natura, productes ambdós de l'harmonia de l'univers.
Edmund Burke, a Indagacions filosòfiques sobre l'origen de les nostres idees sobre el bell i el sublim (1757), reprèn la teoria de Shaftesbury de la simpatia com a identificació emocional. La bellesa no es relaciona amb idees abstractes, sinó amb el sentiment. S'oposa a la bellesa com a proporció, destacant noves qualitats com la petitesa, la delicadesa, la varietat, la puresa, l'elegància, etc. El gust, com la bellesa, és una experiència gradual, que es pot educar, però que no es pot reduir a una mesura reglamentada. L'art és una manifestació del sentiment, que produeix plaer. Descriu el sublim com un temor controlat que atrau l'ànima, present en qualitats com la immensitat, l'infinit, el buit, la soledat, el silenci, etc. Qualifica la bellesa com «amor sense desig», i el sublim com «astorament sense perill». Així, crea una estètica fisiològica, ja que per a Burke la bellesa provoca amor i el sublim temor, que poden sentir-se com reals. Introdueix la categoria del «patètic», emoció igualable al plaer com a sentiment, que prové d'experiències com la foscor, l'infinit, la tempesta, el terror, etc. Aquests sentiments produeixen una «purgació», recollint de nou la teoria de la «catarsi» d'Aristòtil.

### Il·lustració

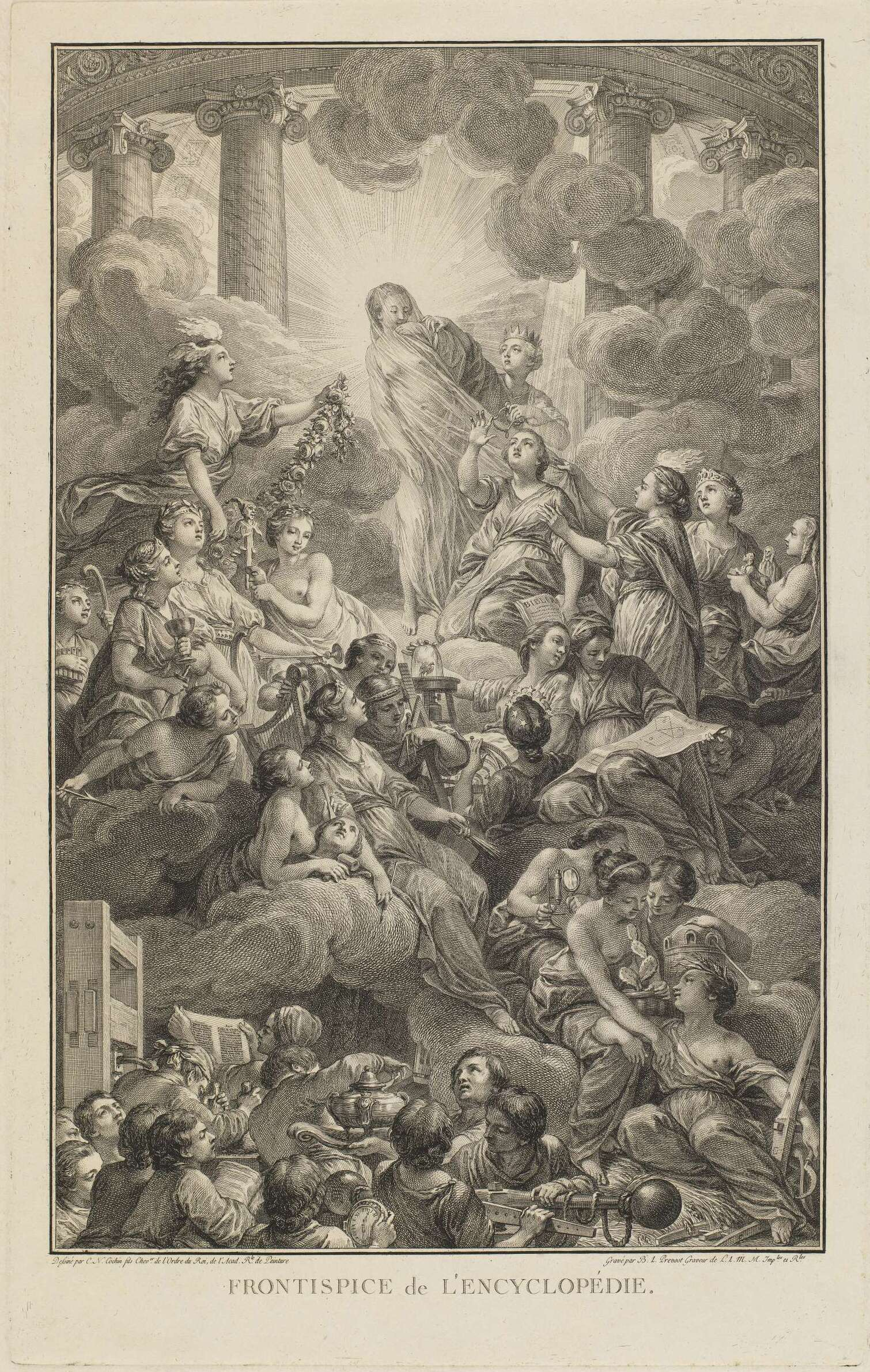
Extracte de la portada de L'Enciclopèdia (1772), carregada de simbolisme: la figura del centre representa la veritat, rodejada per una brillant llum (el símbol central de la il·luminació); dues figures situades a la dreta, la raó i la filosofia, estan esquinçant el vel que cobreix la veritat.

El segle xviii es fonamenta sobre una doble tendència: el racionalisme cartesià francès, que dona una estètica normativa, reglamentada –el que es reflecteix en l'aparició de les acadèmies–, i l'empirisme anglès, que ofereix una estètica més imaginativa. L'art també oscil·la entre l'exuberància tardobarroca del rococó i la sobrietat neoclassicista, entre l'artificiositat i el naturalisme. Comença a produir-se certa autonomia del fet artístic: l'art s'allunya de la religió i de la representació del poder per a ser fidel reflex de la voluntat de l'artista, centrant-se més en les qualitats sensibles de l'obra que no pas en el seu significat. La Il·lustració suposa el pas d'una raó normativa a una crítica, on el coneixement és un procés continu, en transformació. El principal projecte il·lustrat és l'Encyclopédie, intent de síntesi del coneixement universal, sota la direcció de Diderot i D'Alembert.
L'estètica il·lustrada se centra en qüestions fisiològiques, de l'home, fent una estètica dels sentiments: Yves-Marie André distingeix a Assaig sobre el bell (1715) tres classes de bellesa: «essencial», que és objectiva en estar per damunt de qualsevol consideració humana; «natural», igualment objectiva però a escala humana, encara que aliena a opinions de gust; i «arbitrària», que és subjectiva i relativa. Jean-Baptiste Dubos, a Reflexions crítiques sobre la poesia i la pintura (1719), obre el camí cap a la relativitat del gust, raonant que l'estètica no ve donada per la raó, sinó pels sentiments. L'art commou, arriba a l'esperit d'una forma més directa i immediata que el coneixement racional. Fa una democratització del gust, oposant-se a la reglamentació acadèmica. Dubos introduí la figura del «geni», com a atribut donat per la natura, que està més enllà de les regles. Voltaire també defensa la relativitat del gust, encara que considera aquest un producte de l'educació, orientant-se cap a un gust universal, racionalitzat. Étienne Bonnot de Condillac exposà al seu Tractat de les sensacions (1754) que la consciència humana –i, per tant, el coneixement– és la suma dels cinc sentits.
Denis Diderot, considerat el primer crític d'art modern pels seus comentaris sobre les obres d'art dels salons parisencs, defineix la bellesa com la percepció de les relacions, depenent de la visión personal, negant una bellesa absoluta, normativa. La seva estètica fluctua entre una recerca de regles racionals i un sensualisme de valors subjectius, basant-se en les sensacions, les emocions. Parla també de la genialitat, que és un do de la natura: el geni és un home que porta les passions fins als seus límits, sense trencar-los. La teoria de Diderot és l'origen del concepte romàntic de geni.
Jean-Jacques Rousseau culmina l'estètica del sentiment: a Discurs sobre les ciències i les arts (1750) identifica la bellesa amb l'ordre natural, l'harmonia de la totalitat –recollint el concepte aristotèlic–. Relaciona bellesa i bondat, que són reflexos de la natura. Per a Rousseau l'home és bo de manera natural, defensant el retorn a la natura. En canvi, el marquès de Sade defensa l'individualisme i el sensualisme, propugnanto l'aïllament de l'home, sense ordre social. Estudia les passions, els sentits, defensant una moral basada en la soledat de l'ego, sense regles, sense normes. Giacomo Casanova també fa una filosofia de l'individu, de les passions, defensant una moral epicúria i creant un panteisme materialista, on la matèria està en contínua transformació.

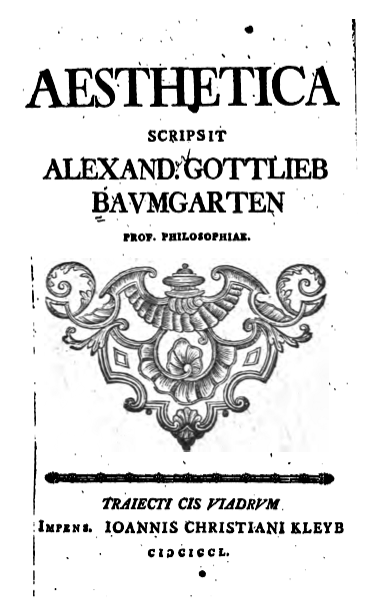
Portada de lAesthetica (1750) d'Alexander Gottlieb Baumgarten.

A Alemanya, la Il·lustració (Aufklärung) fou hereva del racionalisme i de l'obra de Leibniz i Wolff. Alexander Gottlieb Baumgarten –a la seva obra Reflexions filosòfiques sobre la poesia (1735) i més tard a la seva Aesthetica (1750)– fou el creador del terme «estètica» i de la seva concepció com a disciplina filosòfica. Baumgarten es fixa en els clàssics (Plató, Aristòtil) i en els Pares de l'Església, distingint entre coses conegudes (noeta) i coses percebudes (aistheta): les conegudes venen de la lògica, i les percebudes dels sentits. Sistematitza l'estètica com a ciència especial, defineix el seu propi objecte d'estudi i integra els coneixements sensibles dins de la filosofia de l'època. Distingeix la lògica com una gnoseologia superior, i l'estètica com una gnoseologia inferior. Baumgarten fa una divisió en la facultat cognitiva: pensament clar (lògica) i obscur (estètica). La lògica tendeix a l'abstracció, actua per representacions abstractes de la ment, mentre que l'estètica és concreta, per representacions sensibles; la lògica crea conceptes, l'estètica té en compte l'objecte; la lògica actua per signes convencionals (paraules), l'estètica no es pot comunicar, les sensacions no són traduïbles en paraules. La comunicació en estètica s'efectua per «simpatia», compartint estats d'ànim que s'han viscut recíprocament.
Johann Joachim Winckelmann és considerat el pare de la historiografia de l'art, creant una metodologia científica per a la classificació de les arts i basant la història de l'art en una teoria estètica d'influència neoplatònica: la bellesa és el resultat d'una materialització de la idea. Gran admirador de la cultura grega, afirma que a la Grècia antiga es donà la bellesa perfecta, generant un mite sobre la perfecció de la bellesa clàssica que encara condiciona la percepció de l'art avui dia. A Reflexió sobre la imitació de les obres d'art gregues (1755) afirma que els grecs van arribar a un estat de perfecció total en la imitació de la natura, pel que nosaltres tan sols podem imitar als grecs. Tanmateix, relacionà l'art amb les etapes de la vida humana (infància, maduresa, vellesa), establint una evolució de l'art en tres estils: arcaic, clàssic i hel·lenístic.
Gotthold Ephraim Lessing rebutja la idea de perfecció de Winckelmann, afirmant que no pot haver-hi un concepte de perfecció universal per a totes les èpoques i totes les arts. Al Laocoont (1766), encara que no rebutja la possibilitat de trobar un sistema que relacioni totes les arts, critica les analogies absolutes –com la fórmula horaciana ut pictura, poesis («la pintura, com la poesia», una de les bases de la teoria humanista de l'art)–. Per a Lessing, el mitjà que utilitza l'art són els signes (Zeichen), que sovint són la base de la imitació. La pintura i la poesia, examinades en els seus contextos imitatius, són distintes: la pintura resulta adequada per a la representació de qualitats sensorials, tangibles, podent tan sols evocar elements argumentatius; en canvi, la poesia realitza el procés invers.
| «                                    | Tan sols voldria donar el nom d'obres d'art a aquelles en les quals l'artista s'ha pogut manifestar com a tal, és a dir, aquelles en les quals la bellesa ha sigut per a ell la seva primera i darrera intenció. | » |
| — Gotthold Ephraim Lessing, Laocoont | |   |

Johann Gottfried Herder fou un dels precursors del romanticisme, defensant la idea d'una humanitat unida i sotmesa a evolució, que volia estudiar a través d'una «història de l'ànima humana». A Silves crítiques o bé observacions sobre la ciència de l'art i del bell (1769) desenvolupà una estètica psicològica, individualista, que destacava la sensibilitat i l'experiència individual sobre les abstraccions holístiques de l'estètica racionalista. Herder vinculava les arts amb els sentits: la vista amb la pintura, la música amb l'oïda i el tacte amb l'escultura; en canvi, la poesia es dirigeix directament a l'«ànima individual» (Seele), com a centre de «força» (Kraft) de l'ésser humà. Tanmateix, a Cartes sobre Ossian (1773) esbossà una estètica anticlassicista, trobant els autèntics valors de l'art a l'expressivitat «primitiva», als llenguatges nacionals i la cultura popular —teoria que influiria en la literatura romàntica.

### Idealisme

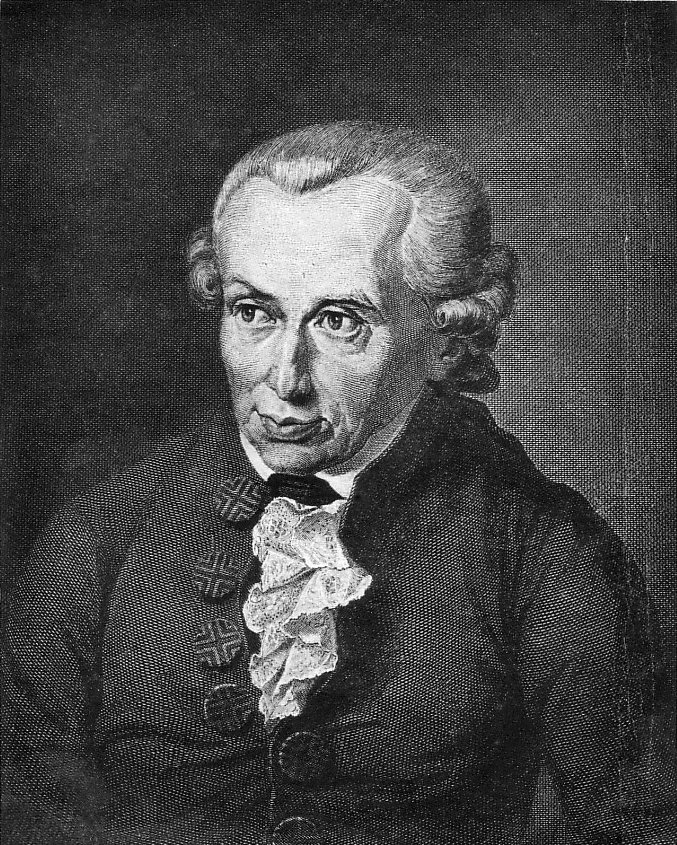
Immanuel Kant.

L'idealisme, hereu del racionalisme i la Aufklärung alemanya (és a dir, de l'escola de Leibniz i Wolff), fou el corrent filosòfic dominant a Alemanya aproximadament des de la dècada de 1780 a la de 1830, els principals representants del qual foren, partint de la discussió amb l'idealisme transcendental de Kant (a qui sovint, però no sempre, es compta dins de l'idealisme alemany), Fichte, Schelling i Hegel. Sovint definit per oposició al realisme, l'idealisme, gnoseològicament, és la doctrina segons la qual el coneixement no es refereix a coses en si, en sentit absolut o transcendent, sinó que, condicionat pel subjecte, mai deixa de consistir en continguts mentals o intel·lectuals; al temps, l'idealisme metafísic és la posició filosòfica segons la qual «tot el veritablement real és tan sols d'essència ideal i espiritual». Segons Ferrater Mora, una característica comú de l'idealisme postkantià, malgrat la seva diversitat, és prescindir de la «cosa en si» que retenia encara l'idealisme kantià, equiparant així el «món» amb «la representació del món».

#### Kant
Immanuel Kant, per la sistematització a la qual va sotmetre a la nounada ciència estètica, pot ser considerat el pare de l'estètica contemporània. Una de les seves primeres incursions en la matèria fou Observacions sobre el sentiment del bell i el sublim (1764), però la seva principal aportació a l'estètica la realitzà a Crítica del judici (1790), quina primera meitat tracta principalment del «judici de gust», i on investiga l'aspiració a la validesa universal als judicis sobre bellesa i sublimitat, partint de la premissa de la seva original subjectivitat, la seva evident particularitat per a cada individu.
La principal influència en el terreny de l'estètica la rebé Kant de l'empirisme anglès, especialment de Burke, el sensualisme del qual li feu abandonar l'intel·lectualisme que havia heretat de Leibniz i Wolff. A Crítica del judici pretengué resoldre l'antinòmia present a les dues teories predominants —i aparentment oposades— esbossades fins llavors: el gust com un procés de l'intel·lecte i subjectat a criteris científics, o el gust com a sentiment d'origen subjectiu i arbitrari. Kant realitzà un intent de síntesi, reconeixent el gust com un producte dels sentits i els sentiments i, per tant, subjectiu, però destacant la tendència a la universalitat racional que es manifesta en ell. Com assenyalà Victor Basch a Assaig crític sobre l'estètica de Kant: «junt amb l'imperatiu categòric moral, Kant posa l'imperatiu estètic: jutja el que és bell de tal mena que el teu judici pugui ser universal i necessari».
Per a Kant, el judici de gust posa en joc l'enteniment i la imaginació, en una relació d'harmonia. Trobem en les formes belles una finalitat, però no concreta –l'art és necessari, però no sabem per a què–. Kant es planteja la pregunta de què és el que ens agrada en una obra d'art, denominant-lo «facultat de presentar idees estètiques», que és la capacitat que té la forma bella en l'art. És aquella representació de la imaginació que ens fa pensar, però sense que cap pensament li sigui adequat, cap llenguatge pot expressar-lo ni fer-lo intel·ligible. Les idees estètiques de Kant no impliquen un coneixement racional, moltes vegades són idees que no podem expressar amb paraules. Per a Kant, l'art no ve d'allò que representa: el que és representatiu porta al que és significatiu, però si ho apliquem a l'art invertim el procés de coneixement –de la raó al que és sensible–. Per tant, l'art no ha de representar necessàriament la realitat.
Afirma Kant que l'estètica és una paradoxa: és la conceptualitat sense concepte, la finalitat sense fi; per tant, separa lògica i estètica, perquè aquesta no té concepte. Per a Kant, és bell allò que sense concepte agrada universalment. Trenca la idea de la perfecció interna de la bellesa: les coses no són belles en si mateixes, sinó per la seva impressió en nosaltres. La universalitat del judici estètic prové d'un estat suprasensible, comú a la naturalesa humana; així, la subjectivitat estètica, en ser comuna, propicia una certa objectivitat, basada en lleis naturals –encara que no coneixem la seva procedència–. Les idees estètiques, exciten el pensament sense un coneixement conceptual. En separar l'estètica de la racionalitat, Kant atorgà a aquesta una base d'autonomia, posant els fonaments de l'estètica contemporània.
A Crítica del judici també sistematitzà una altra categoria estètica, el «sublim». Per a Kant el sublim és l'excés, el desbordament: així com la bellesa és la forma continguda, limitada, humana, el sublim desborda la forma, es dirigeix a l'infinit. La bellesa comporta gust, el sublim, atracció. La sublimitat és el punt on la bellesa perd les formes, és el superlatiu de la bellesa. El sublim és «el que és absolutament gran», allò que de l'infinit som capaços d'imaginar. És el que agrada immediatament per la resistència que oposa a l'interès dels sentits, el que evoca en nosaltres les idees pràctiques (morals), en comparació amb les quals és petit qualsevol objecte de la natura, per gran que sigui. Kant distingí un sublim «matemàtic» (de la magnitud) i altre «dinàmic» (de la força); el matemàtic s'oposa a la comprensió, mentre que el dinàmic pot amenaçar la nostra integritat física —per exemple, una tempesta de mar.
| «                                         | Una bellesa de la natura és una cosa bella; la bellesa artística és una bella representació d'una cosa. | » |
| — Immanuel Kant, Crítica del judici § 48. | |   |

#### Schiller, Fichte i Schelling

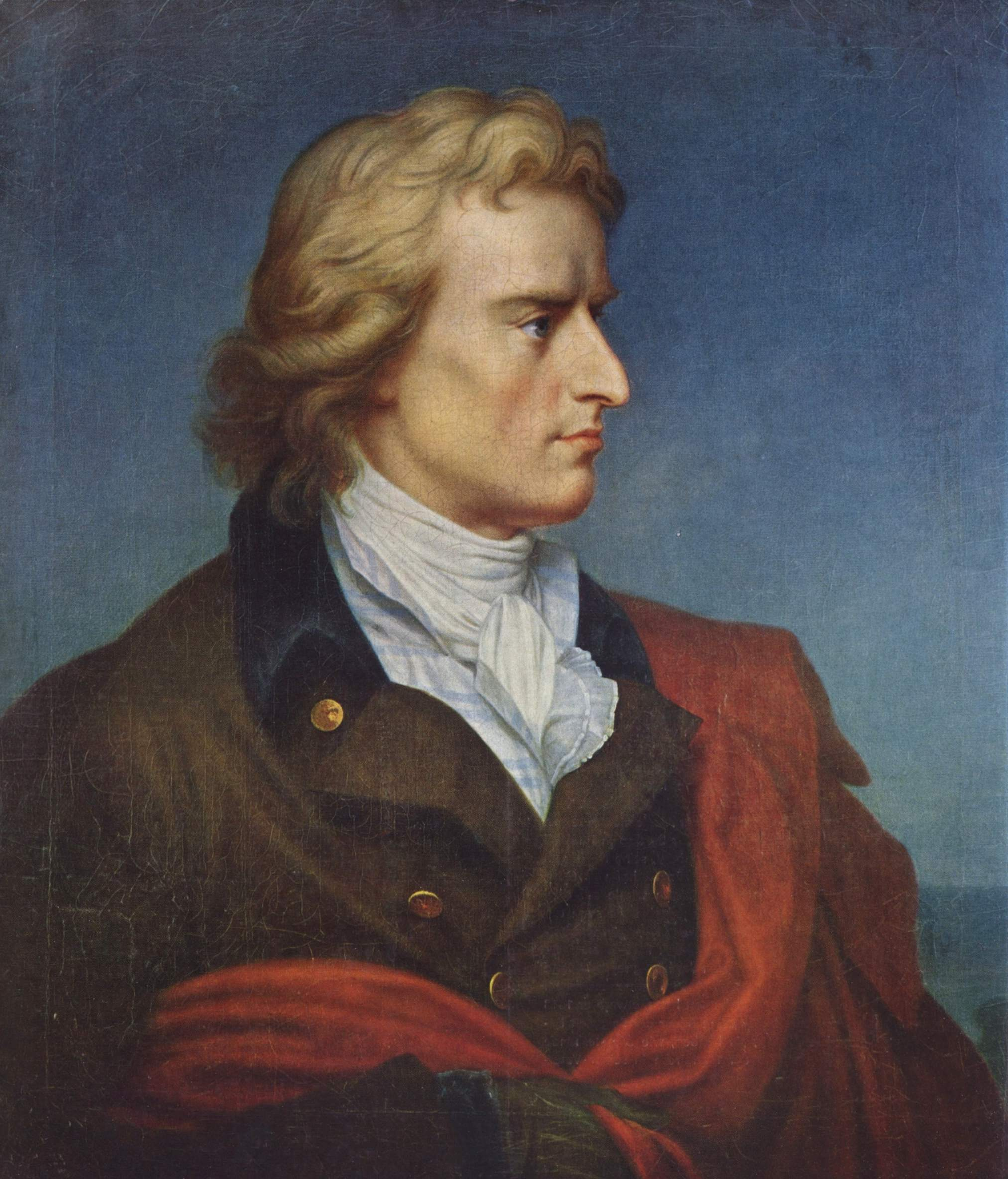
Johann Christoph Friedrich Schiller.

Per a Johann Christoph Friedrich Schiller la bellesa és l'objectiu de tota activitat humana, en la qual s'apleguen una facultat teòrica i altra pràctica. A l'estètica s'apleguen aquestes dues facultats, donant una tercera, la de «joc», que és una alternança teòrica-pràctica en una harmonia (bellesa) de caràcter ètic. A Cartes per a l'educació estètica de l'home (1795) distingeix a l'ésser humà tres facultats, que denomina «impulsos»: un impuls «material» (Stofftrieb), altre «formal» (Formtrieb), i el «de joc» (Spieltrieb), conjunció dels altres dos. L'impuls de joc és l'«home estètic», l'home equilibrat, que dona al seu impuls formal una espècie de vitalitat, és el que pensa, coneix, però també sap viure, gaudir dels sentits. L'actitud estètica contribueix al benestar de l'home a la societat. Partint de la idea de Kant de què la bellesa és mitjancera entre el sensible i l'intel·ligible, Schiller manifesta que la bellesa és un reflex del que és natural: és un estat d'harmonia, on el sentiment es correspon amb la llei, sense sacrificar la passió. A la bellesa tot és moral, és un estat de perfecció. La bellesa eleva del món sensible i condueix a un estat de gràcia. Schiller també parla del sublim, al que distingeix tres fases: «sublim contemplatiu», el subjecte s'enfronta a l'objecte, que és superior a la seva capacitat; «sublim patètic», perilla la integritat física; i «superació del sublim», al que l'home venç moralment, perquè és superior intel·lectualment.
Johann Gottlieb Fichte posà les bases del pensament individualista romàntic, d'on sorgirà la figura del geni com a esperit exaltat. A Teoria de la ciència (1794) intenta establir una doctrina sobre el saber humà, les formes teòriques de la raó. Per a Fichte el coneixement ve del «jo», que és un jo absolut, metafísic, un principi creador subjectiu, l'autoactivitat de l'esperit. Així, Fichte nega la realitat exterior, ja que l'únic real és el jo, el de fora és incognoscible. Fichte introduí l'estètica kantiana al si del romanticisme, tot i que tan sols tractà de temes estètics de manera indirecta en algunes de les seves obres, com Sobre l'esperit i la lletra de la filosofia (1795) i El destí del savi (1811). Segons Fichte, tant en el terreny de la filosofia com de l'art és l'esperit el que, a través de la imaginació, produeix obres singulars, l'origen de les quals no és pràctic ni teòric, sinó estètic. Tanmateix, atorgà a l'art una funció profètica, antany reservada a vidents religiosos i líders espirituals, i ara desenvolupada per poetes i artistes, en els quals es revela l'esperit de forma original i espontània, i quina obra està destinada a l'educació de la humanitat.
Friedrich Wilhelm Joseph von Schelling, recollint el concepte del jo de Fichte, defensa l'individualisme, l'«ésser absolut», investigant la relació entre el «jo» i el «no jo» (objecte i subjecte). Identifica la llibertat amb el jo absolut: l'acció del jo és una lluita contra l'infinit, on l'home sempre serà derrotat. A Sistema de l'idealisme transcendental (1800), fa una filosofia de la natura, que és un esperit en evolució, que identifica amb el jo. Quan l'home està en contradicció amb el món exterior és quan comença la filosofia, que és un mitjancer entre l'home i la natura; aquesta escissió se supera amb la poesia. Schelling accepta una intuïció intel·lectual sobre la reflexió, però sobre aquesta hi ha una intuïció estètica, pròpia del geni. Aquest moment és el de la unificació entre el conscient i l'inconscient, l'objectiu i el subjectiu, que tan sols es produeix en l'art; per tant, «la filosofia deu tornar a la poesia». Per a Schelling l'esperit té tres fases: coneixement (intel·lecte), acció (voluntat) i art (geni).
Schelling fou el primer filòsof des de Plotí en fer de l'art i la bellesa la culminació de tot un sistema filosòfic: a Filosofia de l'art (lliçons donades entre 1802 i 1803, però publicades el 1859) exposà que l'art és el mitjà a través del qual s'expressen les infinites «idees», que provenen de les distintes «potències» presents a la identitat absoluta que és el jo, i que es materialitzen de forma finita, essent el principal vehicle de revelació de l'absolut. Així, per Schelling, l'art és una «representació finita de l'infinit». Aquesta teoria es troba igualment a la seva obra Sobre la relació entre les arts plàstiques i la natura (1807).

#### Hegel

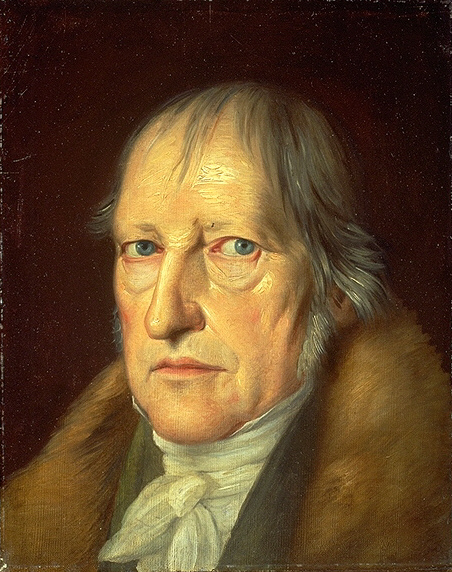
Georg Wilhelm Friedrich Hegel.

Així com Fichte representa l'idealisme subjectiu i Schelling l'idealisme objectiu, Georg Wilhelm Friedrich Hegel representa l'idealisme absolut, establint un «saber absolut» previ a tot coneixement, format per idees articulades. La natura és la manifestació, l'exteriorització de la idea. Hegel opina que el coneixement avança a través de la confrontació d'oposats: la dialèctica es basa en el moviment tesi-antítesi-síntesi. Seguint a Heràclit, afirma que tot està en moviment, pel que és més important el temps que l'espai, donant gran importància a l'esdevenir històric. Hegel fou l'introductor del relativisme històric, ja que per a ell tota època té les seves regles i la seva veritat. Per a Hegel, la Història és el progrés de l'esperit, creant a Fenomenologia de l'esperit (1807) un sistema on a la lògica succeeix la filosofia de la natura, i a aquesta la filosofia de l'esperit, que divideix en tres conceptes: «esperit subjectiu» (antropologia, fenomenologia i psicologia), «esperit objectiu» (dret, moral i ètica) i «esperit absolut» (art, religió i filosofia).
Tanmateix, influït per Winckelmann, pren el seu concepte de què la bellesa és la materialització de la idea: per a Hegel, l'esperit es forma en el pensament, però aquest és capaç d'alienar-se, projectant-se a l'exterior a través de l'art. Així, l'art és el resultat d'una alienació (Entäussernung) del pensament humà, que també es pot produir a través de la filosofia i la religió, de forma gradual, donant les tres etapes de l'esperit humà. A Estética (1835-1838), Hegel afirma que la bellesa a l'art és resultat de la idea que ha pres forma –la idea platònica, com a perfecció absoluta–; la idea es reflecteix a la bellesa artística. Prenent les etapes de l'art formulades per Winckelmann, estableix tres formes de manifestació artística: art simbòlic, clàssic i romàntic, que es relacionen amb tres formes diferents d'art, tres estadis d'evolució històrica i tres maneres distintes de prendre forma la idea.
| Art      | Història | Idea         | Forma                    |
| -------- | -------- | ------------ | ------------------------ |
| Simbòlic | Infància | Desajust     | Arquitectura             |
| Clàssic  | Maduresa | Ajust        | Escultura                |
| Romàntic | Vellesa  | Desbordament | Pintura, música i poesia |

A la idea, primer hi ha una relació de desajust, on la idea no troba forma; després és d'ajust, quan la idea s'ajusta a la forma; finalment, al desbordament, la idea sobrepassa la forma, tendeix a l'infinit. A l'evolució històrica, equipara infància amb l'art prehistòric, antic i oriental; maduresa, amb l'art grec i romà; i vellesa, amb l'art cristià. Quant a la forma, l'arquitectura (forma monumental) és un art tectònic, depèn de la matèria, de pesos, mesures, etc.; l'escultura (forma antropomòrfica) depèn més de la forma volumètrica, pel que s'apropa més a l'home; la pintura, música i poesia (formes suprasensibles) són l'etapa més espiritual, més desmaterialitzada. La creació artística no ha de ser una mimesi, sinó un procés de llibertat espiritual. A la seva evolució, quan l'artista arriba al seu límit, es van perdent les formes sensibles, l'art es torna més conceptual i reflexiu; al final d'aquest procés es produeix la «mort de l'art».
| «                                                       | Tinc la certesa de què el suprem acte de la raó, aquell en què aquesta comprèn la totalitat de les idees, és un acte estètic, i que veritat i bondat estan íntimament foses tan sols a la bellesa. | » |
| — Georg Wilhelm Friedrich Hegel, Diàleg sobre la poesia | |   |

## Seglexix

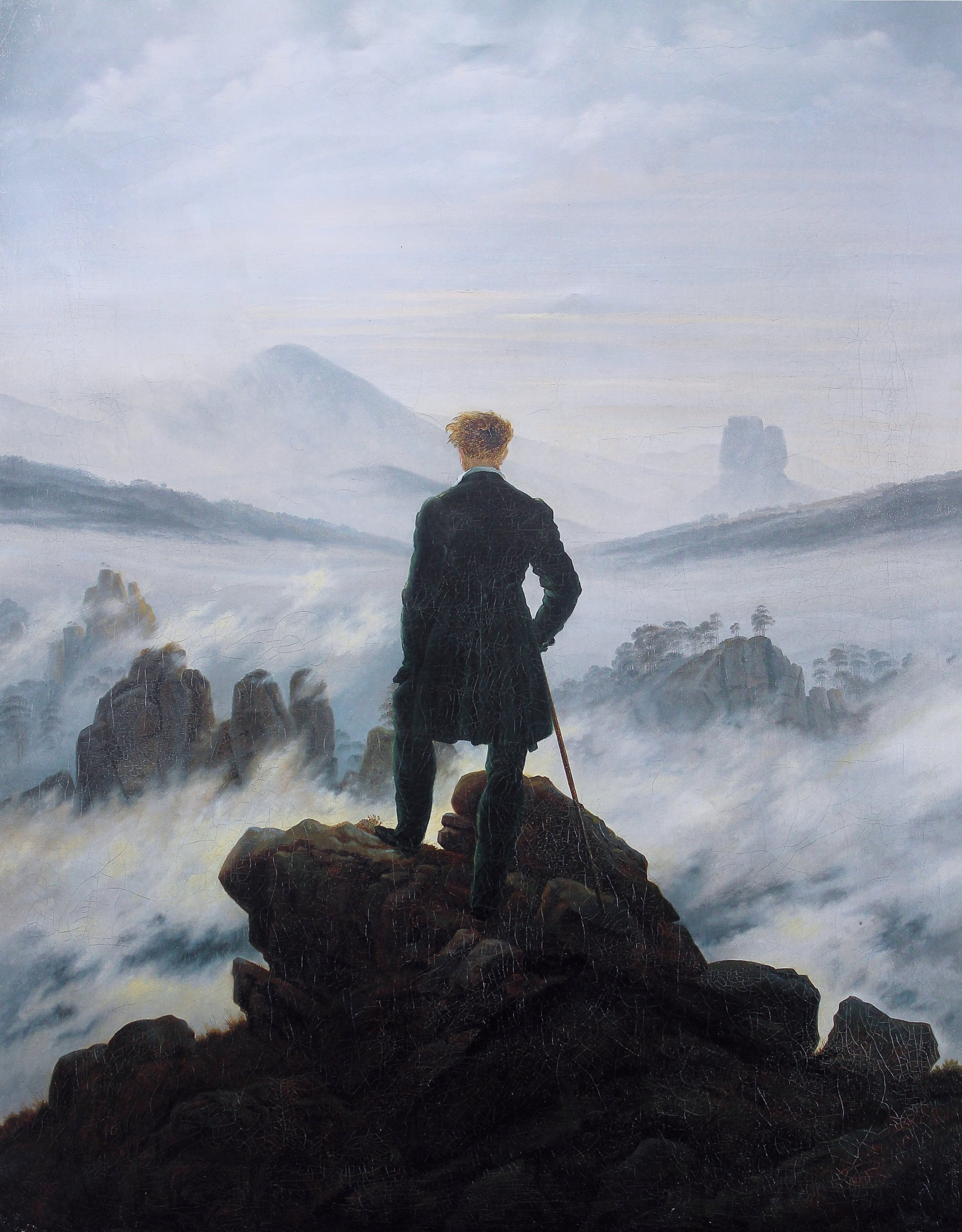
El caminant sobre el mar de núvols, de Caspar David Friedrich, representació prototípica del sublim romàntic.

Entre finals del segle xviii i començaments del xix s'assenten les bases de la societat contemporània, marcada en el terreny polític per la fi de l'absolutisme i la instauració de governs democràtics –impuls iniciat amb la Revolució Francesa–; i a l'econòmic, per la Revolució Industrial i la instauració del capitalisme, que tindrà resposta en el marxisme i la lluita de classes. La ciència té un gran impuls, amb una nova actitud de coneixement empíric que generarà el positivisme. La filosofia influeix cada cop més en la societat, amb la difusió de les idees entre un nombre cada cop més gran de públic, procés iniciat a la Il·lustració i propiciat per l'augment progressiu de mitjans de comunicació que suposen una universalització de la cultura.

### Romanticisme
El romanticisme sorgí a Alemanya a finals del segle xviii amb el moviment denominat Sturm und Drang, passant posteriorment a altres països, així com passà igualment de la literatura a la resta de les arts. Filosòficament, és hereu de l'idealisme, en especial de les teories formulades per Kant. Els romàntics tenen la idea d'un art que surt espontàniament de l'individu, destacant la figura del «geni» –l'art és l'expressió de les emocions de l'artista–. S'exalta la natura, l'individualisme, el sentiment, la passió. Aquesta nova visió sentimental de l'art i la bellesa comporta el gust per formes íntimes i subjectives d'expressió com el sublim, que cobra gran rellevància en el romanticisme. També s'atorga un nou enfocament a l'obscur, el tenebrós, l'irracional, que per als romàntics és tan vàlid com el racional i lluminós. Partint de la crítica de Rousseau a la civilització, el concepte de bellesa s'allunya de cànons clàssics, reivindicant la bellesa ambigua, que accepta aspectes com el grotesc i el macabre, que no suposen la negació de la bellesa, sinó la seva altra cara. Es valora la cultura clàssica, però amb una nova sensibilitat, valorant l'antic, el primigeni, com a expressió de la infància de la humanitat. Es revaloritza l'edat mitjana, com a època de grans gestes individuals, en paral·lel a un renàixer dels sentiments nacionalistes. El nou gust romàntic té especial predilecció per la ruïna, per llocs que expressen imperfecció, esquinçament, però al seu cop evoquen un espai espiritual, de recolliment interior.
Johann Wolfgang von Goethe és un dels autors que més ajuden a crear la imatge del personatge tràgic romàntic (Werther, Faust). Una de les característiques de la seva obra és la recerca de l'equilibri d'elements contraris: el fugaç i el perdurable, l'acció i la contenció, la imaginació i la raó, la passió i l'equilibri. Per a Goethe la bellesa és la manifestació de les lleis secretes de la natura. L'art és una expressió moral d'allò que és natural, identificant ètica, estètica i natura, amb un sentiment panteista de la natura proper a Giordano Bruno i Baruch Spinoza.
Johann Christian Friedrich Hölderlin també defensa la primacia del jo, encara que el seu no és un jo absolut com el de Fichte, sinó un jo individual, natural. Intenta transcendir els límits de Kant, aglutinant el sensible i l'intel·ligible en l'art. Defensa l'autosuficiència de l'esperit, la unificació del bé i la bellesa, a través d'una filosofia estètica que tindrà el seu mitjà d'expressió en la poesia. Contraposa logos (filosofia) i mythos (poesia): la poesia és l'antinòmia, el lloc on es reconcilien els contraris. La unitat està a la bellesa artística: la bellesa es manifesta a l'art, encara que és fugaç, una impressió passatgera. A Hiperió (1797-1799) manifesta el desig d'ésser u amb el tot, amb la natura, en una espècie de panteisme estètic. Té una filosofia de la fugacitat, amb influència d'Heràclit: la joventut s'escapa, l'amor fuig, tot es mou i canvia, en una nostàlgia del que s'ha perdut. A La mort d'Empèdocles (1797-1800) parla del geni, que és contradicció, on s'aglutinen la filosofia i la poesia. Busca l'etern, l'infinit, que no tobra: l'etern és la mort, la unió amb la terra.

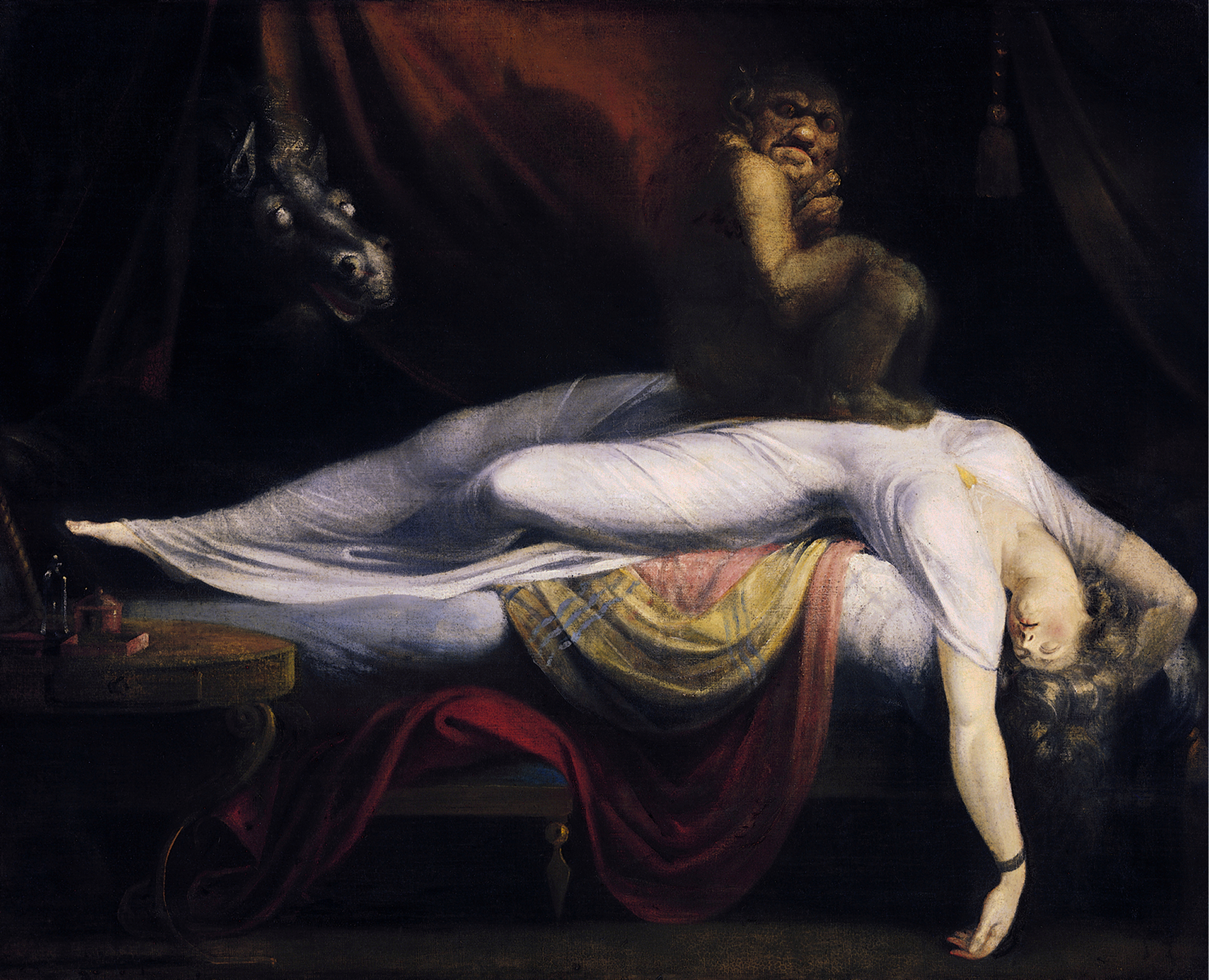
El malson, de Johann Heinrich Füssli. Els romàntics se senten atrets pel terror, el nocturn, el demoníac.

Novalis també se circumscriu a aquesta recerca impossible de l'infinit, afirmant que l'home tan sols troba coses finites, el que el submergeix en un estat d'insatisfacció contínua. Identifica poesia i religió, una religió mística, panteista, en el sentit de religio, relligar elements de coneixement de la natura i de l'home. El poeta busca els secrets de la natura, en un ideal inassolible, un viatge etern, on l'important és el viatge, no la meta. Reclama la contemplació poètica enfront del materialisme, defensant la intuïció, la imaginació. Fa un «idealisme màgic», una doctrina filosòfica que barreja ciència, màgia, poesia, filosofia, etc. Per a Novalis, «el pensament és un somni del sentiment», investigant l'inconscient (el «conscient involuntari»), l'interior de l'home.
Karl Wilhelm Friedrich von Schlegel, com Novalis –ambdós pertanyents al grup de Jena–, fan una «poesia de la poesia», una poesia que reflexiona sobre si mateixa; per això desenvolupen la crítica, fent una «crítica artística» («poesia de l'art»). A la revista Athenäum, editada pel grup de Jena, surten les primeres manifestacions de l'autonomia de l'art, lligat a la natura: a l'obra d'art es troben l'interior de l'artista i el seu propi llenguatge natural. A Diàleg sobre la poesia (1800), Schlegel defensa la poesia orientada cap a la natura, on el poeta apareix com un demiürg, un intèrpret entre l'home i la natura. Destaca l'activitat creadora lliure, tant a la poesia com a la pintura. A Lucinda (1799) proposa una unió del masculí i el femení, en un ideal androgin. Defensa la llibertat sexual, així com l'inconscient, i introdueix conceptes com l'«interessant», la «ironia» i el «fragment», on es manifesta el jo de forma lliure.
Wilhelm Heinrich Wackenroder representa el romanticisme místic: a Desfogaments d'un monjo amant de l'art (1796) expressa un concepte ideal de la pintura centrat als mestres del Renaixement, que culmina en Rafael i Durer. Per a Wackenroder Déu es comunica amb l'home a través d'«obscurs sentiments» que es transmeten por dues vies: la natura i l'art. Així, l'art és un llenguatge xifrat de Déu, que representa «l'invisible en el visible», és a dir, a la bellesa. En contrapartida, Johann Ludwig Tieck representa el romanticisme nihilista: a Almansur (1791) descriu el món físic com una il·lusió, i la moral com quelcom estèril, com un intent fútil de l'acció ètica de l'individu, sigui cap a la virtut, sigui cap al pecat; així, a l'home tan sols li resta gaudir de la vida de forma estètica i harmoniosa, l'única fi de la qual és la bellesa. Un intent de combinar ambdues postures fou el d'E. T. A. Hoffmann, que representa fidelment la dicotomia de l'ànima fàustica alemanya: als seus contes, l'artista està caracteritzat per dos traços essencials: l'alienació i l'esquinçament. Per una banda, l'artista està alienat al món que l'envolta, que no li permet transcendir al món ideal, perfecte, que aquest anhela; per altre, està esquinçat al seu interior en considerar el jo com a lloc d'unió entre l'artista i el seu món ideal. L'única alliberació per a l'artista és la mort o la bogeria. Per a Hoffmann, l'art és catàrtic, una cura del dolor i la desesperació. Sintetitza el còmic i el tràgic, provinents ambdós d'un mateix principi, l'essència del qual és la «ironia», el sentit de l'humor.
A Gran Bretanya, els estudis estètics passaren de l'anàlisi de l'objecte artístic o de la seva percepció per l'espectador, que havia centrat la investigació estètica divuitenca, a l'estudi de l'artista com a creador, com a subjecte actiu. Així es percep en l'obra de William Blake, William Wordsworth, Percy Shelley i John Keats. Wordsworth, a Balades líriques (1802), exposà que la poesia és abans de tot «expressió del sentiment», essent el poeta un «catalitzador» dels sentiments humans. S'oposà a la idea aristotèlica de l'art com a imitació, defensant la inspiració com un procés creatiu que reflecteix el món a través de la impressió que d'ell té l'artista al seu interior. Shelley, influït per la teoria hipostàtica de Plotí, creia que el poeta era capaç amb el seu art de fondre's amb la bellesa ideal, amb una entitat superior que denominava «l'Únic»: «un poeta participa de l'etern, l'infinit i de l'Únic». William Blake creà una original teoria segons la qual l'enteniment –l'esfera mental superior des de Plató– estava al mateix nivell que els sentits –considerats fins llavors inferiors–, atorgant en canvi una posició superior a aquests dos a la imaginació, que per a ell és l'única activitat mental que condueix a la veritat. La imaginació porta al «món extrasensorial», al que tan sols s'accedeix a través de la «revelació», de la comunió amb el diví. Per altra banda, Samuel Taylor Coleridge distingeix a la seva Biographia Literaria (1817) entre imaginació i fantasia: la fantasia és un «mode de memòria», que crea associacions entre les dades obtingudes a través dels sentits; en canvi, la imaginació és la «facultat unificadora» que elabora les dades sensorials, convertint-les en un producte completament nou. La imaginació és capaç de captar la veritat, de revelar els misteris de la natura, de forma distinta i potser superior a l'intel·lecte.

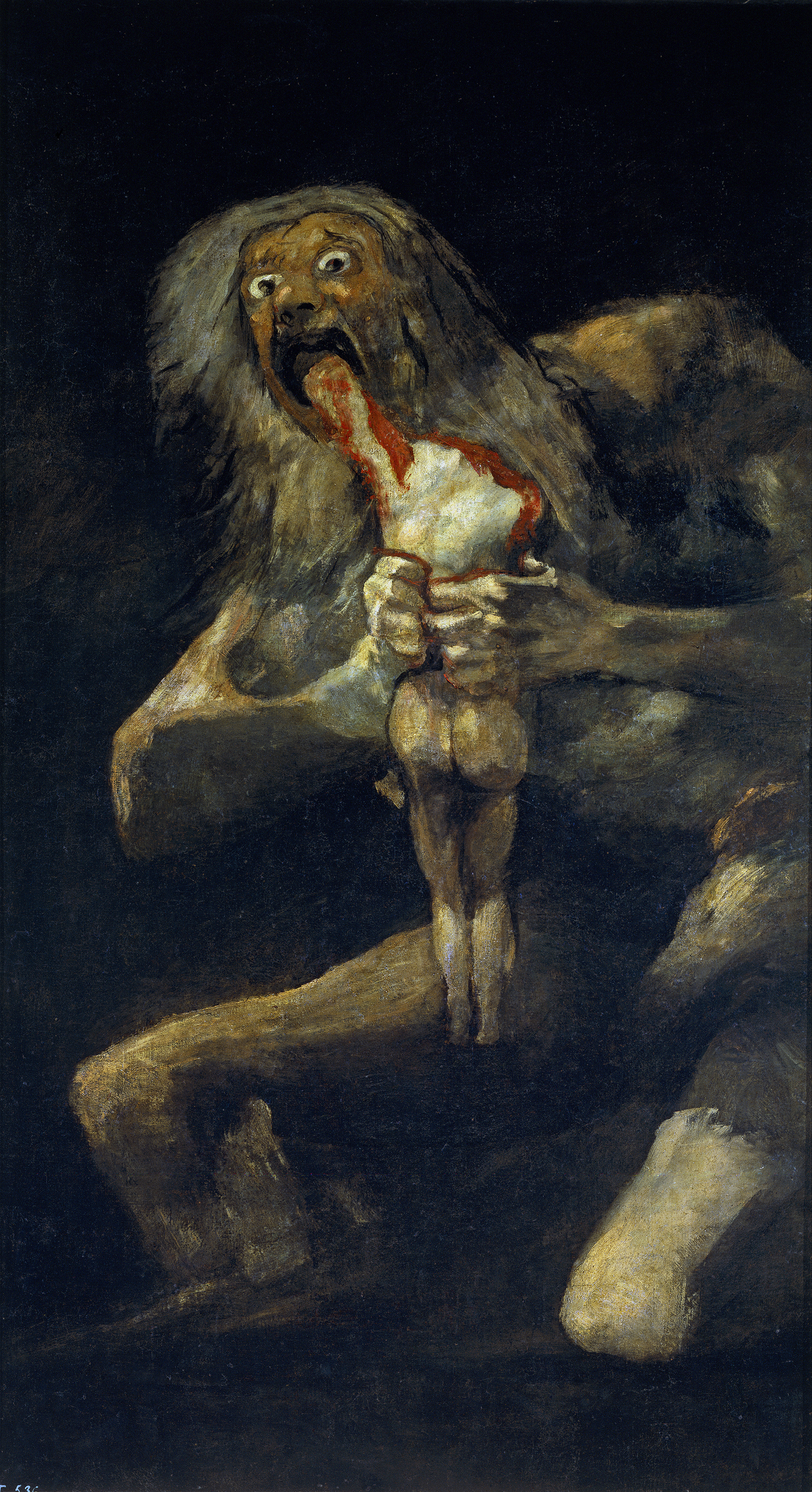
Saturn devorant a un fill, de Francisco de Goya. LEstètica del lleig (1853) de Johann Karl Friedrich Rosenkranz introdueix la lletjor com a categoria estètica.

A França, Victor Hugo exposà en el prefaci de Cromwell (1827) un dels segells distintius de l'esperit romàntic: la malenconia, «un sentiment que és més que la gravetat i menys que la tristesa», i que s'ha desenvolupat en l'home modern per influència del cristianisme, que ha conferit un sentit més humà i relatiu a les idees de perfecció i bellesa, on «el lleig existeix al costat del bell, el deforme prop del graciós, el grotesc al revers del sublim, el mal amb el bé, l'ombra amb la llum». Per altra banda, Stendhal es desmarca de l'estètica universalitzadora il·lustrada per a remarcar de nou el relativisme del judici estètic, basat en l'hedonisme: la bellesa és «el meu plaer sensible», que no té criteris objectius, sinó que és voluble i capriciós. Influït per Hobbes, afirma que la bellesa és «una promesa de felicitat».
A més d'aquests autors, certs teòrics formats en el romanticisme però que es van distanciar del racionalisme metafísic començaren a tenir teories més escèptiques, centrades en els problemes de l'individu: Karl Wilhelm Ferdinand Solger posa èmfasi en la negativitat de l'art: a l'art, la idea es revela com a procés dialèctic a través de la seva negació, procés pel qual accedeix de l'objecte a la seva representació. Per a Solger, l'experiència estètica representa el fracàs de la reconciliació entre finit i infinit. Igualment, Friedrich Theodor Vischer, a Estètica o ciència del bell (1846-1857), acut a Hegel per a mostrar que l'art és la dicotomia entre una idea i la seva manifestació, essent la negació de la idea el procés originador de l'experiència estètica. Johann Karl Friedrich Rosenkranz, a Estètica del lleig (1853), seguint igualment el sistema dialèctic hegelià, introdueix la lletjor com a categoria estètica: estableix la bellesa com a tesi i la lletjor com a antítesi, donant com a síntesi la risa: el lleig queda anul·lat pel còmic. El lleig no existeix en si mateix, sinó en contrast amb el bell. Afirma que el lleig és relatiu, mentre que el bell és absolut; així, el lleig, el «negatiu estètic», se supera des de dins, igual que el mal es devora a si mateix. Sistematitza les categories del lleig: deformitat, incorrecció i desfiguració.
| «                                                      | No és difícil entendre que el lleig, com a concepte relatiu, tan sols és comprensible en relació amb altre concepte. Aquest altre concepte és el del bell: el lleig tan sols existeix perquè existeix el bell, que constitueix el seu pressupost positiu. Si no existís el bell, no existiria de cap mena el lleig, perquè tan sols existeix quant a negació d'aquell. | » |
| — Johann Karl Friedrich Rosenkranz, Estètica del lleig | |   |

#### Kierkegaard, Schopenhauer i Wagner

Arthur Schopenhauer.

Søren Kierkegaard, precursor de l'existencialisme, defensà l'individualisme, el subjectivisme. Per a Kierkegaard, la vida és un esdevenir absurd, l'home és «llençat al món», està separat, escindit, tant de la col·lectivitat com de la divinitat. Planteja dos estats de la vida: el seductor (estètica) i l'asceta (ètica). L'asceta és el que viu en repetició, en la fe, la recerca de Déu, que malgrat tot no troba, ja que la religió és una il·lusió. En canvi, l'esteta és aquell que tan sols viu l'instant, en un regne d'il·lusió, d'aparença, que produeix insatisfacció. Kierkegaard troba aquí la paradoxa de l'home que viu una vida estètica: tan sols li satisfà la insatisfacció, està immers en un cercle del qual no pot sortir. Per tant, la desesperació és la forma «a priori» de la vida estètica, ja que l'esteta no troba el que anhela en el món circumdant. En la seva forma suprema, aquesta desesperació és la malenconia, l'«histerisme de l'esperit», on aquest no troba el seu camí, es veu buit i esgotat; la malenconia és «la desesperació viscuda estèticament». Per a superar aquest estadi fa falta un «salt», quan l'esteta identifica el sentit de l'existència amb la seva pròpia autodestrucció, quan les contradiccions de la vida estètica es revelen a l'estadi de la fe.
Arthur Schopenhauer tractà temes d'estètica a la seva principal obra, El món com a voluntat i representación (1819) –especialment al seu tercer llibre, dedicat a la teoria de l'art–. Per Schopenhauer el món és una «representació», una xarxa de fenòmens que és el «vel de Maia», engany i aparença, ordenat conforme a l'espai, el temps i la causalitat. Però hi ha un substrat no fenomènic, no subjectat a l'espai ni al temps, i que a més és lliure, la «voluntat», que Schopenhauer identifica com la «cosa en si» kantiana. L'home té un accés privilegiat a aquest substrat: a més de percebre's externament, en l'àmbit fenomènic, com a cos («objecte immediat»), en l'autoconsciència es percep a si mateix, al seu interior més profund, com a «voluntat de viure». Malgrat tot, aquesta voluntat crea insatisfacció, el que produeix dolor; el plaer és tan sols un cessament temporal del dolor, i a ell ajuden lleument la filosofia i l'art –especialment la música–. Per superar el dolor l'única solució és la «superació de la voluntat de viure», la destrucció de l'ego, assolint un estat proper al nirvana budista –Schopenhauer estava molt influït per la filosofia oriental–.
Schopenhauer es va basar en l'idealisme platònic per la seva teoria de l'art, el qual no reflecteix la realitat fenomènica, sinó les «idees (platòniques)», no en quant objectes mentals sinó com «graus d'objectivació de la voluntat». L'art representa un cert consol davant el patiment de la consciència individual, davant un món on tot és il·lusori, aparent. L'art allibera del temps, de la voluntat de viure; davant de l'art «el món com a representació és l'únic que roman, i s'esvaeix el món com a voluntat». Identificà la creació artística com una forma, la més profunda, de coneixement –creia que l'art és complementari de la filosofia i l'ètica–. La consciència estètica és un estat de contemplació desinteressada, on les coses es mostren en la seva puresa més profunda. L'art parla en l'idioma de la intuïció, no de la reflexió. És una via per fugir de l'estat d'infelicitat propi de l'home, és la reconciliació entre voluntat i consciència, entre objecte i subjecte, assolint un estat de contemplació, de felicitat.
Richard Wagner recull l'ambivalència entre el sensible i l'espiritual de Schopenhauer: Tannhäuser és el prototip de personatge romàntic, que oscil·la entre l'amor terrenal i l'espiritual. A Òpera i drama (1851), Wagner planteja la idea de l'«obra d'art total» (Gesamtkunstwerk), on es faria una síntesi de la poesia, la paraula –element masculí–, amb la música –element femení–. Opina que el llenguatge primitiu seria vocàlic, mentre que la consonant fou un element racionalitzador; la introducció de la música a la paraula seria un retorn a la innocència primitiva del llenguatge.

#### Nietzsche

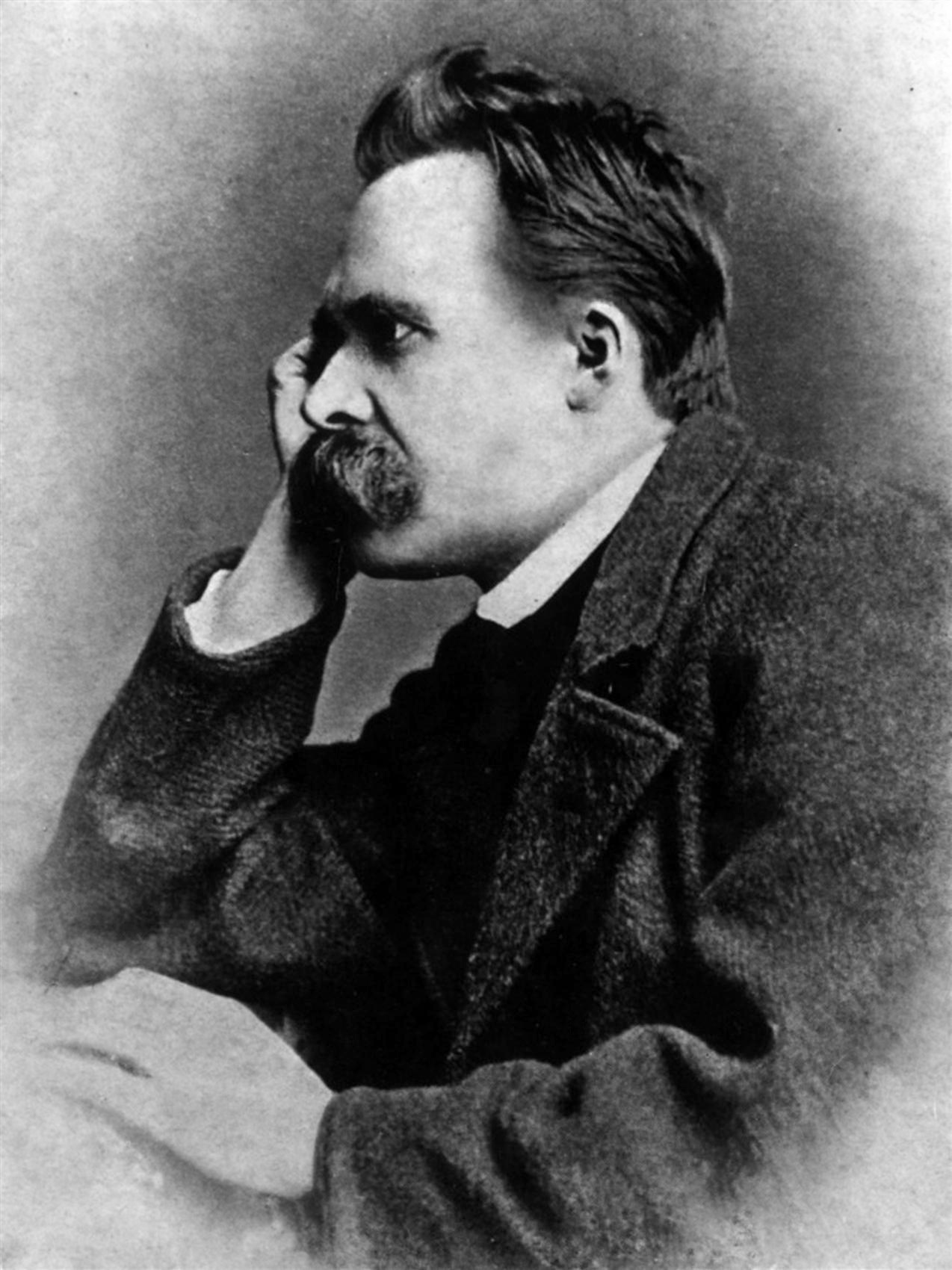
Friedrich Nietzsche.

Friedrich Wilhelm Nietzsche rebé en la seva joventut la influència de Wagner i Schopenhauer –als que posteriorment repudià–, mentre que a la seva maduresa estigué més influït per Stendhal, Bizet i Dostoievski. La filosofia de Nietzsche és vitalista, afirmant la voluntat de viure enfront de la repressió vital exercida pel cristianisme (la «moral dels senyors» envers la «moral dels esclaus»). Expressà les seveus idees a través de paràboles i aforismes d'estil metafòric, com la seva idea de l'«etern retorn» (ewige Wiederkunft), que prengué d'Heràclit, segons la qual la història es repeteix en cicles que se succeeixen indefinidament; però l'ésser humà pot intervenir en aquest procés, a través d'una «transmutació de tots els valors» (Umwertung aller Werte), que li porta a la figura del «superhome» (Übermensch), aquella persona que accepta els seus impulsos vitals, la vida en tota la seva plenitud, basada en la «voluntat de poder», i que forja la seva pròpia moral, «més enllà del bé i del mal».
L'estètica nietzscheana es caracteritza per la seva oposició a la moral cristiana, que per a ell suposa una negació de la vida, així com a l'intel·lectualisme logicista que, partint de Sòcrates, impregna tota la filosofia occidental. Una de les seves primeres obres en el terreny de l'estètica fou El naixement de la tragèdia en l'esperit de la música (1872), on defensà la tragèdia com quelcom lúdic, alegre, un «consol metafísic». Estudiant la tragèdia grega, establí que és una combinació de l'esperit apol·lini i el dionisíac: Apol·lo és el geni del principium individuationis, el que dona les representacions de la vida –vinculat a les arts plàstiques–; Dionís representa la disgregació, la superació de la individualitat, l'exaltació mística –vinculat a la música–. La seva proposta de tragèdia és dionisíaca, afirmant que el mite tràgic s'ha anat perdent des de Sòcrates –creador del pensament lògic–, i que ara s'ha de recuperar-lo. Malgrat això, a la seva obra inacabada La filosofia en l'època de la tragèdia grega es donà compte que no es pot recuperar l'esperit tràgic grec, ja que seria substituir una religió per altra, pel que proposà la compenetració entre Dionís i Apol·lo, per a cercar l'equilibri.
Posteriorment, després de la seva ruptura amb Wagner per compondre una òpera «cristiana» (Parsifal), retornà a Humà, massa humà (1878), Aurora i La gaia ciència al pensament il·lustrat, elogiant a Voltaire i elaborant una estètica antiromàntica i antigermànica, tot el contrari al defensat per Wagner. Defensa llavors el més rigorós classicisme, la simplicitat, la simetria, l'ordre, tot el que representa l'art apol·lini, enfront de qualsevol tipus de recarregament o exageració. Enfront de l'artista com a geni contraposa l'artista com a creador, l'art com a fruit d'un treball i d'una preparació, responent a criteris d'estil. Malgrat tot, a les seves darreres obres –després d'Així parlà Zaratustra– retornà al seu concepte del dionisíac: jutja l'art modern com decadent, aplicant a l'art conceptes fisiològics de salut i malaltia. L'art autèntic serà el que embriaga, el que arrasa per la seva força i comporta un sentiment de plenitud. A El capvespre dels ídols (1888) distingí dos tipus d'«embriaguesa»: la de les arts plàstiques o èpiques, que són visionàries, i la de la música, que és emotiva.
En darrer lloc, a La voluntat de poder (1901, no conclòs), sintetitzà les seves reflexions sobre l'art, on aquesta voluntat es manifesta com el «gran estil» artístic, que és l'afirmació de la vida fins al seu vessant més tràgic, és l'assimilació de les passions, dels errors de la vida, és acceptar el món tal com és. És la forma més alta del pathos tràgic, és dir sí a la vida fins als seus problemes més estranys i profunds. Per Nietzsche, l'art és el gran estimulant de la vida, l'obra d'art és l'únic que consola del patiment de viure. La creació artística és la mateixa força que l'acte sexual, és la mateixa noció de bellesa. Nietzsche opinava que la bellesa no és una substància metafísica, no hi ha una bellesa «en si»; la bellesa i la lletjor són relatives, depenen de cadascú. La bellesa és l'harmonització dels desitjos, tant bons com dolents.

### Esteticisme

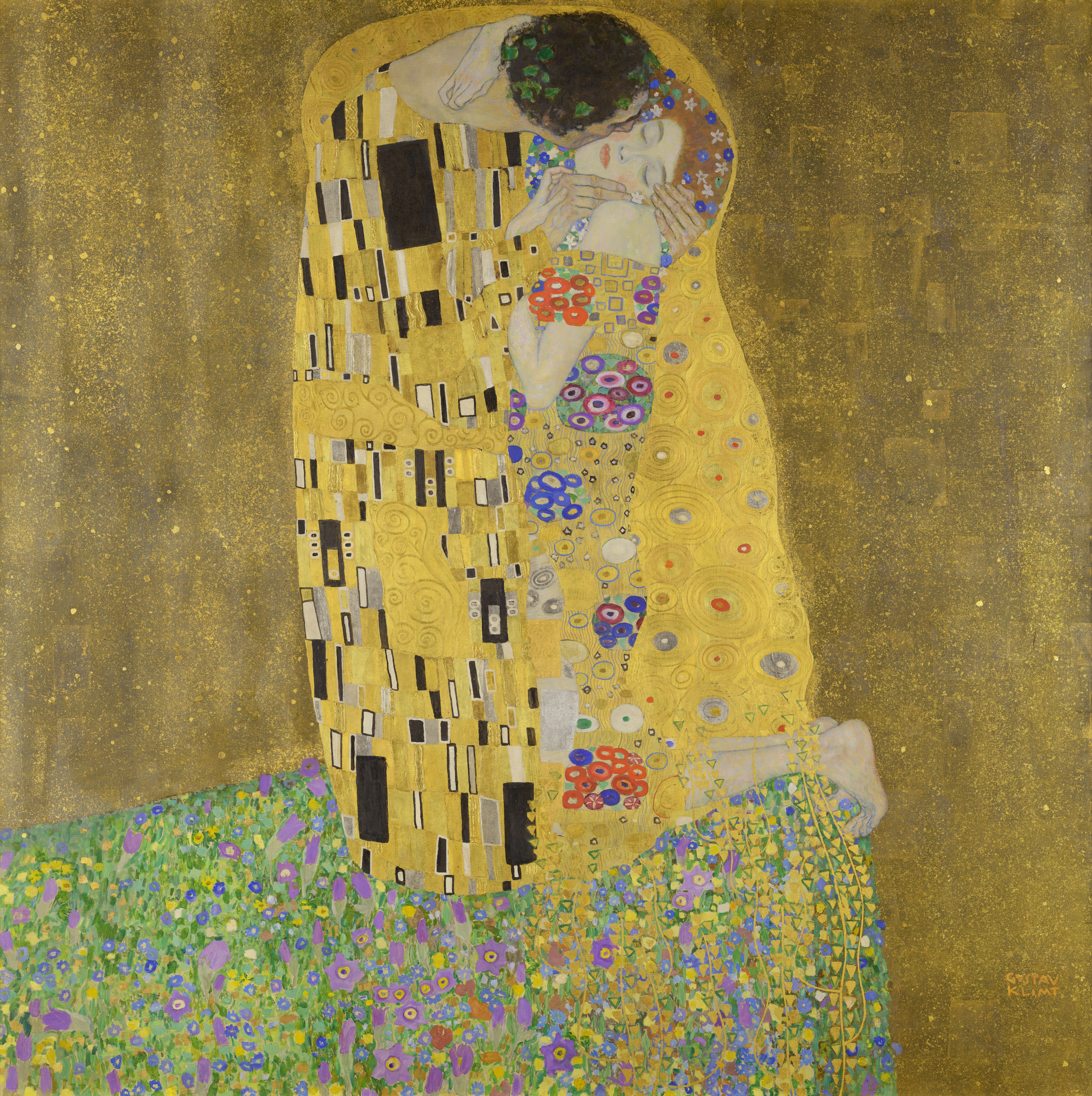
El petó, de Gustav Klimt.

L'esteticisme fou una reacció a l'utilitarisme imperant a l'època i a la lletjor i el materialisme de l'era industrial. Enfront d'això, sorgeix una tendància que atorga a l'art i a la bellesa una autonomia pròpia, sintetitzada en la fórmula de Théophile Gautier «l'art per l'art» (L'art pour l'art), arribant inclús a parlar-se de «religió estètica». Aquesta postura pretén aïllar a l'artista de la societat, buscant de forma autònoma la seva pròpia inspiració i deixant-se portar únicament per una recerca individual de la bellesa. Aquesta premissa partia, per una banda, de l'autonomia atorgada a l'estètica per Kant i, per altra, de l'obra d'escriptors romàntics com Tieck i Wackenroder. La bellesa s'allunya de qualsevol component moral, convertint-se en la fi última de l'artista, que arriba a viure la seva pròpia vida com una obra d'art –com es pot veure a la figura del dandi–. Es duu la sensibilitat romàntica a l'exageració, sobretot en el gust pel morbós i terrorífic, sorgint una «estètica del mal», apreciable en l'atracció pel satanisme, la màgia i els fenòmens paranormals, o la fascinació pel vici i les desviacions sexuals. L'esteticisme influí al prerafaelisme i al simbolisme francès, i fou predecessor del modernisme.
Un dels teòrics del moviment fou Walter Pater, que influí al denominat decadentisme anglès, establint a les seves obres que l'artista ha de viure la vida intensament, seguint com a ideal la bellesa. Per a Pater, l'art és «el cercle màgic de l'existència», un món aïllat i autònom posat al servei del plaer, elaborant una autèntica metafísica de la bellesa. Posteriorment, autors com James McNeill Whistler, Oscar Wilde, Algernon Charles Swinburne i Stéphane Mallarmé desenvoluparen aquesta tendència fins a un elevat grau de refinament basat únicament en la sensibilitat de l'artista. Edgar Allan Poe elaborà als seus relats un concepte de la bellesa com a qualitat autònoma, donant primacia a la imaginació i l'originalitat. A "El principi poètic" (1848), Poe nega la intenció moral a l'obra d'art, així com el seu caràcter didàctic, defensant els elements fantàstics com a principals creadors de l'esteticitat de l'art. Per a Poe, així com la intel·ligència s'ocupa de la veritat i la moral del deure, és el gust el que ha d'ocupar-se de la bellesa, gust que concep com a facultat autònoma que té les seves pròpies lleis.
| «                                     | Un instint immortal, profundament arrelat a l'esperit de l'home, és d'aquesta mena, dit sense giravoltes, un sentit del Bell. | » |
| — Edgar Allan Poe, El principi poètic | |   |

Per altra banda, Charles Baudelaire fou un dels primers autors que analitzaren la relació de l'art amb l'acabada de sorgir era industrial, prefigurant la noció de «bellesa moderna»: no existeix la bellesa eterna i absoluta, sinó que cada concepte del bell té quelcom d'etern i quelcom de transitori, quelcom d'absolut i quelcom de particular. La bellesa ve de la passió i, en tenir cadascú la seva passió particular, també té el seu propi concepte de bellesa. En la seva relació amb l'art, la bellesa expressa per una banda una idea «eternament subsistent», que seria l'«ànima de l'art», i per altra un component relatiu i circumstancial, que és el «cos de l'art». Així, la dualitat de l'art és expressió de la dualitat de l'home, de la seva aspiració a una felicitat ideal enfrontada a les passions que li mouen cap a ella. Enfront de la meitat eterna, ancorada en l'art clàssic antic, Baudelaire veu a la meitat relativa l'art modern, els signes distintius del qual són la transitorietat, la fugacitat, l'efímer i canviant –sintetitzats en la moda–. Baudelaire té un concepte neoplatònic de bellesa, que és l'aspiració humana cap a un ideal superior, accessible a través de l'art. L'artista és l'«heroi de la modernitat», del que la principal qualitat és la malenconia, que és l'anhel de la bellesa ideal.

### Estètica sociològica

L'Àngelus, de Jean-François Millet.

Els canvis socials produïts per la Revolució Francesa i la Revolució Industrial, tant en l'àmbit polític com econòmic, portaren als filòsofs a replantejar-se la relació de l'home amb la societat. Així va sorgir la sociologia de l'art, ciència fonamentada en els principis metodològics del positivisme que considera a l'artista com a part indissoluble de la societat, essent l'obra artística un fidel reflex dels condicionaments socials que envolten a l'artista. Hippolyte-Adolphe Taine, a la seva Filosofia de l'art (1865-1869), aplica a l'art un determinisme basat en la raça, el medi i l'època (race, milieu, moment). Per a Taine, l'estètica, la «ciència de l'art», opera com qualsevol altra disciplina científica, basant-se en paràmetres racionals i empírics. Jean Marie Guyau, a Els problemes de l'estètica contemporània (1884) i L'art des del punt de vista sociològic (1888), planteja una visió evolucionista de l'art, afirmant que l'art està en la vida, i que evoluciona com aquesta; i igual que la vida de l'ésser humà està organitzada socialment, l'art deu ser reflex de la societat.
L'estètica sociològica tingué una gran vinculació amb el realisme i amb moviments polítics d'esquerra, especialment el socialisme utòpic: autors com Henri de Saint-Simon, Charles Fourier i Pierre-Joseph Proudhon defensaren la funció social de l'art, que contribueix al desenvolupament de la societat, lligant bellesa i utilitat en un conjunt harmònic. Per altra banda, al Regne Unit, l'obra de teòrics com John Ruskin i William Morris aportà una visió funcionalista de l'art: a Les pedres de Venècia (1851-1856) Ruskin denuncia la destrucció de la bellesa i la vulgarització de l'art duta a terme per la societat industrial, així com la degradació de la classe obrera, defensant la funció social de l'art. A L'art del poble (1879) demana canvis radicals a l'economia i la societat, reclamant un art «fet pel poble i per al poble». Per la seva banda, Morris –fundador del moviment Arts & Crafts– defensa un art funcional, pràctic, que satisfaci necessitats materials i no tan sols espirituals. A Escrits estètics (1882-1884) i Els fins de l'art (1887) defensa un concepte d'art utilitari però allunyat de sistemes de producció excessivament tecnificats, pròxim a un concepte del socialisme proper al corporativisme medieval.
L'obra de Ruskin i Morris coincideix amb l'època victoriana, on l'art, principalment subvencionat per la nova classe emergent, la burgesia, cobra un nou valor relacionat amb l'ostentació, amb el reflex de l'estatus social, el que implica un factor comercial que provocarà la mercantilització de l'art al segle xx i l'auge de les galeries d'art, que es convertiran en centres difusors de noves tendències. Tanmateix, amb l'Art Nouveau surt una revalorització de l'aspecte ornamental de l'art i la importància del disseny, el que comporta un gran augment de les arts decoratives, com el mosaic, el vitrall, l'orfebreria, l'ebenisteria, la forja de ferro, la joieria, la ceràmica, etc. En aquest ambient, el concepte de bellesa és més funcional que purament estètic, i depèn de criteris industrials, com la qualitat i la producció en massa.
Per altra banda, la funció de l'art fou qüestionada per l'escriptor rus Lev Tolstoi: a Què és l'art? (1898) es planteja la justificació social de l'art, argumentant que essent l'art una forma de comunicació tan sols pot ser vàlid si les emocions que transmet poden ser compartides per tots els homes. Per a Tolstoi, l'única justificació vàlida és la contribució de l'art a la fraternitat humana: una obra d'art tan sols pot tenir valor social quan transmet valors de fraternitat, és a dir, emocions que impulsen a la unificació dels pobles.

### Estètica psicològica

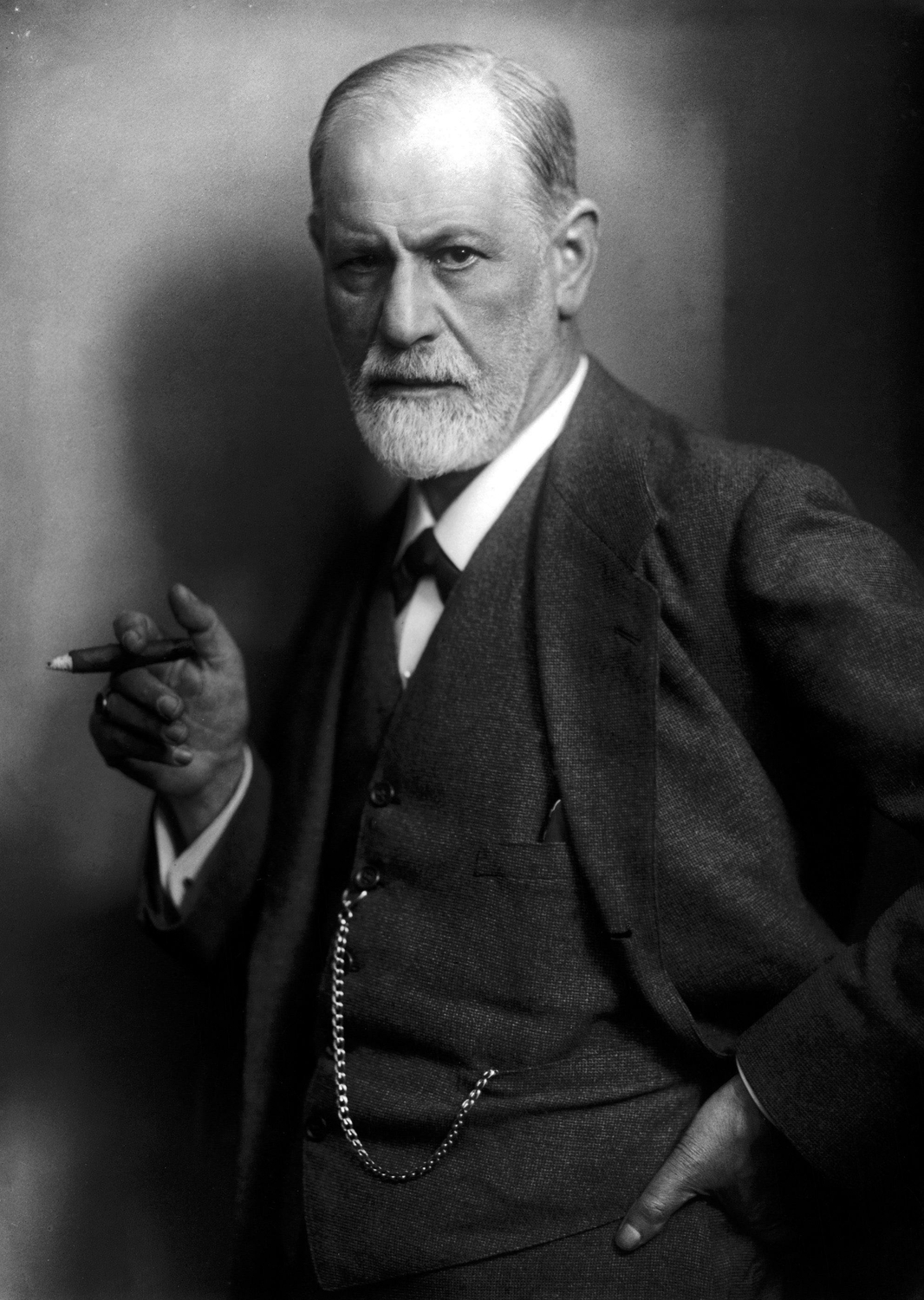
Sigmund Freud

Amb l'equiparació de les ciències de l'esperit amb les ciències de la natura efectuada pel positivisme, neix l'estètica psicològica o psicologia de l'art. Gustav Theodor Fechner fou un dels primers investigadors que introduí l'experimentació en psicologia, afirmant que l'esperit és reflex de la natura. A Estètica experimental (1871-1876) intenta assentar les bases d'uns principis científics aplicables a l'art, amb una concepció neoplatònica derivada del concepte metafísic de què “tot és un”. Per a Fechner, els objectes estètics (imatges, sons) evoquen records o impressions que a través del seu reconeixement estimulen la nostra afinitat amb l'objecte artístic.
Theodor Lipps formulà a Estètica (1903-1906) la seva teoria de l'empatia estètica (Einfühlung), com un procés d'afinitat entre objecte i subjecte, on aquest es reconeix a si mateix i se solidaritza amb ell, en un procés deductiu que permet al subjecte trobar un coneixement de si mateix que fins a aquell moment ignorava.
| «                         | Empatia significa que, en la mesura en què jo aprehenc un objecte, en aquest objecte –tal com existeix per a mi– experimento com a pertanyent a ell una activitat meva o una forma d'explicar-se el meu propi jo. | » |
| — Theodor Lipps, Estètica | |   |

Sigmund Freud, d'actitud positivista, defensa la ciència sobre l'art. Recollí les idees de l'inconscient de Schopenhauer i Nietzsche, intentant salvar el «jo» i establint un model basat en l'equilibri de la raó i la passió, al cop que revaloritza el món de les pulsions fisiològiques. Contraposa «principi de plaer» contra «principi de realitat», on el primer seria el nen i el segond l'adult. Divideix la personalitat en conscient, preconscient i inconscient: el preconscient es pot recuperar amb l'associació d'idees, mentre que l'inconscient és allò que està reprimit, tant individualment com socialment. Afirma que hi ha dos tipus de realitat: una vertadera, objectiva (Wierklichkeit), i altra assumida, construïda (Realität), és a dir, una conscient i altra psíquica. Freud introduí una nova categoria estètica, el «sinistre» (Unheinlich), variació del sublim amb connotacions més negatives, ja que es basa en l'angúnia, en la por. Per a Freud el sinistre és el més profundament humà, és «l'etern retorn de l'idèntic no deliberat». El sinistre es troba en tota obra d'art, que és reflex del més profund de l'home.
A La interpretació dels somnis (1900) introduí els conceptes de «contingut manifest» i «contingut latent» dels somnis, que interpretà com una realització de desitjos inconscients. Freud aplicà la psicoanàlisi a l'art (Un record infantil de Leonardo Da Vinci, 1910), la societat (Tòtem i tabú, 1913), la cultura (El malestar a la cultura, 1930) i la religió (Moisès i el monoteisme, 1939). Per a Freud, l'art seria una de les formes de representar un desig, una pulsió reprimida, de forma sublimada. L'origen del sentiment estètico –la bellesa– és el mateix que del desig eròtic. Opina que l'artista és una figura narcisista, propera al nen, que reflecteix a l'art els seus desitjos. Afirma que les obres artístiques poden ser estudiades com els somnis i les malalties mentals, amb la psicoanàlisi. El seu mètode és semiòtic, estudia els símbols, opinant que una obra d'art és un símbol. Però com és el símbol el que fa la cosa simbolitzada, s'ha d'estudiar l'obra d'art per a arribar a l'origen creatiu de l'obra.
Carl Gustav Jung relacionà la psicologia amb diverses disciplines com la filosofia, la sociologia, la religió, la mitologia, la literatura i l'art. A Contribucions a la psicologia analítica (1928), suggereix que els elements simbòlics presents a l'art són «imatges primordials» o «arquetips», que estan presents de forma innata al «subconscient col·lectiu» de l'ésser humà. Jung influí al surrealisme i a l'expressionisme abstracte.

### Estètica cultural

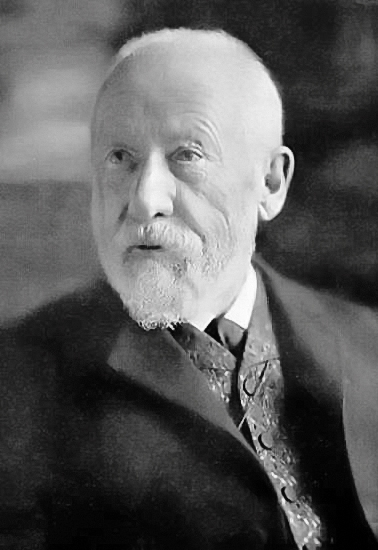
Wilhelm Dilthey

A finals del segle xix, principalment a Alemanya, surt una tendència a estudiar la filosofia –així com la història, l'art, i altres ciències socials– des del punt de vista de la cultura, utilitzant com a eina metodològica la interpretació crítica. Influïts per l'idealisme, el romanticisme i el neokantisme, són autors que, al viure en una època on resultava patent la crisi de valors objectius, recorren a l'estudi de la història (historicisme) i de la cultura per a poder analitzar el present.
Un dels seus màxims representants, Wilhelm Dilthey, es dedicà a les «ciències de l'esperit», formulant una teoria sobre la unitat entre art i vida. Prefigurant l'art d'avantguarda, Dilthey ja albirava a finals del segle xix com l'art s'allunyava de les regles acadèmiques, i com cobrava cada cop major importància la funció del públic, que té el poder d'ignorar o enaltir l'obra d'un artista determinat. Troba en tot això una «anarquia del gust», que imputa a un canvi social d'interpretació de la realitat, però que percep com a transitori, essent necessari trobar «una relació sana entre el pensament estètic i l'art». Així, ofereix com a salvació de l'art les ciències de l'esperit, especialment la psicologia: la creació artística deu poder analitzar-se sota el prisma de la interpretació psicològica de la fantasia. A Vida i poesia (1905) presenta la poesia com a expressió de la vida, com a «vivència» (Erlebnis) que reflecteix la realitat externa de la vida. La creació artística té doncs com a funció intensificar la nostra visió del món exterior, presentant-lo com un conjunt coherent i ple de sentit.
Georg Simmel formulà una teoria de la modernitat que, des d'un punt de vista sociològic, atorgava un paper rellevant a l'art: analitzant l'evolució cultural des d'una perspectiva d'influència marxista però matisada per un cert vitalisme, percep a l'evolució de l'esperit humà una constant creació de formes culturals que, un cop generades, produeixen formes objectives de naturalesa autònoma que tendeixen a perpetuar-se en el temps. Així, la cultura presenta una dualitat d'origen: l'ànima subjectiva i el producte objectiu. Simmel percep a l'art d'avantguarda una disparitat entre subjectivitat i objectivitat, pel que l'art deixa de ser unitari i harmònic per a ser fragmentari i caòtic.

## Segle XX

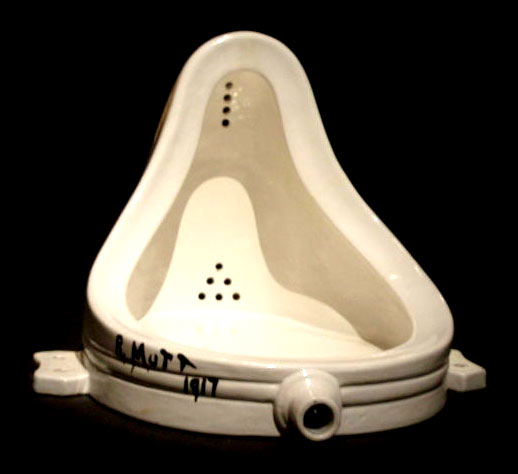
Font, de Marcel Duchamp. El suposa una pèrdua del concepte de bellesa clàssica per a aconseguir més efecte en el diàleg artista-espectador.

L'estètica contemporània ha presentat una gran diversitat de tendències, en paral·lel a l'atomització d'estils produïda a l'art del segle xx. Tant l'estètica com l'art actuals reflecteixen idees culturals i filosòfiques que es foren gestant al canvi de segle XIX-XX, en molts casos contradictòries: la superació de les idees racionalistes de la Il·lustració i el pas a conceptes més subjectius i individuals, partint del moviment romàntic i cristal·litzant en l'obra d'autors com Kierkegaard i Nietzsche, suposen una ruptura amb la tradició i un rebuig de la bellesa clàssica. El concepte de realitat és qüestionat per les noves teories científiques: la subjectivitat del temps (Bergson), la relativitat d'Einstein, la mecànica quàntica, la teoria de la psicoanàlisi de Freud, etc. Per altra banda, les noves tecnologies fan que l'art canviï de funció, ja que la fotografia i el cinema ja s'encarreguen de plasmar la realitat. Tots aquests factors produeixen la gènesi de l'art abstracte, l'artista ja no intenta reflectir la realitat, sinó el seu món interior, expressar els seus sentiments. També cal valorar la progressiva disminució de l'analfabetisme, ja que antigament, al no saber llegir la gent, l'art gràfic era el millor mitjà per a la transmissió del coneixement –sobretot religiós–, funció que ja no és necessària al segle xx.
Els moviments d'avantguarda pretenen integrar l'art en la societat, cercant una major interrelació artista-espectador, ja que és aquest últim el que interpreta l'obra, podent descobrir significats que l'artista ni coneixia. És el que Umberto Eco denominà «obra oberta»: una obra que expressa amb major llibertat la concepció de l'artista, però que al mateix cop estableix un diàleg amb l'espectador, en tenir un nombre il·limitat d'interpretacions. De vegades l'art està més en la visió que li atorga l'espectador que no en el seu propi procés productiu, com als ready-made de Marcel Duchamp.
L'art contemporani està íntimament lligat a la societat, a l'evolució dels conceptes socials, com el mecanicisme i la desvalorització del temps i la bellesa. És un art que destaca per la seva instantaneïtat, necessita poc temps de percepció. El kitsch, la nova categoria estètica sorgida al segle xx, és l'essència de la lletjor, una còpia d'un objecte clàssic sotmesa a retocs i exigències de la mediocritat; és consumista, efímer, mecànic. Altra nova categoria és el camp, aquella sensibilitat estètica basada en el mal gust, en comportaments exagerats, afectats, teatrals o efeminats, que transforma elements culturals originalment seriosos en objectes frívols, insubstancials, on es valora l'artifici, la mediocritat, l'ostentació.
L'art actual té oscil·lacions contínues del gust, canvia simultàniament: així com l'art clàssic se sustentava sobre una metafísica d'idees immutables, l'actual, d'arrel kantiana, troba gust en la consciència social de plaer (cultura de masses). En una societat més materialista, més consumista, l'art es dirigeix als sentits, no a l'intel·lecte. Cobra especial rellevància el concepte de moda, una combinació entre la rapidesa de les comunicacions i l'aspecte consumista de la civilització actual. La velocitat de consum desgasta l'obra d'art, fent oscil·lar el gust, que perd universalitat, predominant els gustos personals. Les últimes tendències artístiques perden inclús l'interès per l'objecte artístic: l'art tradicional era un art d'objecte, l'actual de concepte. Hi ha una revalorització de l'art actiu, de l'acció, de la manifestació espontània, efímera, de l'art no comercial (art conceptual, happening, environment).

### Formalisme

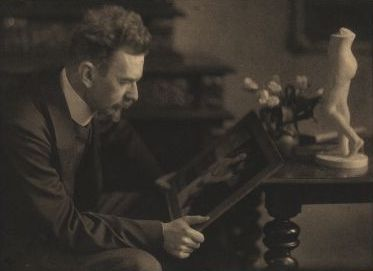
Heinrich Wölfflin.

El formalisme defensa l'estudi de l'art a partir de l'estil, aplicant una metodologia evolucionista que atorga a l'art una autonomia allunyada de qualsevol consideració filosòfica, rebutjant l'estètica romàntica i l'idealisme hegelià, i apropant-se al neokantisme. El seu principal teòric fou Heinrich Wölfflin, considerat el pare de la moderna història de l'art. Aplica a l'art criteris científics, com l'estudi psicològic o el mètode comparatiu: defineix els estils per les diferències estructurals inherents a aquests, com argumenta a la seva obra Conceptes fonamentals de la Història de l'Art (1915). Wölfflin no atorga importància a les biografies dels artistes, defensant en canvi la idea de nacionalitat, d'escoles artístiques i estils nacionals. Les teories de Wölfflin foren continuades per la denominada Escola de Viena, amb autors com Alois Riegl, Max Dvořák, Hans Sedlmayr i Otto Pächt.
Per altra banda, Alois Riegl fou el creador del concepte de Kunstwollen (en alemany «voluntat artística»), una força de l'esperit humà que fa néixer afinitats formals dins d'una mateixa època, en totes les seves manifestacions culturals. Aquesta «voluntat artística» està condicionada per la «visió del món» (Weltanschauung), fruit de la religió i del pensament científic fonamental. Per Riegl, la història de l'art és una història de l'«esperit de l'art», una successió d'estils i una superposició d'aquests sobre la consciència cultural del moment. La història de l'art, per tant, és entesa per la variació d'estils, en funció d'estructures simbòliques, del seu ús dins de la col·lectivitat, o de la seva funció estètica lligada a la qüestió del coneixement.

### Iconologia
La iconologia centra els seus estudis en la simbologia de l'art, en el significat de l'obra artística. A través de l'estudi d'imatges, emblemes, al·legories i altres elements de significació visual pretenen esclarir el missatge que l'artista pretengué transmetre a la seva obra, estudiant la imatge des de postulats mitològics, religiosos o històrics, o de qualsevol índole semàntica present en qualsevol estil artístic. Així com la iconografia té per finalitat la simple descripció d'imatges, la iconologia les estudia en tots els seus aspectes, les compara i les classifica, arribant inclús a formular lleis o regles per a conèixer la seva antiguitat i diversos significats i interpretacions. Els principals teòrics d'aquest moviment foren Erwin Panofsky, Aby Warburg, Ernst Gombrich i Fritz Saxl.
Erwin Panofsky estudià amb igual cura l'art antic, medieval i renaixentista, intentant trobar un segell distintiu comú en les seves expressions iconogràfiques, per fomentar la seva teoria de la cultura occidental com un complex entramat de símbols interrelacionats. En oposició al formalisme, defensà la relació de l'art amb l'estrat cultural i el sentiment espiritual de cada època, postulant un sistema metodològic que considera la història de l'art com una ciència interdisciplinària. Per Panofsky, una obra d'art és un objecte elaborat per l'ésser humà quina finalitat és l'experiència estètica. Per la seva banda, Ernst Gombrich postulà que l'impuls artístic és inherent a l'ésser humà, sense necessitat de cap justificació, sigui històrica, filosòfica o psicològica, relacionant aquest impuls amb el plaer que l'art suscita en la nostra ment. Per Gombrich, l'art no té essència ni definició, però no importa, l'únic definible és la sensació que provoca en nosaltres. Tan sols es pot estudiar a través dels mecanismes mentals que ho produeixen, de l'anàlisi de la més profunda naturalesa humana, no determinada ni per les lleis naturals ni per aspectes culturals o socials, sinó per la interrelació de tots ells.

### Neoidealisme
Benedetto Croce, a la seva Filosofia de l'esperit (1902), defineix l'estètica com a «ciència de les imatges», del coneixement basat en la intuïció, en contraposició al coneixement dels conceptes present a la lògica. Per a Croce, a la nostra consciència trobem «impressions», dades sensorials que en clarificar-se es converteixen en «intuïcions». Aquest procés el denomina «expressar», que equival a crear art, establint la fórmula «intuïció = expressió». Així, l'art és un procés on una impressió s'intueix per a formar una expressió. De forma anàloga, però atorgant-li altre sentit, Henri Bergson també parla d'«intuïció»: a Introducció a la metafísica (1903) afirma que la intuïció –l'«instint fet autoconscient»– ens permet assolir la realitat (élan vital), que és deformada pel nostre intel·lecte.
Vassili Kandinski fou un dels principals promotors de l'art d'avantguarda, essent pioner de l'art abstracte amb les seves «impressions», «improvisacions» i «composicions», on atorga especial rellevància al color i les formes pures, així com la significació de l'expressió artística. A De l'espiritual en l'art (1911) expressa un concepte místic de l'art, amb influència de la teosofia i la filosofia oriental: l'art és expressió de l'esperit, essent-ne les formes artístiques un reflex. Com al món de les idees de Plató, les formes i sons connecten amb el món espiritual a través de la sensibilitat, de la percepció. Per a Kandinski, l'art és un llenguatge universal, accessible a qualsevol ésser humà.
| «                                              | Bell és el que brota de la necessitat anímica interior. Bell és el que és interiorment bell. | » |
| — Vassili Kandinski, D'allò espiritual a l'art |                                                                                              |   |

### Marxisme

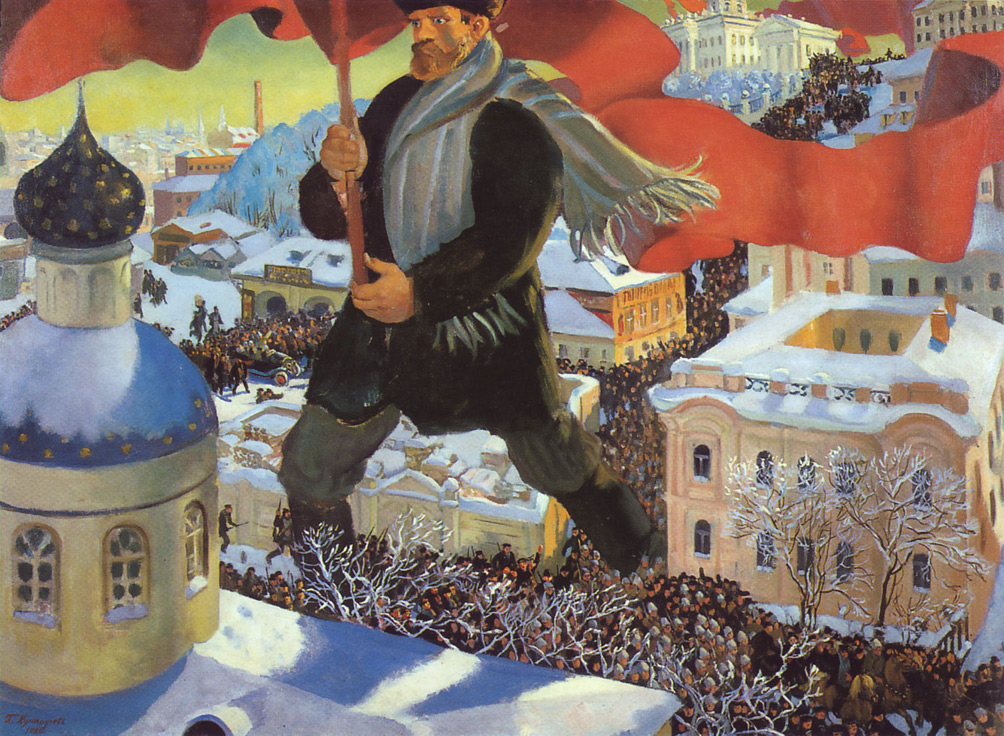
Boris Kustodiev: Bolxevic, Galeria Tretiakov, Moscou.

La teoria del materialisme dialèctic formulada al segle xix per Marx i Engels tingué derivacions estètiques al segle xx, sobretot a Rússia. De l'obra de Marx es desprenia que l'art és una «superestructura» cultural determinada per les condicions socials i econòmiques de l'ésser humà. Per als marxistes l'art és reflex de la realitat social, si bé el mateix Marx no veia una correspondència directa entre una societat determinada i l'art que produeix. Després de la Revolució Soviètica l'art, emmarcat en el realisme socialista, fou estandarditzat en uns paràmetres definits principalment per Maksim Gorki i Andrei Jdànov: l'artista ha de ser catalitzador de les forces socials, fomentant el procés revolucionari marxista.
Gueorgui Plekhànov fou el primer a intentar elaborar una estètica marxista. A Art i vida social (1912) formulà una estètica materialista que rebutjava l'«art per l'art», així com la individualitat de l'artista aliè a la societat que l'envolta. Per Plekhànov, «l'estètica no pot tenir altre fonament que la sociologia. El contingut i la forma de l'art estan determinats per les condicions objectives de l'evolució històrica».
Ernst Bloch fou un dels primers teòrics de l'art d'avantguarda que sorgia llavors a la societat occidental, principalment l'expressionisme alemany. A L'esperit de la utopia (1918) intenta revisar l'estudi de l'art per part de la filosofia com un conjunt compenetrat amb l'evolució històrica. Bloch defensa l'art no figuratiu, relacionant-lo amb una concepció utòpica de l'home com un destí no revelat però present de forma inconscient al més profund de l'ésser humà.
| «                                     | Si la tasca de la pintura fos posar-nos davant els ulls l'aire i la preciosa vastitud de l'espai i de tota la resta, més valdria anar a gaudir de tot allò directament i de franc. | » |
| — Ernst Bloch, L'esperit de la utopia | |   |

Per a György Lukács, en canvi, l'art d'avantguarda és reflex de l'«irracionalisme burgès». Influït per Dilthey i la seva distinció entre «ciències de la natura» i «ciències de l'esperit», aplica aquesta diferència per a establir una ontologia de l'art: si la ciència tracta «amb els fets i les seves connexions», l'art «ens ofereix ànimes i destins». Per a Lukács, l'art està ontològicament lligat a la veritat, a una veritat mítica perdurable en el rerefons de l'home durant mil·lennis. A Història i consciència de classe (1925) aplica la dialèctica marxista a l'art, concebint aquest com una estructura profunda i recurrent inherent a l'esdevenir històric al llarg del temps. L'art és així un fenomen mimètic que recull els aspectes més essencials i universals dels esdeveniments històrics. Per a Lukács, «l'art vertader representa sempre la totalitat de la vida humana».
Walter Benjamin incideix de nou en l'art d'avantguarda, que per a ell és «la culminació de la dialèctica de la modernitat», el final de l'intent totalitzador de l'art com a expressió del món circumdant. Intenta dilucidar el paper de l'art en la societat moderna, realitzant una anàlisi semiòtica en què l'art s'explica a través de signes que l'home intenta desxifrar sense un resultat aparentement satisfactori. Per a ell, la modernitat implica una fractura semiòtica que submergeix a l'home en la confusió, impel·lint-li al seu cop a una recerca de la veritat. Encara que aparentement l'art té una funció reconciliadora entre l'home i el món, la mateixa naturalesa artificial d'aquest fa que ens condueixi a falses premises de veritat. A L'obra d'art a l'època de la reproductibilitat tècnica (1936) analitza la forma com les noves tècniques de reproducció industrial de l'art poden fer variar el concepte d'aquest, en perdre el seu caràcter d'objecte únic i, per tant, el seu halo de reverència mítica; això obre noves vies de concebre l'art –inexplorades encara per a Benjamin– però que suposaran una relació més lliure i oberta amb l'obra d'art.
Theodor W. Adorno, com Benjamin pertanyent a l'Escola de Frankfurt, defensa l'art d'avantguarda com a reacció a l'excessiva tecnificació de la societat moderna. Contràriament al concepte estructural de Lukács, Adorno posa èmfasi en la forma artística, que per a ell és on es manifesta el contingut ideològic subjacent a l'art, si bé d'una forma distorsionada, com en un mirall trencat. A Teoria estètica (1970) afirma que l'art és reflex de les tendències culturals de la societat, però sense arribar a ser fidel reflex d'aquesta, ja que l'art representa l'inexistent, l'irreal; o, en tot cas, representa el que existeix però com a possibilitat de ser altra cosa, de transcendir. L'art és la «negació de la cosa», que a través d'aquesta negació la transcendeix, mostra el que no hi ha en ella de forma primigènia. És aparença, mentida, presentant l'inexistent com a existent, prometent que l'impossible és possible.
| «                                    | L'anhel inextinguible del bell, per al qual Plató, amb la frescor del que succeeix per primera vegada, trobà les paraules, és l'anhel del compliment de la promesa. | » |
| — Theodor W. Adorno, Teoria estètica | |   |

### Pragmatisme
El pragmatisme defensa la interrelació entre l'estètica i la cultura, integrades ambdues a l'esdevenir de la vida humana, essent fidel reflex de la natura. George Santayana, a La raó de l'art (1903), s'oposa a la separació entre art bell i art útil, distingint a les belles arts un doble paper de model i de part essencial de la vida cognoscitiva. Tanmateix, a El sentit de la bellesa (1896), realitza un estudi de l'art des d'un aspecte psicològic, afirmant que la bellesa és «plaer objectivat».
John Dewey, a Art com a experiència (1934), defineix l'art com a «culminació de la natura», defensant que la base de l'estètica és l'experiència sensorial. L'activitat artística és una conseqüència més de l'activitat natural de l'ésser humà, de qui la forma organitzativa depèn dels condicionaments ambientals en què es desenvolupa. Així, l'art és «expressió», on fins i mitjans es fusionen en una experiència agradable. Per a Dewey, l'art, com qualsevol activitat humana, implica iniciativa i creativitat, així com una interacció entre subjecte i objecte, entre l'home i les condicions materials en les quals desenvolupa la seva tasca. Atorga a l'art un sentit teleològic, essent la finalitat a la qual està destinada l'experiència humana la que li proporciona un valor intrínsec.

### Noucentisme
Moviment classicista sorgit com a reacció al modernisme, el noucentisme suposà un intent de renovació de la cultura catalana apropant-la a les innovacions produïdes al recentment estrenat segle xx. El seu principal teòric fou Eugeni d'Ors, fidel representant del concepte avantguardista de l'intel·lectual compromès amb les reformes socials. D'Ors connectà amb el pensament premodern –des de la Il·lustració fins a Hegel– que pretenia fer una anàlisi holística del món, explicar-ho en la seva totalitat, construint un sistema ideal ordenat i racional. Malgrat això, deixà la porta oberta a un cert grau de desordre, d'irracionalitat, que devia ser combatut mitjançant la intel·ligència, on la Veritat seria l'essència del coneixement, regenerant els valors humans, tant polítics com morals, filosòfics i estètics. Aquesta metafísica dorsiana es traduí en una teoria estètica on l'art té un paper fonamental com a principi reformador de la societat, essent la materialització de la seva visió idealitzada del món.
La reflexió estètica d'Ors fou la base de tot el seu sistema, reflectint-se a la seva moral i les seves teories filosòfiques sobre política i història. Les seves teories estètiques es mogueren entre un cert neoplatonisme i el simbolisme de finals del segle xix, amb influència ruskiniana en el seu concepte social de l'art. Per a d'Ors, l'art és un mecanisme per a comprendre el món i, tanmateix, reconstruir la història, oposant-se a l'autonomia de l'art i a la visió individual de l'artista –on es contraposa clarament al modernisme maragallià–. Així, enfront de «l'art per l'art» proposa una estètica essencialista, on l'art és un agent organitzador, que redueix la varietat fins a arribar a la unitat, donant forma al món. A través de l'art es pot ascendir de la realitat fenomènica a la realitat ideal, seguint la teoria platònica. Per a d'Ors, l'art representa conceptes donant forma a la varietat inherent a la natura, facilitant la construcció d'un ideal amb orientació moral i social, i per això es converteix en un instrument moralitzador, amb fins didàctics i reformadors. D'aquí el classicisme present a la teoria dorsiana: l'art és una racionalització i humanització de la natura, essent la representació figurativa la síntesi entre coneixement –actitud passiva– i pensament –actitud activa–. Des d'aquesta estètica classicista entén llavors l'obra d'art com a producte d'una època, que revela un substrat cultural, centrant-se en l'anàlisi figurativa per a desentranyar el sentit ontològic de l'obra d'art.

### Raciovitalisme

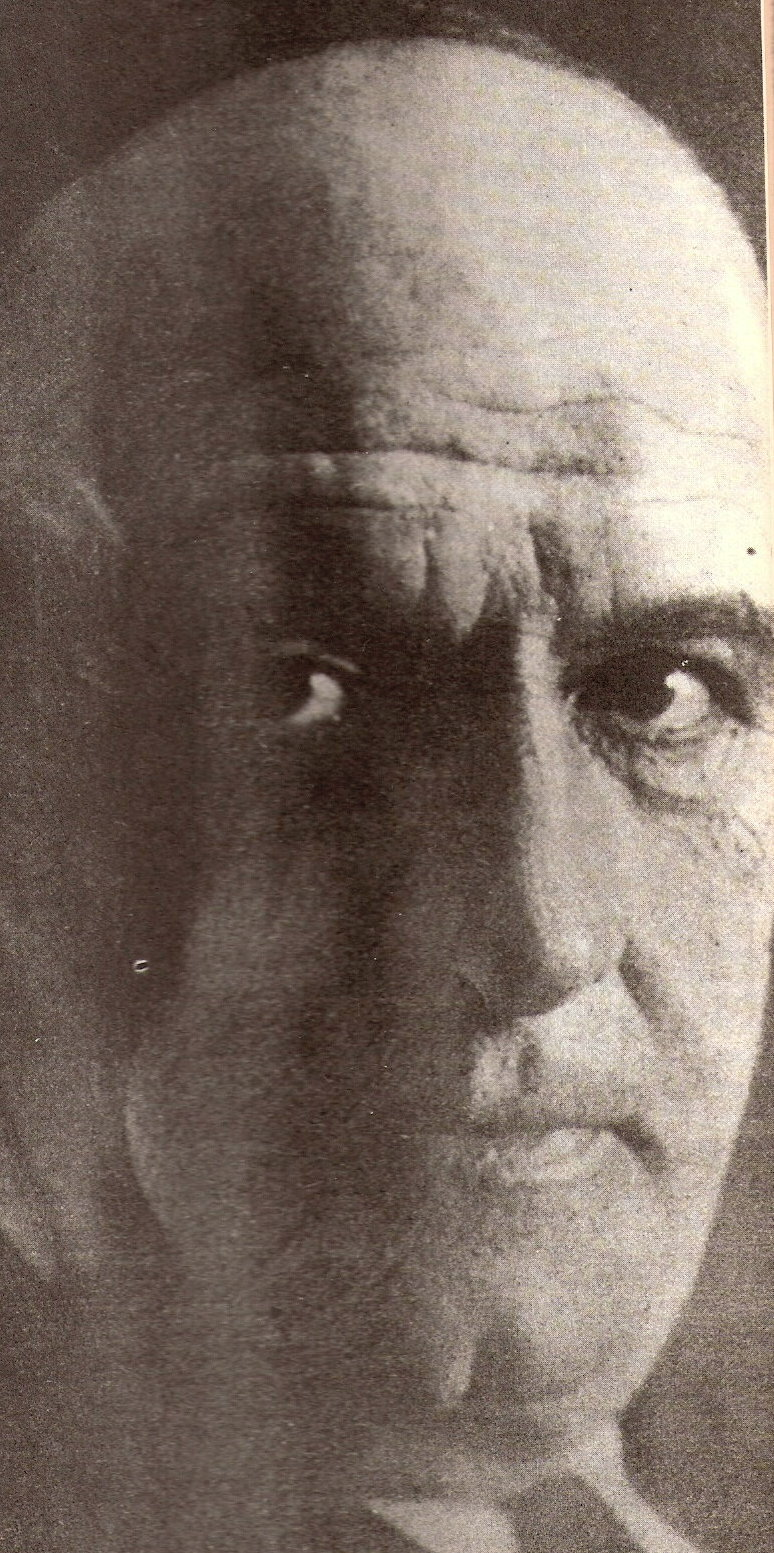
José Ortega y Gasset

José Ortega y Gasset fou creador d'un original sistema filosòfic basat en la «raó vital», que es fonamenta en la seva famosa frase: «jo sóc jo i la meva circumstància». A La deshumanització de l'art (1925) analitza l'art d'avantguarda des del concepte de «societat de masses», on el caràcter minoritari de l'art avantguardista produeix una elitització del públic consumidor d'art, reflectint un concepte nietzscheà de «moral gregària»: negant la igualtat entre els homes, posa una barrera entre els «homes egregis» i els «homes vulgars», convertint l'art en una aristocràcia del gust. Ortega aprecia a l'art una «deshumanització» deguda a la pèrdua de perspectiva històrica, és a dir, de no poder analitzar amb suficient distància crítica el substrat sociocultural que comporta l'art d'avantguarda. La pèrdua de l'element realista, imitatiu, que Ortega aprecia a l'art d'avantguarda, suposa una eliminació de l'element humà que estava present a l'art naturalista. Tanmateix, aquesta pèrdua del que és humà fa desaparèixer els referents en què estava basat l'art clàssic, suposant una ruptura entre l'art i el públic, i generant una nova forma de comprendre l'art que tan sols podran entendre els iniciats.
La percepció estètica de l'art deshumanitzat és la d'una nova sensibilitat basada no en l'afinitat sentimental –com es produïa amb l'art romàntic–, sinó en un cert distanciament, una apreciació de matisos. Aquesta separació entre art i humanitat suposa un intent de tornar a l'home a la vida, de rebaixar el concepte d'art com una activitat secundària de l'experiència humana. Ortega combat el realisme artístic, especialment les teories de Ruskin, del que diu que té «una concepció decorativa de la bellesa». En canvi, defensa la bellesa com una experiència «perillosa», ja que suposa una ruptura amb l'habitual relació que solem mantenir amb les coses.

### Empirisme lògic

El cub de Necker i el gerro de Rubin, dos exemples de psicologia visual de l'Escola de la Gestalt.

Durant el segle xx sorgeix una nova tendència empirista –l'empirisme lògic– que aborda la filosofia, per una banda, des d'una perspectiva positivista basada en la ciència empírica –que en el cas de l'estètica aborda principalment la psicologia– i, per altra, des del terreny de la metodologia, sintetitzada en l'anàlisi filosòfica. El primer vessant produeix una «estètica científica», aplicant a l'estètica la investigació psicològica; i el segon, una «estètica analítica», que se centra en el problema del llenguatge, especialment relacionat amb la crítica d'art, intentant establir una normativa quant al mètode de l'expressió artística.
L'estètica científica pren com a mètode la psicologia, si bé es diferencia de la psicoanàlisi freudiana en què, així com aquesta relaciona els estímuls externs amb l'inconscient de l'individu, a l'empirisme s'analitza l'objecte per se, estudiant l'art des de la perspectiva de la percepció visual. Aquest punt de vista fou elaborat per l'Escola de la Gestalt, que afirma que estem condicionats per la nostra cultura –en sentit antropològic–, que la cultura condiciona la nostra percepció. Prenen un punt de partida de l'obra de Karl Popper, qui afirma que a l'apreciació estètica hi ha un punt d'inseguretat («gust»), que no té base científica i no es pot generalitzar; portem una idea preconcebuda («hipòtesi prèvia»), que fa que trobem a l'objecte el que cerquem.
Segons la Gestalt, la ment configura, a través de certes lleis, els elements que arriben a ella a través dels canals sensorials (percepció) o de la memòria (pensament, intel·ligència i resolució de problemes). En la nostra experiència del medi ambient, aquesta configuració té un caràcter primari per sobre dels elements que la conformen, i la suma d'aquests últims per si sols no podria portar-nos, per tant, a la comprensió del funcionament mental. Es fonamenten en la noció d'estructura, entesa com un tot significatiu de relacions entre estímuls i respostes. Intenten entendre els fenòmens a la seva totalitat, sense separar els elements del conjunt, que formen una estructura integrada fora de la qual aquests elements no tindrien significació. Els seus principals exponents foren Rudolf Arnheim, Max Wertheimer, Wolfgang Köhler, Kurt Koffka i Kurt Lewin.
L'estètica analítica aborda el fenomen artístic des de la perspectiva del llenguatge, dilucidant els tradicionals objectes d'estudi de l'estètica –art, bellesa, gust– des de la perspectiva de l'anàlisi lingüística. La filosofia analítica té el seu origen en Ludwig Wittgenstein i el seu Tractatus logico-philosophicus (1921), on afirma que bona part dels problemes filosòfics no provenen de la realitat o la nostra percepció d'aquesta, sinó del llenguatge i la nostra forma d'expressar-nos. Es distancia així de la metafísica, defensant l'anàlisi lingüística com a mètode d'abordar les qüestions filosòfiques. L'estètica analítica rebutja l'idealisme de Croce, del que critiquen el seu llenguatge emfàtic i redundant, defensant un llenguatge senzill i racional, i postulant que no és necessària una teoria de l'art per a parlar d'art. Opinen que totes les teories han fallat a l'hora de definir l'art, ja que aquest no té definició, és un concepte obert. Els seus principals representants foren Moritz Weitz, Monroe Beardsley, Nelson Goodman i Arthur C. Danto.

### Semiòtica

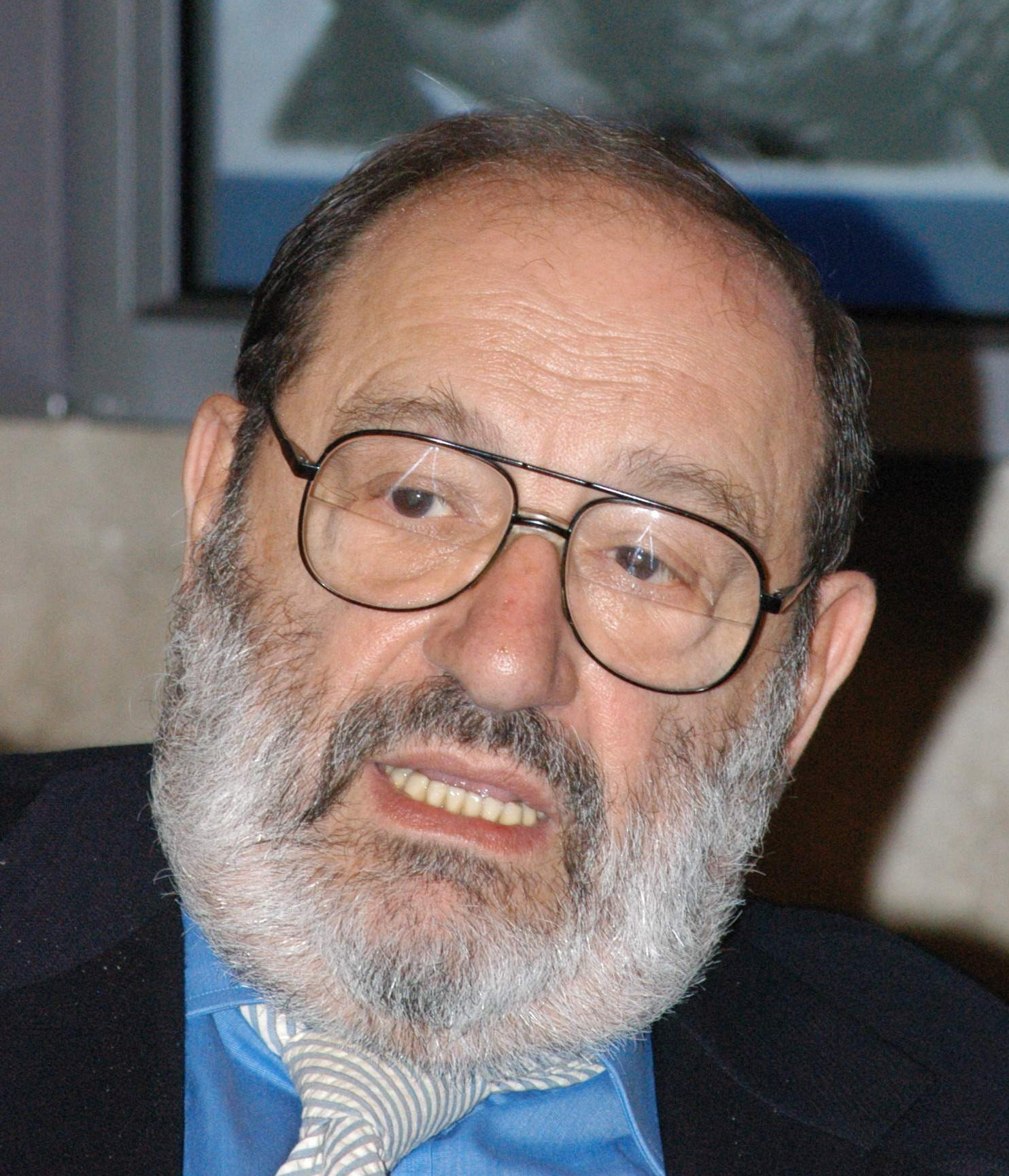
Umberto Eco

La filosofia contemporània s'ha preocupat àmpliament pel signe, l'anàlisi semiòtica. Igualment, l'interès de l'antropologia per la mitologia clàssica i primitiva ha comportat un creixent interès pels elements simbòlics de l'art. Ivor Armstrong Richards i Charles Kay Ogden, a El significat del significat (1923), distingiren al llenguatge dues funcions, l'«emotiva» i la «referencial». D'aquí dedueixen que la distinció entre llenguatge poètic i científic es troba en la consideració de la poesia com a llenguatge emotiu, d'on es desprèn que els judicis estètics són igualment emotius.
Ernst Cassirer realitzà un encomiable intent de sintetitzar aquestes teories en una sola formulació que denominà «antropologia filosòfica». A Filosofia de les formes simbòliques (1923-1929) elabora una teoria, d'arrel neokantiana, on defineix les grans «formes simbòliques» presents a la cultura: el llenguatge, el mite, l'art, la religió i la ciència. Així, l'home es troba determinat per aquestes formes, que són una representació de si mateix, pel que cadascuna d'elles suposa una distinta manera de concebre el món. La filosofia de Cassirer influí en Susanne K. Langer, que defineix a La filosofia en una nova clau (1942) l'art com a «símbol presentacional» o «aparença», que articula la vida emocional de l'ésser humà; i Wilbur Marshall Urban, que a Llenguatge i realitat (1939) definí els símbols estètics com «símbols intuïtius» de naturalesa reveladora.
Charles William Morris, a Fonaments de la teoria dels signes (1938), distingeix tres «formes primàries de discurs» (científica, tecnològica i estètica) basant-se en tres «funcions bàsiques»: la informativa –que expressa enunciats–, la performativa –que controla el comportament– i la valorativa –que ofereix valors–. Per tant, així com la ciència permet a l'ésser humà expressar de forma racional coneixements adquirits de la natura, i la tecnologia facilita una forma d'elaboració pràctica d'aquests coneixements, l'estètica proporciona a l'home la interpretació dels valors, siguin positius o negatius. Aquests valors ens són revelats a través de signes que percebem al llenguatge comunicatiu, que Morris denomina «icones», signes que contenen en si mateixos les propietats d'aquells objectes que descriuen. Per a Morris, l'art és un llenguatge, «el llenguatge per a la comunicació dels valors».
Luigi Pareyson, influït per Croce, elaborà a Estètica. Teoria de la formativitat (1954) una estètica hermenèutica, on l'art és interpretació de la veritat. Per a Pareyson, l'art és «formatiu», és a dir, expressa una forma de fer que, «al cop que fa, inventa la forma de fer». En altres paraules, no es basa en regles fixes, sinó que les defineix a mesura que s'elabora l'obra i les projecta en el moment de realitzar-la. Així, a la formativitat l'obra d'art no és un «resultat», sinó un «guany», on l'obra ha trobat la regla que la defineix específicament. L'art és tota aquella activitat que cerca una fi sense mitjans específics, devent trobar per a la seva realització un procés creatiu i innovador que doni resultats originals de caràcter inventiu.
Pareyson influí a la denominada Escola de Torí, que desenvolupà el seu concepte ontològic de l'art: Umberto Eco, a Obra oberta (1962), afirma que l'obra d'art tan sols existeix a la seva interpretació, a l'obertura de múltiples significats que pot tenir per a l'espectador; Gianni Vattimo, a Poesia i ontologia (1968), relaciona l'art amb l'ésser i, per tant, amb la veritat, ja que és a l'art on la veritat es mostra de forma més pura i reveladora.

### Fenomenologia
La fenomenologia, formulada per Edmund Husserl, posa èmfasi en l'autonomia de l'obra d'art, deslligant-la tant del mateix artista com de l'espectador, i cercant en l'obra qualitats objectives inherents a aquesta. Roman Ingarden, seguint les teories de Husserl, estudia a Fenomenologia de l'obra literària (1931) aquesta obra com a objecte intencional, distingint quatre «estrats» a la literatura: el so, el significat, el «món de l'obra» i els seus «aspectes esquematitzats». Fa una interpretació realista de la fenomenologia, opinant que l'art reflecteix la «realitat existencial», de forma complexa i estratificada però expressiva i harmònica.
Nicolai Hartmann concep l'art com l'elevació de l'element empíric cap a un pla més transcendental, en què sigui reflex d'un món ideal i simbòlic. L'artista transcendeix el món material, expressant de forma simbòlica els valors i significats de l'experiència empírica. Per a Hartmann l'art és intuïtiu, no deductiu, defensant un concepte mimètic de l'art: a través de la representació de la realitat, l'art evoca el món exterior a través d'una significació transcendent, és a dir, és la forma i no el seu significat la que ens arriba d'una forma transcendent.
Mikel Dufrenne analitza a Fenomenologia de l'experiència estètica (1953) la diferència entre els objectes estètics i el món circumdant, trobant que l'única diferència estreba en el «món expressat» de cada objecte, és a dir, la seva personalitat inherent. L'objecte estètic no posseeix cap valor per si mateix, sinó en l'acte subjectiu de la seva percepció per part de l'espectador. Tanmateix, deu ser percebut de forma intrínseca, separada del subjecte que el percep. L'obra d'art és un fidel reflex de la natura que l'origina, l'artista tan sols pot desvetllar-la partint de les seves qualitats intrínseques. Així, l'art expressa «el real en la seva veritat», és a dir, no a la seva forma física o a la que ho elaborem mentalment, sinó a l'essència de l'objecte que reprodueix.

### Existencialisme
L'existencialisme s'influencià de Kierkegaard, reflectint una filosofia de la vida de la qual el principal objecte d'estudi és l'existència, tant des de l'ontologia com de la relació de l'home amb el món que l'envolta. Martin Heidegger pretén enfrontar la filosofia a l'art, considerant l'estètica metafísica com una utopia, ja que l'art està en contínua transformació i no es pot aprehendre el seu concepte. Segons Heidegger, la metafísica redueix l'«ésser» a un objecte d'estudi, perdent la seva essència, trobant un «no ésser»; d'igual forma, l'estètica perd la noció de l'art en reduir-lo a objecte d'anàlisi. L'art no es pot entendre com a producte, com a objecte transmissor de valors i significats, sinó com un procés viu i obert, en contínua transformació i evolució, com a origen de múltiples processos de comunicació. A L'origen de l'obra d'art (1935) veu en el procés artístic la primacia de l'ésser respecte a l'existència, que es fa palesa en la impossibilitat del llenguatge d'anomenar l'ésser i la seva veritat. Per a Heidegger, la veritat és a la vegada revelació i ocultació, però, si és poetitzada, es converteix en «històrica»: la poesia aconsegueix unir la revelació i l'ocultació presents a la veritat, de forma que no aconsegueixen ni la filosofia ni la ciència. Al «fer-se història», la poesia –i l'art en general– reflecteixen de forma fidedigna la veritat i, per tant, l'«ésser».
Hans-Georg Gadamer també concep l'art com a reflex de la veritat, però no de la veritat històrica de Heidegger, sinó de la veritat intrínseca a la mateixa obra d'art, la veritat que genera l'obra com a obra en si. Per a Gadamer l'art és un «augment d'ésser», ja que la veritat de l'obra d'art és la veritat de l'ésser. A Veritat i mètode (1960) analitza l'art com a representació de la seva «forma d'ésser», fent una «ontologia de la imatge»: l'art no pot ser còpia, ja que aquesta perd la seva funció en ser identificat l'original; a la reproducció artística, representació i representat, model i imatge, estan interrelacionats, revelant-se a la cosa representada l'essència de la representació, en una «inseparabilitat ontològica» de la imatge que fa que aquesta «imposi el seu propi ésser per a fer ser el representat». La imatge estètica té així per a Gadamer un «ésser propi», que fa ser allò que representa, expressant de l'origen de la representació més del que aquest pugui dir per si mateix.

### Estètica postmoderna
Una de les últimes derivacions de la filosofia i l'art és la postmodernitat, teoria sociocultural que postula l'actual vigència d'un període històric que hauria superat el projecte modern, és a dir, l'arrel cultural, política i econòmica pròpia de l'edat contemporània, marcada en el terreny cultural per la Il·lustració, en el polític per la Revolució Francesa i en l'econòmic per la Revolució Industrial. Els postmoderns assumeixen el fracàs dels moviments d'avantguarda com el fracàs del projecte modern: les avantguardes pretenien eliminar la distància entre l'art i la vida, universalitzar l'art; l'artista postmodern, en canvi, és autorreferencial, l'art parla de l'art, no pretenen fer una tasca social. L'art postmodern torna sense pudor al substrat material tradicional, a l'obra d'art-objecte, a l'«art per l'art», sense pretendre fer cap revolució, cap ruptura. Davant la crisi de l'objecte artístic als anys 1970, els postmoderns ho reprenen com a reivindicació de l'art com a institució, tot cop que ha fracassat la pretensió avantguardista d'integrar l'art amb la societat. Enfront de les propostes de l'art d'avantguarda, els postmoderns no plantegen noves idees, ni ètiques ni estètiques; tan sols reinterpreten la realitat que els envolta, mitjançant la repetició d'imatges anteriors, que perden així el seu sentit. La repetició tanca el marc de l'art en si mateix, s'assumeix el fracàs del compromís artístic, la incapacitat de l'art per a transformar la vida quotidiana. Alguns dels seus més importants teòrics han sigut Jean-François Lyotard, Jacques Derrida i Michel Foucault.

## Estètica no occidental

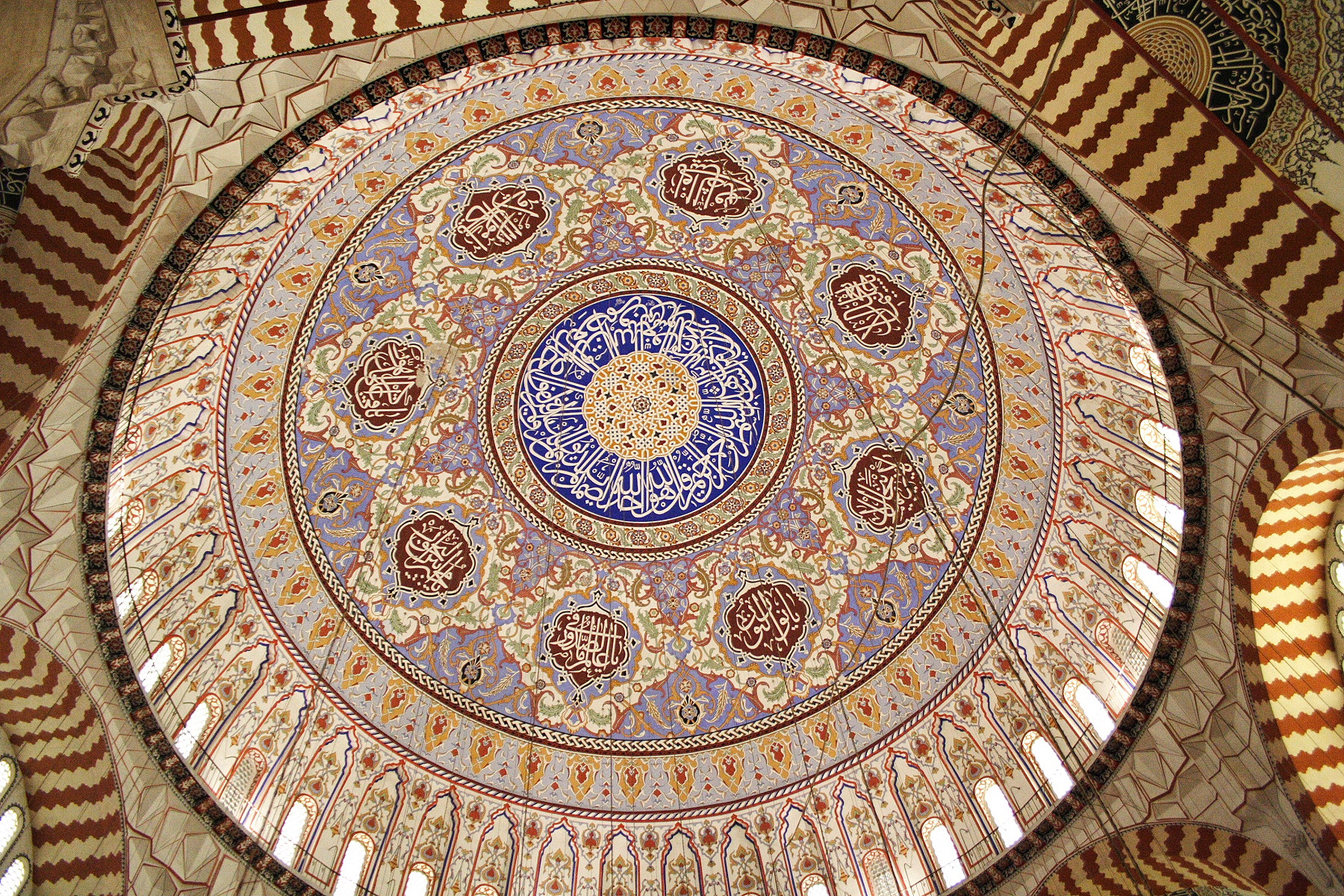
Cúpula de la Mesquita Selimiye a Istanbul.

### Islam
Segons l'islam, les obres d'art són intrínsecament defectuoses en comparació amb l'obra de Déu, pel que es creu que tractar de descriure d'una forma realista qualsevol animal o persona és insolència a Déu. Aquesta tendència, sovint imposada per l'autoritat religiosa, ha tingut l'efecte de reduir l'esfera artística a formes d'art com arabescs, mosaics, la cal·ligrafia islàmica i l'arquitectura islàmica, així com en general qualsevol forma d'abstracció artística. Tot i així, en realitat la representació humana o animal no està totalment prohibida en l'art islàmic: de fet, la imatge es pot trobar en totes les cultures islàmiques, amb distints graus d'acceptació per part de les autoritats religioses; és tan sols la representació humana amb fins de culte el que és considerat de manera uniforme com a idolatria i prohibit a la llei de la xara.
L'art islàmic té una forta tendència a la geometrització, a causa de la creença en la perfecció de la geometria i les matemàtiques com a manifestacions de la perfecció de Déu. Així, la majoria d'elements arquitectònics i decoratius estan basats en formes geomètriques, especialment el cercle –que simbolitza l'essència de Déu– i el quadrat –que representa els quatre elements i els quatre punts cardinals–, així com els seus derivats: octògons, dodecàgons, polígons estrellats, etc. Aquesta tendència a l'abstracció i la geometrització de l'art podria fer semblar que l'art islàmic és purament racional, però el cert és que al mateix temps és bastant sensual, deixa la porta oberta als sentits, al plaer estètic de la contemplació, al gaudi de la bellesa, que és altament valorada en la cultura islàmica. El mateix Mahoma digué:
| « | Déu és bell i estima la bellesa, així per mitjà de la bellesa es reconeix a Déu. El bell és bo i vertader i està per damunt de les coses belles, per això no deixa lloc al temps, no s'altera ni musteix, és essència immutable i com tota veritat, eterna. | » |

Aquest sensualisme s'expressa tant en la poesia com en les arts plàstiques, fonamentalment en la recerca de l'harmonia i en la predilecció per la simetria i l'equilibri. El caràcter àrab és essencialment contemplatiu, a causa de la vida nòmada i a l'experiència del desert, el que provoca un procés de coneixement inductiu, dels sentits a la raó. Per l'artista musulmà la bellesa és camí de perfecció, la bellesa condueix a Déu; el que és bell és moral i espiritual. La religió està present de forma indissoluble en l'art islàmic, que és místic i transcendent, unint el quotidià i l'universal, el permanent i l'efímer, el mental i el sensorial. En la seva forma de concebre el món tenen especial rellevància elements com la llum, l'aigua, el color, mentre que les formes geomètriques es complementen amb el buit, amb la prefiguració del no-res –cal recordar que foren els àrabs els que ens van transmetre el concepte del nombre zero–. Així com la bellesa és fugaç, la seva plasmació en l'art es realitza a través del decoratiu, l'efímer, el canviant, el dinàmic –com els efectes de llum i el fluir de l'aigua–. També té molta importància la cal·ligrafia, la paraula escrita, ja que la seva religió es fonamenta en l'Alcorà, els textos del qual decoren sovint els edificis islàmics.

### Índia

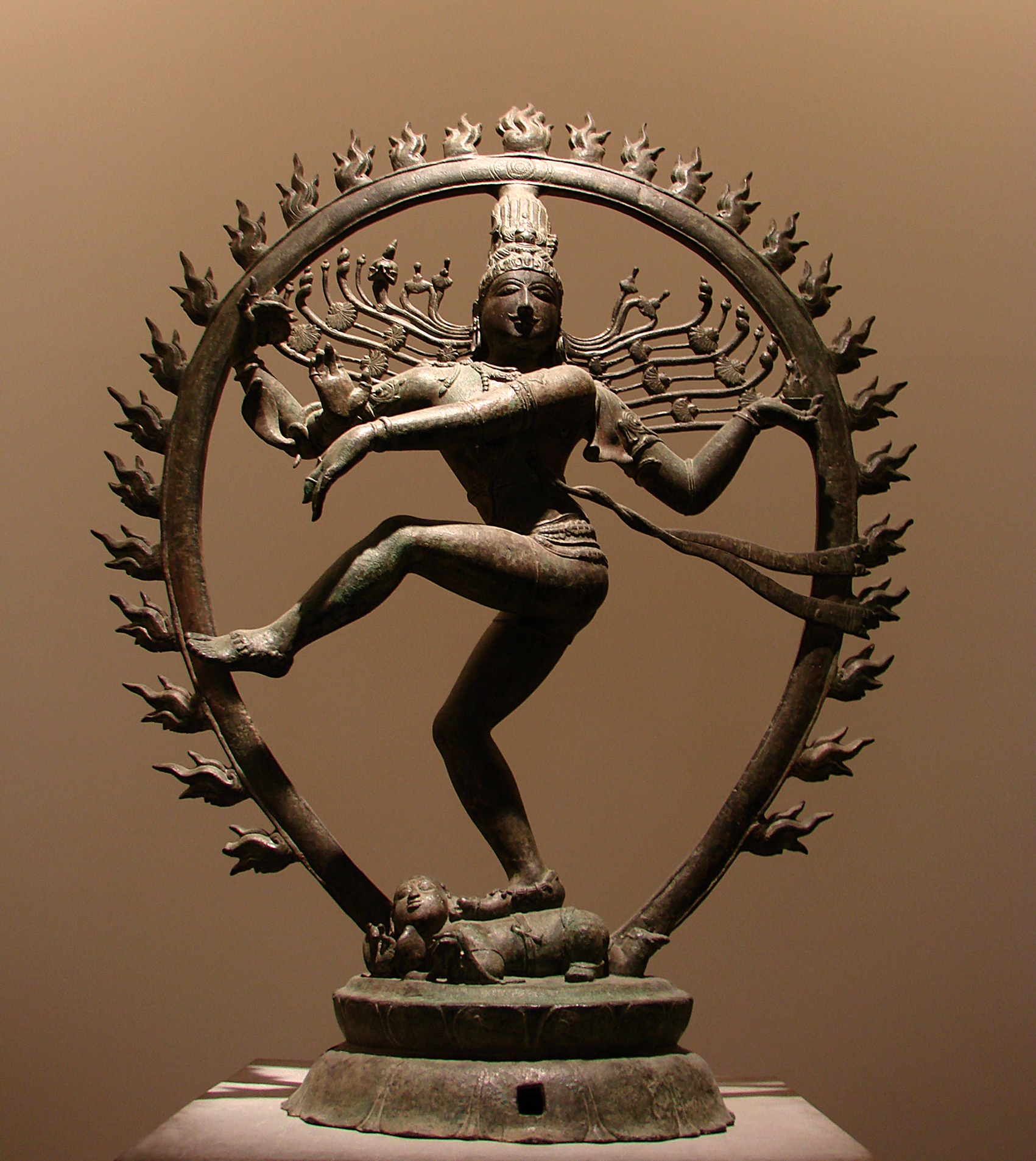
Śiva Naṭarāja, dinastia Chola, Tamil Nadu,.

L'art indi és essencialment religiós, reflectint un concepte transcendental de la realitat, on el que és material es barreja amb l'espiritual, establint un pont entre l'humà i el diví. La principal manifestació artística índia és l'escultura, ja que àdhuc l'arquitectura i la pintura reflecteixen una plàstica escultòrica. Aquesta escultura presenta múltiples formes i estils, si bé conserva al llarg del temps una forma de transmetre l'espiritualitat basada en la sensualitat. Una de les principals premisses de l'art indi és la integració amb la naturalesa, sent-ne l'art un reflex, bé de forma simbòlica o més o menys realista. La naturalesa aporta a l'art indi una gran riquesa iconogràfica, ja que els elements naturals es converteixen sovint en símbols generalment relacionats amb la divinitat. A més, la influència del clima monsònic genera una actitud cíclica en la mentalitat índia que fa que l'art s'elabori des de diferents perspectives estilístiques sovint contraposades: des del naturalisme a l'abstracció, del realisme a l'idealisme, etc.
L'estètica índia es va desenvolupar sobretot en el període gupta, en el qual es van analitzar, recopilar i classificar la majoria d'escrits vèdics (els textos sagrats hindús, transmesos de forma oral des d'aproximadament el 1500 aC). Per l'art foren primordials especialment els textos sagrats anomenats Śastras, en particular els Vastu-Śastras, tractats arquitectònics que parlaven de la construcció de temples per als déus, i els Śilpa-Śastras, tractats figuratius per a pintors i escultors i la forma de transcriure en imatges el missatge diví. Els guptes desenvoluparen diversos tractats tècnics i normatius sobre els principis fonamentals de l'art, així com tècniques, materials, estils, iconografia, etc. Un dels més importants és el Śadanga, que estableix els «sis principis» estètics per la pintura: rūpa-bheda (ciència de les formes), pramani (sentit de les relacions), bhava (ciència del sentiment), lavanna-yojanam (sentit de la gràcia), sadrisyam (ciència de les comparacions) i varnika-bhanga (ciència dels colors). Més endavant es van afegir altres dos: rasa (quintaessència del gust) i chanda (ritme).

### Xina
A la Xina les representacions artístiques tenen una gran influència religiosa, principalment del taoisme, el confucianisme i el budisme. Tanmateix, com a l'art indi, és essencial la relació de l'home amb la natura: el taoisme, per exemple, és una religió panteista, que relaciona la natura amb la societat. L'art xinès pretén aconseguir l'harmonia universal, la reproducció de l'home en si mateix, anant més enllà de la matèria per a trobar el principi generador de vida. L'estètica xinesa pretén trobar el sentit de la vida per mitjà de l'art: bellesa equival a harmonia, a creativitat; és un impuls poètic, un camí sensorial que porta a la realització de l'obra, que no té finalitat en si, sinó que va més enllà. La bellesa és una categoria ontològica, que remet a l'existència: consisteix a copsar el sentit amb el tot. L'art no està basat en les qualitats sensibles, sinó en les suggestives; no ha de ser perfecte, sinó expressar una qualitat que porti a la totalitat. Es pretén captar l'essencial a través de la part, que suggereix la totalitat: el buit és un complement d'allò que existeix. En la filosofia oriental hi ha una unitat entre matèria i esperit, predominant la contemplació i comunió amb la, per via d'adhesió interior, d'intuïció.

Colors de la tardor a les muntanyes Qiao i Hua, de Zhao Mengfu.

L'estètica xinesa es basa en el simbolisme transcendent de totes les seves expressions artístiques, així com en la profunda relació que mantenen amb la natura: tota obra d'art tendeix a cercar l'essència vital d'éssers i objectes, apartant el seu caràcter individual per comunicar una relació intrínseca amb l'ordre de les coses, amb el Yin i Yang. Així, l'ésser humà és una part més de la natura, i per això no se li concedeix la importància que té en l'art occidental. D'igual manera, es tendeix a concedir un especial valor al que és petit, fràgil, fugaç, anecdòtic, com a parts indissolubles d'un tot molt major. Aquest concepte s'aprecia en el gust pel detall i per plantes i animals de petita mida: insectes, ocells, flors, etc. Però al mateix temps tenen un especial valor les grans manifestacions de la natura: muntanyes, rius, cascades, o elements com la pluja, la neu o la boira. La representació de l'ésser humà se sol cenyir al retrat, especialment religiós o funerari; quan no és així, en general són petites figures immerses en el paisatge: un pescador, un camperol, un filòsof meditant. D'igual forma, ignoren la perspectiva, amb una visió completament subjectiva on el que importa és l'expressió, no la descripció detallada de la realitat.
El sentit simbòlic de l'art xinès queda patent tanmateix en la cal·ligrafia, que és considerada un art equiparable a la pintura: l'escriptura xinesa té un gran valor estètic, ja que el seu traçat depèn de la qualitat com a dibuixant del cal·lígraf, percebent-se en les seves línies l'expressió emocional de l'artista. La cal·ligrafia cerca expressar la vida, rebutjant la simetria i els moviments mecànics en ares d'una major naturalitat i originalitat. Per l'escriptor, com pel pintor, la seva escriptura té un caràcter transcendent, cada paraula es converteix en símbol, igual que en pintura cada objecte representat. El traçat d'una línia no és una simple expressió gràfica, sinó un fi en si mateix. Cal remarcar que els objectes emprats tant en cal·ligrafia com en pintura (plomes, paper, tinta) són els mateixos, i que el color té una importància relativa, atorgant-se més protagonisme a la tinta negra, que simbolitza la profunditat i el buit espiritual –així, el caràcter hsuan significa al mateix temps «negre» i «essència inagotable del món»–.

### Japó

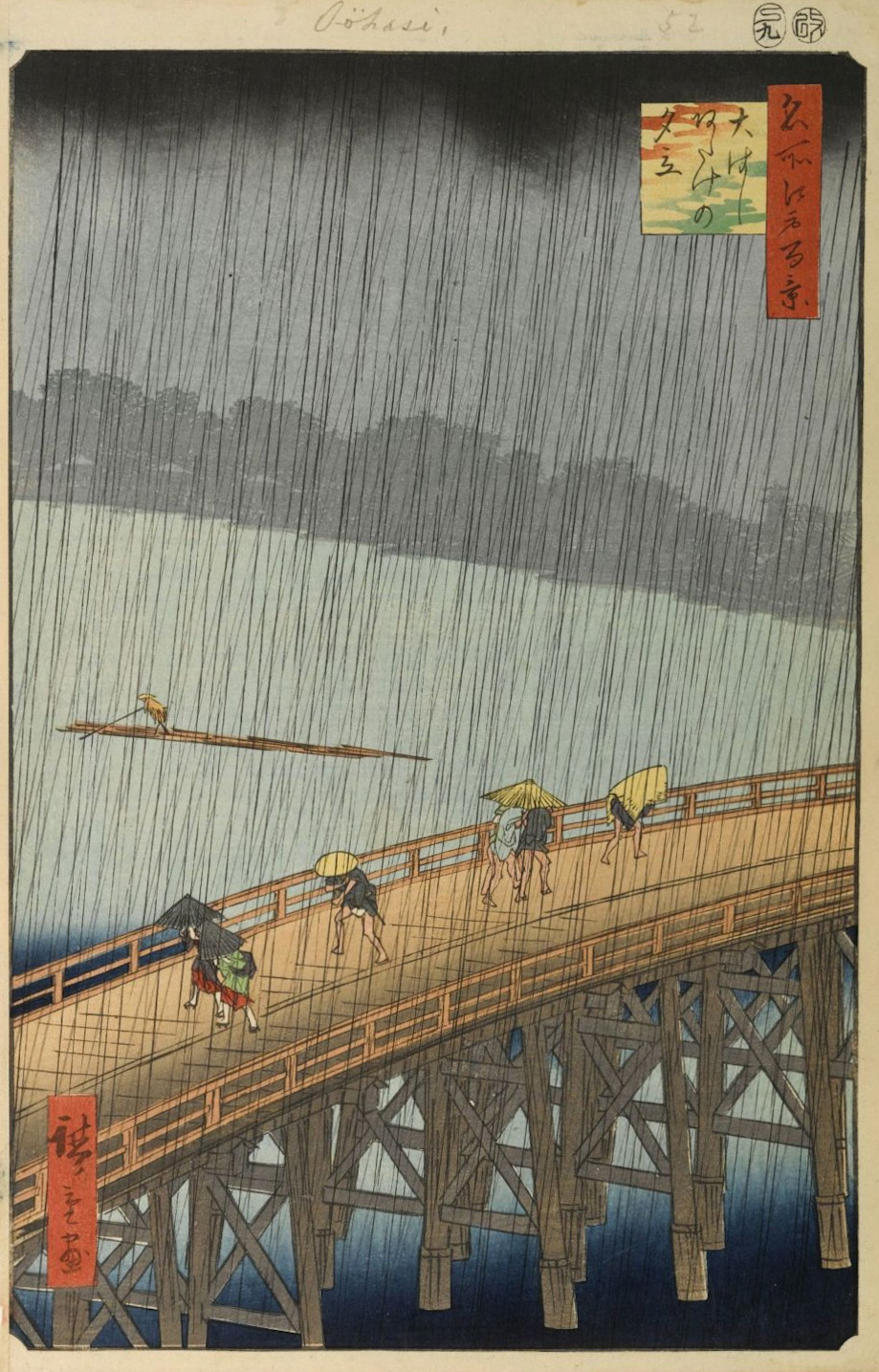
El pont Ōhashi i Atake sota una pluja sobtada (1857), d'Utagawa Hiroshige.

L'art japonès, com la resta de la seva filosofia –o, simplement, la seva forma de veure la vida– és propens a la intuïció, la falta de racionalitat, l'expressió emocional i la senzillesa d'actes i pensaments, expressats sovint de forma simbòlica. Dues de les seves característiques distintives són la simplicitat i la naturalitat: les manifestacions artístiques són reflex de la natura, pel que no requereixen una elaborada producció, sinó que es basen en una economia de mitjans que atorga a l'art una gran transcendència, com a reflex de quelcom més elevat que queda tan sols esbossat, suggerit, essent posteriorment interpretat per l'espectador. Al Japó existeix una innata naturalitat en la relació entre l'art i la natura, que per als japonesos és reflex de la seva vida interior, i la senten amb un delicat sentiment de malenconia, quasi de tristesa. En especial, el transcurs de les estacions els provoca una sensació de transitorietat, veient a l'evolució de la natura l'efímer de la vida. Natura, vida i art estan indissolublement units, i la realització artística és un símbol de la totalitat de l'univers.
L'estètica japonesa s'ha anat desenvolupant en paral·lel a l'evolució de l'art: les primeres reflexions sobre l'art i la bellesa provenen de l'antiguitat, quan es forjaren els principis creadors de la cultura japonesa i sorgiren les principals obres èpiques de la literatura japonesa: el Kojiki (Relats de coses antigues), el Nihonshoki (Annals del Japó) i el Man'yōshū (Col·lecció de deu mil fulls). En aquesta època predominà el concepte de sayakeshi («pur, clar, fresc»), que feia referència a un tipus de bellesa caracteritzada per la simplicitat, la frescor, una certa ingenuïtat, atorgant un valor especial a la bellesa efímera, transitòria, fugaç, que evoluciona amb el temps. Posteriorment, durant els períodes Nara i Heian, l'estètica japonesa evolucionà ràpidament gràcies al seu contacte amb la cultura xinesa, així com a l'arribada del budisme. El principal concepte d'aquesta època fou l'aware, un sentiment emotiu que corprèn a l'espectador i li porta a una profunda sensació d'empatia o pietat; al temps, el mono-no-aware transmet un sentiment de malenconia, de tristesa contemplativa derivada de la transitorietat de les coses, de la bellesa efímera, que dura un instant i perdura al record. Aquesta idea d'una recerca ideal de la bellesa, d'un estat de contemplació on s'uneixen el pensament i el món dels sentits, és característica de la innata sensibilitat japonesa cap a la bellesa, i queda palesa a la festa del Hanami, basada en la contemplació dels cirerers en flor.
Durant l'edat mitjana japonesa (períodes Kamakura, Muromachi i Momoyama), en paral·lel al militarisme de la societat feudal japonesa, s'imposà el concepte de dō («via»), que posava èmfasi en el procés creatiu de l'art, en la pràctica cerimonial dels ritus socials, com queda evidenciat en el shodō (cal·ligrafia), el chadō (cerimònia del te), el kadō o ikebana (l'art dels arranjaments florals) i el kōdō (cerimònia de l'encens). En aquests nous conceptes tingué una influència decisiva una variant del budisme anomenada zen, que feia insistència en unes determinades «regles de vida» basades en la meditació, on la persona perd la consciència de si mateix. Així, qualsevol tasca quotidiana transcendeix la seva essència material per a significar una manifestació espiritual, la qual queda reflectida en el moviment i el pas ritual del temps, com queda reflectit a l'art de la jardineria, que arriba a un grau tal de transcendència on el jardí és una visió del cosmos. L'ambivalència zen entre el caràcter senzill i la profunditat d'una vida transcendent imbuí d'un esperit d'«elegància senzilla» (wabi) no tan sols a l'art, sinó al comportament, les relacions socials i els aspectes més quotidians de la vida. En darrer lloc, en època moderna –iniciada amb el període Edo–, encara que perduren els conceptes anteriors s'introdueixen algunes noves categories estètiques, relacionades amb les noves classes urbanes que sorgeixen a mesura que el Japó es va modernitzant: sui (finesa de caràcter espiritual); iki (elegància honesta i directa); karumi (lleugeresa com a qualitat essencial sota la qual s'assoleix allò «profund» de les coses); shiori (bellesa nostàlgica); hosomi (delicadesa que arriba fins a l'essència de les coses); i sabi (bellesa simple, despullada, sense ornaments ni artificis). Aquesta darrera entroncà amb el concepte anterior de wabi, creant una nova noció anomenada wabi-sabi, la transcendència de la simplicitat, on la bellesa resideix en la imperfecció, en l'incomplet, basada en la fugacitat i impermanència.

### Àfrica

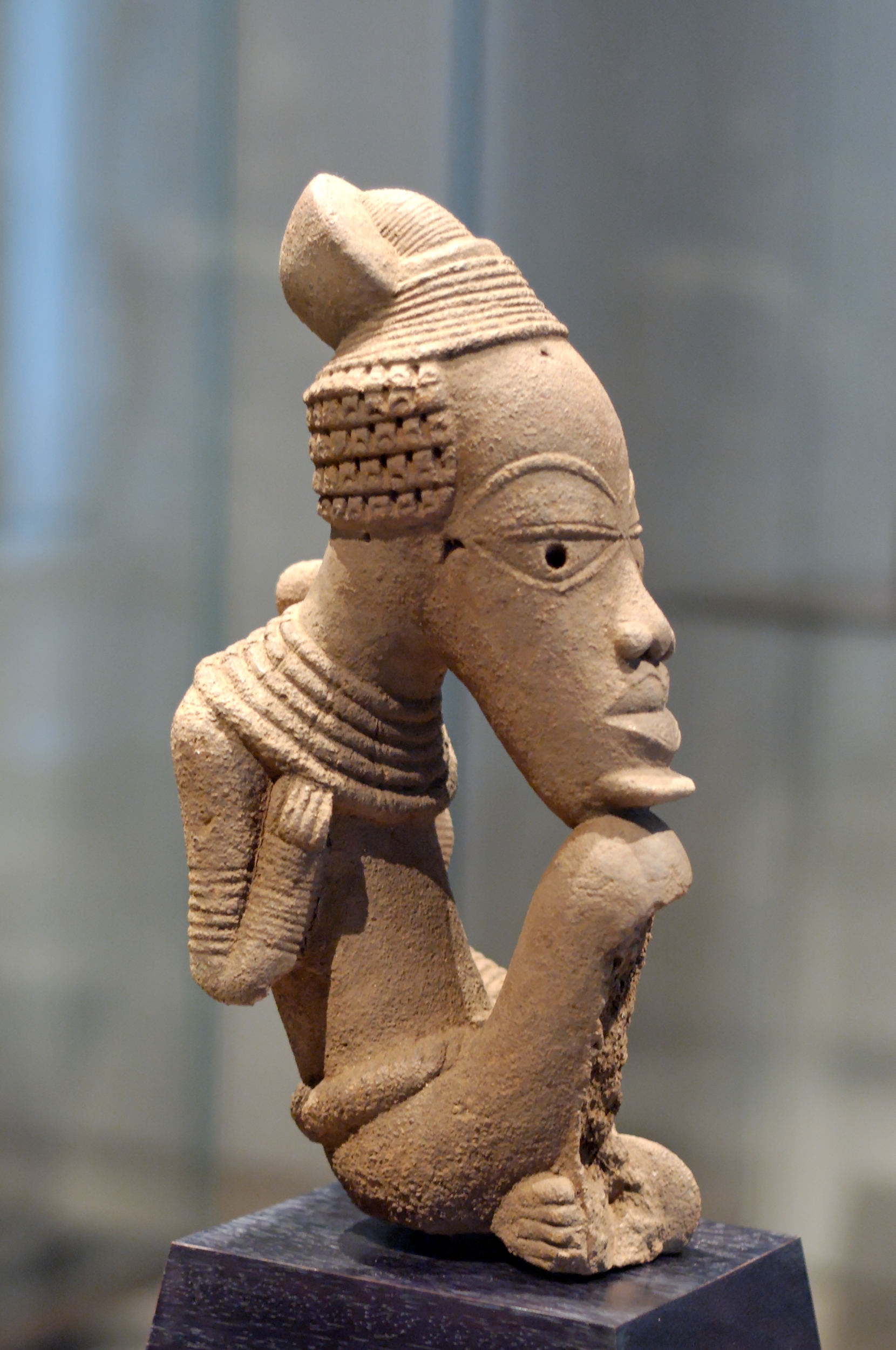
Escultura nok.

Els estudis d'estètica aplicats a l'art africà tenen l'inconvenient d'una evident absència de reflexions per escrit. Si la filosofia de l'art es pot dividir en teoria de la creació artística i teoria de la percepció estètica, a Àfrica la mancança de fonts escrites provoca la pràctica impossibilitat de la primera accepció. Així, per designar l'estètica aplicada a formes culturals alienes a l'escriptura es va forjar el terme «etnoestètica», concepte de filiació occidental no exempt d'un cert eurocentrisme. La majoria d'estudis realitzats sobre la percepció estètica en les cultures africanes estan vinculats a l'antropologia, centrats en l'estudi particular d'una cultura o bé en l'anàlisi comparativa de diverses manifestacions culturals. A causa de la multiplicitat d'ètnies i cultures repartides per tot el continent, la majoria d'anàlisis se centren en l'estudi comparatiu i sintètic de les diverses manifestacions artístiques africanes, per establir uns criteris comuns que permetin parlar d'una «estètica africana» –terme introduït per Susan M. Vogel que no deixa de tenir un caràcter una mica simplista–.
Basant-se en aquestes premisses es poden percebre en l'art africà en general uns quants conceptes en comú, com serien: el naturalisme –que no implica realisme, sinó inspiració en formes naturals–, la recerca de l'equilibri i la proporció, la simetria, l'originalitat, el geometrisme, l'estilització, l'expressionisme, la tendència al paidomorfisme –imatges en forma de nen, per la preferència cap a la joventut com edat ideal de l'ésser humà–, la recerca de la tridimensionalitat en escultura amb una certa tendència a la frontalitat, el gust per la forma rodona, la predilecció per la claredat, la lluminositat, el llustre, la polidesa, el rebuig de la rugositat –que relacionen amb la malaltia–, etc. També s'ha de mencionar la indissoluble relació de l'art amb múltiples creences religioses, ritus i cerimònies de diversa índole, des de la màgia fins a l'animisme –d'aquí la importància de màscares i fetitxes–, essent l'art la principal manifestació cultural de nombrosos pobles africans. Tanmateix, l'art està interrelacionat amb la natura, ja que per a la majoria de pobles africans els elements naturals tenen caràcter sagrat, i poden ser forces benèfiques o destructores. En darrer lloc, cal remarcar que l'art africà influí poderosament a les avantguardes artístiques europees de començaments del segle xx, a causa del colonialisme i a l'apertura de nombrosos museus d'etnologia en la majoria de ciutats europees. En particular, als joves artistes europees els interessà vivament l'estilització geomètrica de l'escultura africana, el seu caràcter expressiu i el seu aire primitiu, original, espontani, subjectiu, producte d'una forta interrelació entre la natura i l'ésser humà.